# Barroco

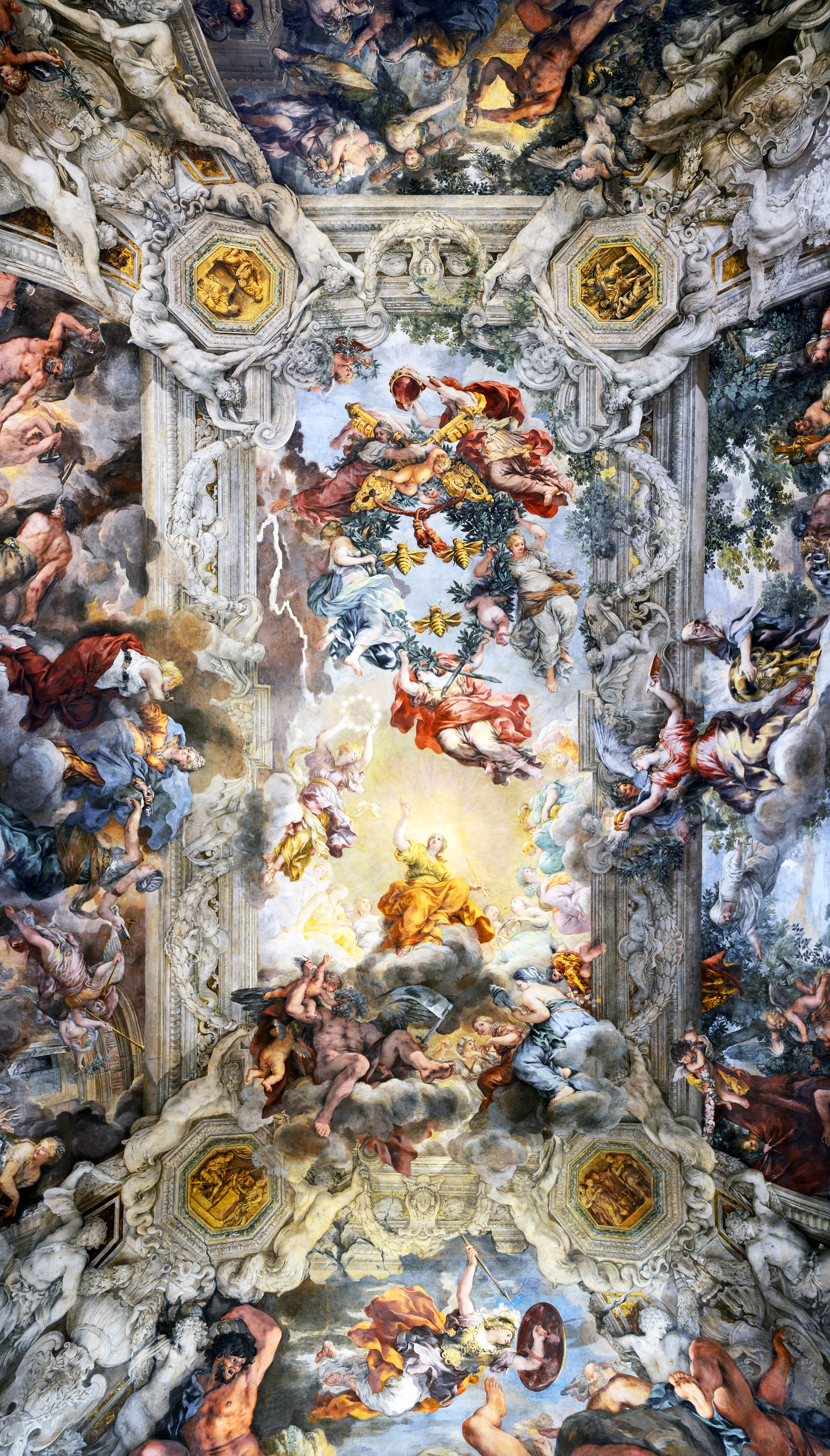
Pietro da Cortona: O triunfo da Divina Providência, 1633-1639. Afresco em teto do Palazzo Barberini, Roma

Barroco é o estilo artístico que floresceu entre o final do século XVI e meados do século XVIII, inicialmente na Itália, difundindo-se em seguida pelos países católicos da Europa e da América, antes de atingir, em uma forma modificada, as áreas protestantes e alguns pontos do Oriente.
Considerado como o estilo correspondente ao absolutismo e à Contrarreforma, distingue-se pelo esplendor exuberante. De certo modo o Barroco foi uma continuação natural do Renascimento, porque ambos os movimentos compartilharam de um profundo interesse pela arte da Antiguidade clássica, embora interpretando-a diferentemente. Enquanto no Renascimento o tratamento das temáticas enfatizava qualidades de moderação, economia formal, austeridade, equilíbrio e harmonia, o tratamento barroco de temas idênticos mostrava maior dinamismo, contrastes mais fortes, maior dramaticidade, exuberância e realismo e uma tendência ao decorativo, além de manifestar uma tensão entre o gosto pela materialidade opulenta e as demandas de uma vida espiritual. Mas nem sempre essas características são bem evidentes ou se apresentam todas ao mesmo tempo. Houve uma grande variedade de abordagens que foram englobadas sob a denominação genérica de "arte barroca", com certas escolas mais próximas do classicismo renascentista e outras mais afastadas dele, o que tem gerado muita polêmica e pouco consenso na conceituação e caracterização do estilo.
Para muitos pesquisadores o Barroco constitui não apenas um estilo artístico, mas todo um movimento sociocultural, onde se formularam novos modos de entender o mundo, o homem e Deus. As mudanças introduzidas pelo espírito barroco se originaram, pois, de um grande respeito pela autoridade da tradição clássica, e de um desejo de superá-la com a criação de obras originais, dentro de um contexto sociopolítico que já se havia modificado profundamente em relação ao período anterior.

## Contextualização

### Antecedentes

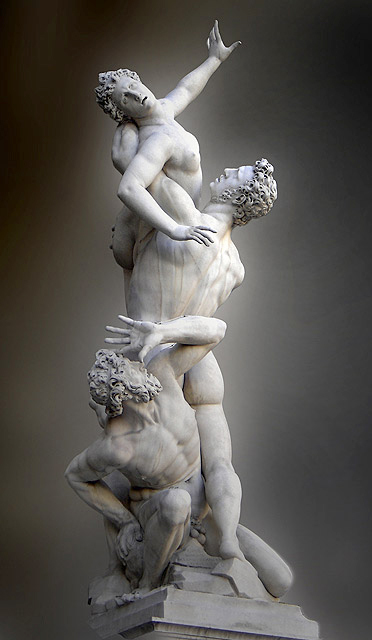
O rapto das Sabinas, de Giambologna, de 1582, na Loggia dei Lanzi, em Florença, uma das mais conhecidas obras do maneirismo

Desde o Renascimento, a Itália se tornara o maior polo de atração de artistas em toda a Europa e, no início do século XVI, Roma, sede do Papado católico e capital dos Estados Pontifícios, se tornara o maior centro irradiador de influência artística, tendo a Igreja Católica como o mais pródigo mecenas. Mas, desde lá, tendo passado por invasões dramáticas, como a que culminou no Saque de Roma de 1527, e sofrendo com agitação interna, a Itália havia perdido muito prestígio e força política, e ainda que continuasse a ser a maior referência na cultura europeia, a atmosfera otimista do Renascimento havia se desvanecido. Os progressos na filosofia, nas ciências e nas artes, o florescer do humanismo, não evitaram a fome, as guerras e as epidemias, e a fé no homem como imagem da Divindade e no mundo como um novo Éden em potencial — um mote recorrente no Renascimento — contrastava com o cinismo e a brutalidade da política, a vaidade do clero, a eterna opressão do povo, surgindo uma nova corrente cultural a que se deu o nome de Maneirismo — erudita, sofisticada, preciosista, com forte senso decorativo, experimental, e muitas vezes hermética, carregada de dúvidas e agitação.
Na religião, o poder papal teve de enfrentar a Reforma Protestante, um evento com amplas repercussões políticas e sociais, que pôs um fim à unidade do cristianismo e solapou a influência católica sobre os assuntos seculares de toda a Europa, que antes era imensa. Além das diferenças de doutrina, onde se incluía a condenação do culto às imagens, os protestantes denunciaram o luxo excessivo dos templos e a corrupção do clero católico. Suas igrejas rapidamente se esvaziaram de estátuas e pinturas devocionais e de decoração. A reação católica foi orquestrada a partir da convocação do Concílio de Trento (1545-1563), o marco inicial da Contrarreforma, numa tentativa de refrear a evasão de fiéis para o lado protestante e a perda de influência política da Igreja. Ao mesmo tempo que fazia uma revisão na doutrina, estabelecendo uma nova abordagem do conceito de Deus, a Contrarreforma tentou moralizar o clero e disciplinar a produção de arte sacra, pretendendo enfatizar sua utilidade como instrumento de proselitismo. Longas guerras de religião se seguiriam ao cisma protestante nas décadas seguintes, devastando muitas regiões. Na economia, a abertura de novas rotas comerciais pelas grandes navegações deixou a Itália fora do centro do comércio internacional, deslocando o eixo econômico para as nações do oeste europeu. Portugal, Espanha, França, Inglaterra e Países Baixos eram as novas potências navais, cuja ascensão política era financiada pelas riquezas coloniais e o comércio em expansão. A arte desses países se beneficiou enormemente desse novo afluxo de riquezas. Murray Edelman, fazendo um balanço da arte deste período, disse que:
"Os pintores e escritores maneiristas do século XVI eram menos 'realistas' do que seus predecessores da Alta Renascença, mas eles reconheceram e ensinaram muito sobre como a vida pode se tornar motivo de perplexidade: através da sensualidade, do horror, do reconhecimento da vulnerabilidade, da melancolia, do lúdico, da ironia, da ambiguidade e da atenção a diversas situações sociais e naturais. Suas concepções tanto reforçaram como refletiram a preocupação com a qualidade da vida cotidiana, com o desejo de experimentar e inovar, e com outros impulsos de índole política. [...] É possível que toda arte apresente esta postura, mas o Maneirismo a tornou especialmente visível".

### Um novo contexto

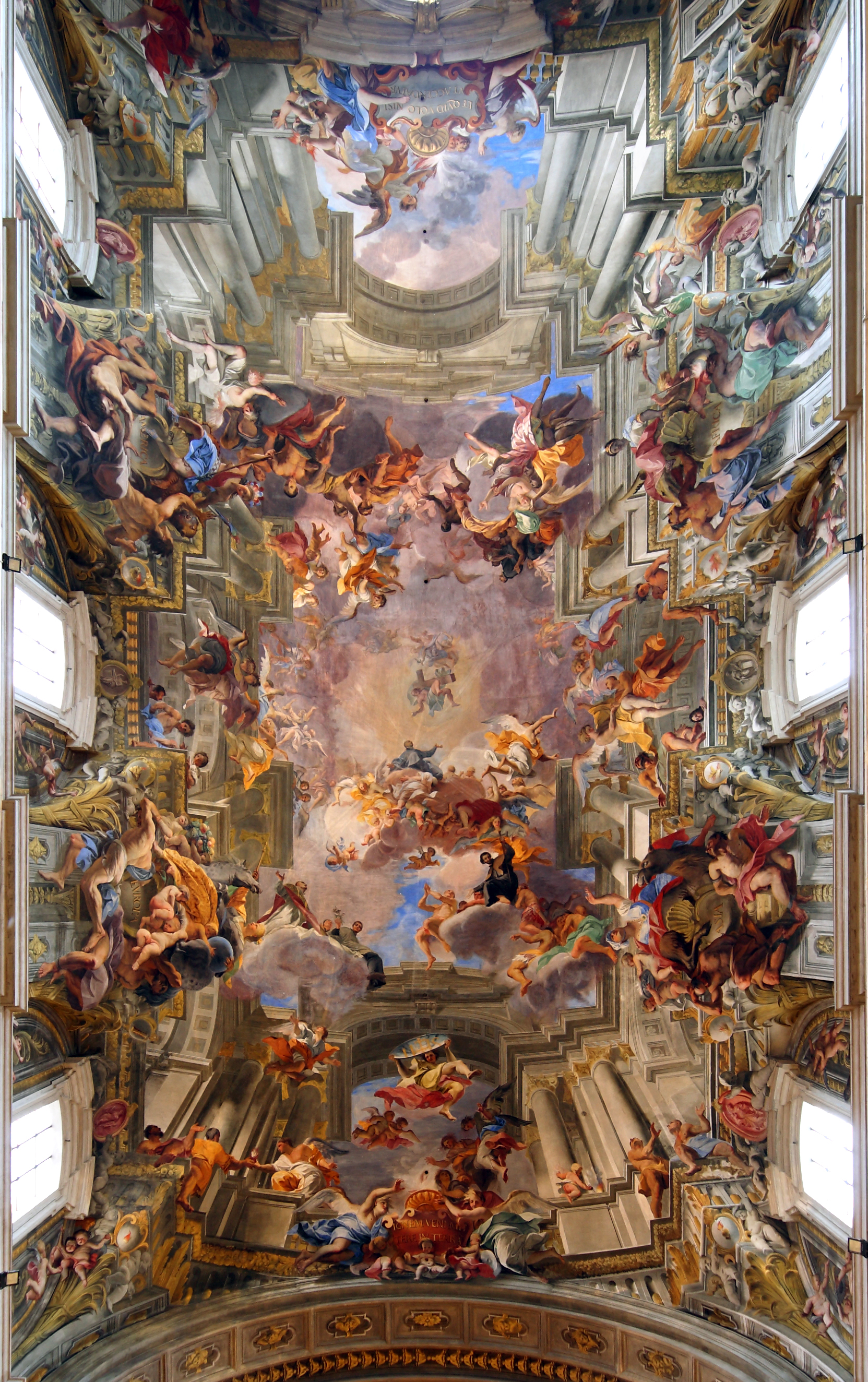
Andrea Pozzo: Apoteose de Santo Inácio, teto da Igreja de Santo Inácio de Loyola, Roma

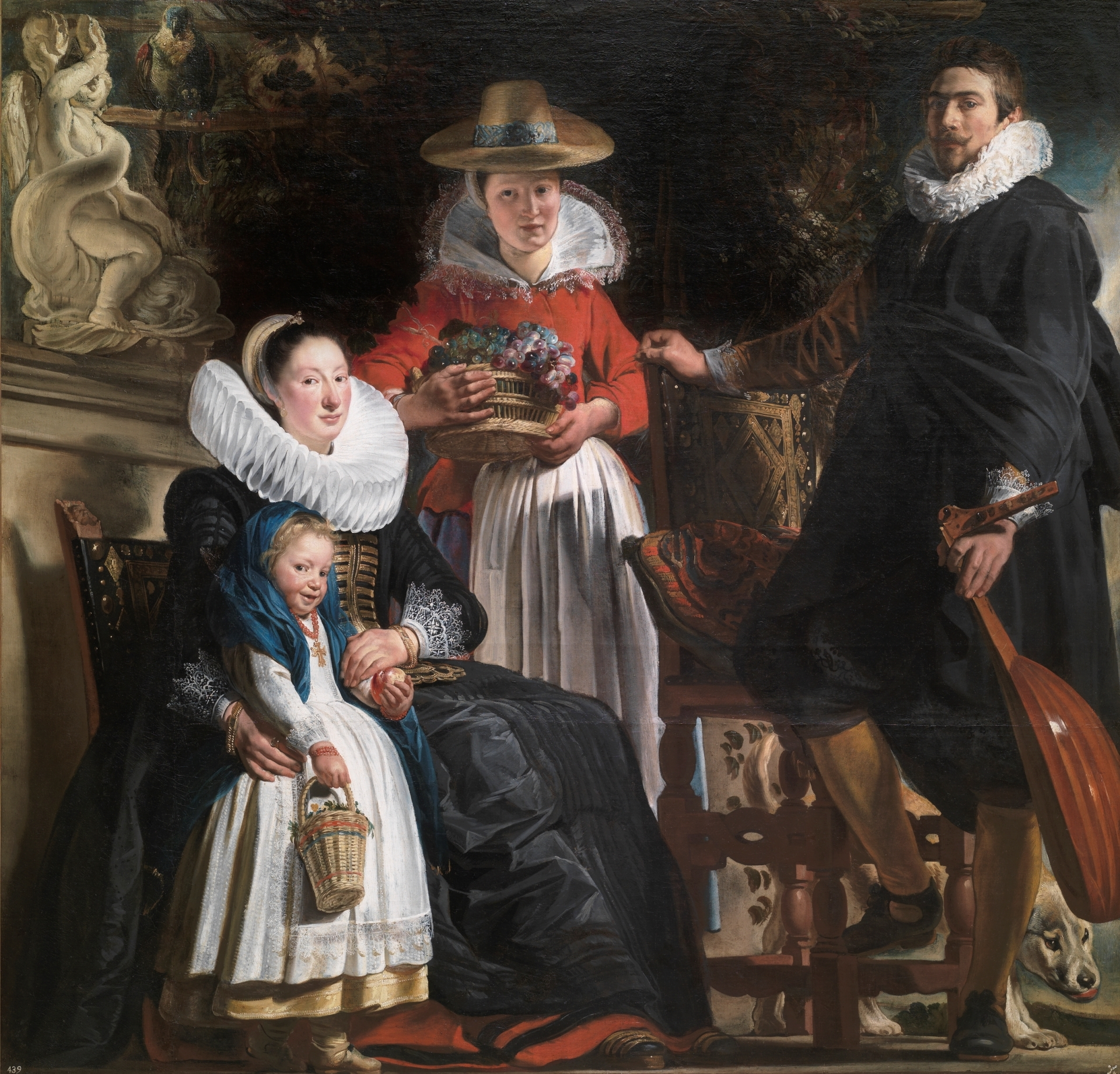
Jacob Jordaens: A família do artista, Museu do Prado

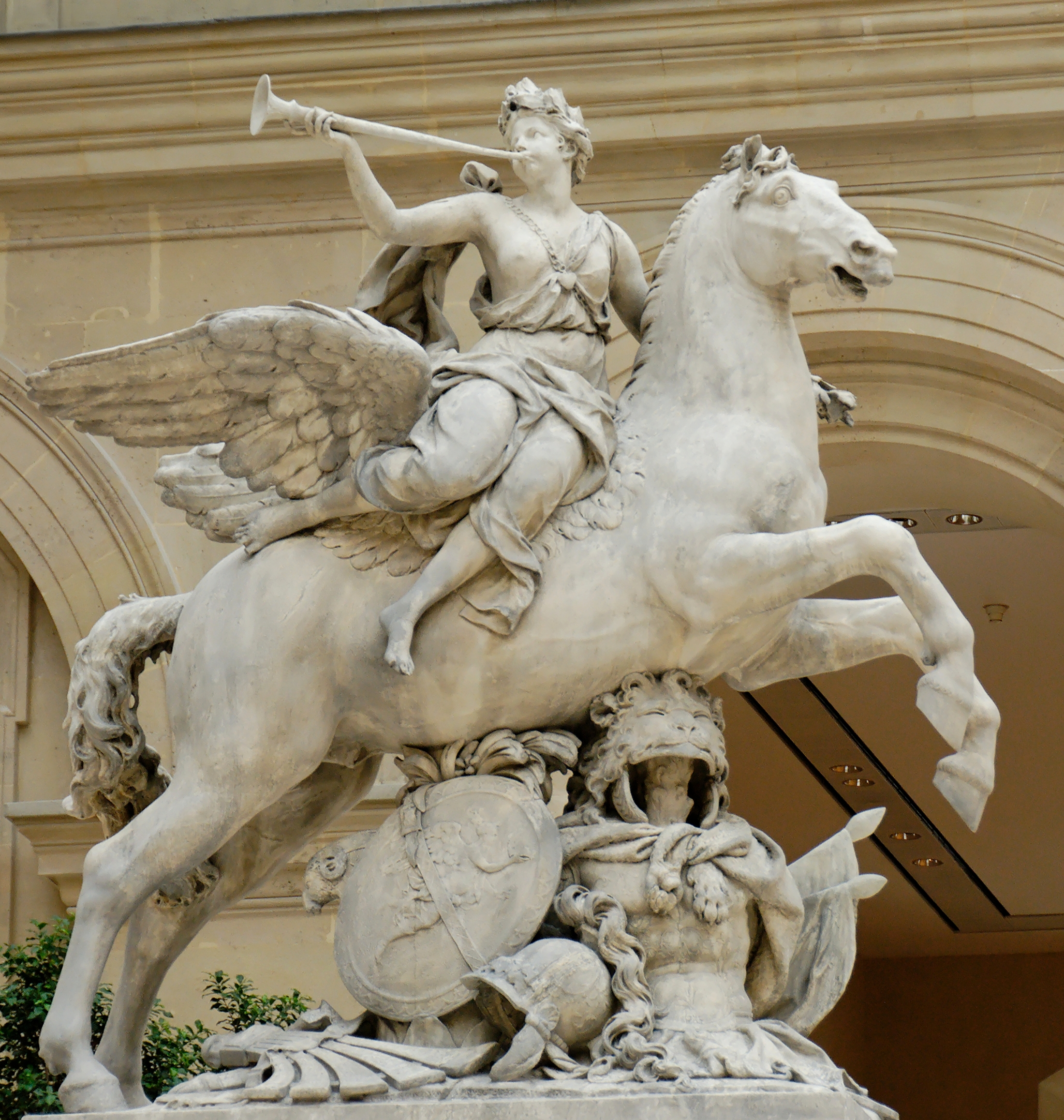
Antoine Coysevox: A Fama do Rei cavalgando Pégaso, originalmente no Parque de Marly, hoje no Louvre

A convocação do Concilio de Trento teve profundas consequências para a arte produzida na área de influência da Igreja Católica: a teologia assumiu o controle e impôs restrições às excentricidades maneiristas buscando reiterar a continuidade da tradição católica, recuperar o decoro na representação, criar uma arte mais compreensível pelo povo e homogeneizar o estilo. Desde então tudo devia ser submetido de antemão ao crivo dos censores, desde o tema, a forma de tratamento e até mesmo a escolha das cores e dos gestos dos personagens. Nesse processo a Ordem dos Jesuítas foi de especial importância. Afamados pelo seu refinado preparo intelectual, teológico e artístico, os jesuítas exerceram enorme influência na determinação dos rumos estéticos e ideológicos seguidos pela arte católica, estendendo sua presença para a América e o Oriente através de suas numerosas missões de evangelização. Também foram grandes responsáveis pela preservação da tradição do Humanismo renascentista, e, longe de serem conservadores como às vezes foram considerados, atuaram na vanguarda da arte da época e promoveram o maior movimento de revivalismo da filosofia do classicismo pagão desde aquele patrocinado por Lorenzo de' Medici no século XV.
Nesse novo cenário, a arte palaciana e sofisticada do Maneirismo já não encontrava lugar, e se tornara especialmente imprópria para a representação sacra. Enfrentando a poderosa concorrência protestante, que lhe roubava multidões, a orientação da Igreja Católica agora era na direção de se produzir uma arte que pudesse cooptar a massa do povo, apelando para o sensacionalismo e uma emocionalidade intensa. O estilo produzido por este programa se provou desde logo ambíguo: pregava a espiritualidade mas usava de todos os meios materiais para a sensibilização sensorial do público. As imagens eram criadas com formas naturalistas como meio de serem imediatamente compreendidas pelo povo inculto, mas faziam uso de complexos recursos ilusionísticos e dramáticos, de efeito grandioso e teatral, para acentuar o apelo visual e emotivo e estimular a piedade e a devoção. São especialmente ilustrativos os grandes painéis pintados nos tetos nas igrejas católicas nesse período, que aparentemente dissolvem a arquitetura e se abrem para visões sublimes do Paraíso, povoado de santos, anjos e do Cristo. Ainda que alimentado pelo movimento contrarreformista, o Barroco não se limitou ao mundo católico, afetando também áreas protestantes como a Alemanha, Países Baixos e Inglaterra, mas por outros motivos, descritos adiante.
Outro elemento de importância para a formação da estética barroca foi a consolidação das monarquias absolutistas, que através da arte procuraram consagrar os valores que defendiam. Os palácios reais passaram a ser construídos em escala monumental, a fim de exibir visivelmente o poder e a grandeza dos Estados centralizados, e o maior exemplo dessa tendência é o Palácio de Versalhes, erguido a mando de Luís XIV da França. Por outro lado, nesta mesma época a burguesia começou a se afirmar como uma classe economicamente influente, e com isso passou a se educar e abrir um novo mercado consumidor de arte. Tendo preferências estéticas distintas da realeza, foi importante para a formação de certas escolas barrocas mais ligadas ao realismo. Por fim, outra força ativa foi um renovado interesse no mundo natural e uma gradativa ampliação dos horizontes culturais através da exploração do globo e do desenvolvimento da ciência, que trouxeram uma consciência da insignificância do homem em meio à vastidão do universo e da insuspeitada complexidade da natureza. O desenvolvimento da pintura de paisagem durante o Barroco foi um reflexo desses novos descobrimentos.
Na economia a principal mudança foi a formação de um sistema de mercado internacional através do desenvolvimento do sistema colonial nas Américas e Oriente, com a escravidão como uma das bases de seu funcionamento. O sistema bancário também foi aprimorado, as práticas de comércio se tornaram mais complexas e a importação de produtos coloniais, como o café, tabaco, arroz e açúcar, transformou hábitos culturais e a dieta. Junto com a afluência para a Europa de outros bens da colônia, incluindo grandes quantidades de ouro, prata e diamantes, o sucesso do sistema mercantil europeu enriqueceu o continente e afetou as relações sociais e políticas, originando novas regras de diplomacia e etiqueta, além de financiar um grande florescimento artístico.
Os séculos XVII e XVIII, período principal de vigência do Barroco, continuaram a ser marcados por numerosas mudanças na situação política europeia e pelo conflito constante. Foi assinalado que entre 1562 e 1721 a Europa como um todo não conheceu a paz senão em quatro anos. A maior guerra deste período foi a Guerra dos Trinta Anos (1618-1648), que envolveu a Espanha, França, Suécia, Dinamarca, Países Baixos, Áustria, Polônia, Império Otomano e Sacro Império. De início desencadeada pela disputa entre católicos e protestantes, logo repercutiu para o campo secular em questões dinásticas e nacionalistas. Na conclusão do confronto, a Paz de Vestfália determinou uma reorganização ampla na geografia política continental, favoreceu o fortalecimento de Estados absolutistas, enfraqueceu outros, mas reconheceu a impossibilidade da reunificação do Cristianismo, que foi deslocado como força política pelas realidades práticas da política secular.

### O conhecimento
Nesse processo de amplas e continuadas mudanças se juntaram a religião, a filosofia moral e as ciências, na tentativa de melhor estudar a adaptabilidade por parte dos indivíduos em meio a um contexto agitado e incerto, bem como pesquisar a natureza e motivações do ser humano, a fim de que o conhecimento resultante fosse usado para fins práticos definidos, como por exemplo, a melhor doutrinação religiosa e o melhor manejo das massas pelas elites. Segundo José Antonio Maravall, na cultura da época, o autoconhecimento, desejado desde o tempo de Sócrates, agora se revestia de um caráter tático, racional e utilitarista. E a partir do autoconhecimento e autodomínio, se acreditava que se conheceria o íntimo de todos os homens, e se poderia dominar a natureza e o ambiente social com mais facilidade, um processo que ficou explícito por exemplo na obra dos poetas Corneille e Gracián, dizendo que o homem era um microcosmo, e ao dominar-se se tornava mestre do mundo. Esse autoconhecimento possibilitava ainda que se fizessem previsões sobre tendências e comportamentos futuros, individuais e coletivos, aproveitando oportunidades e evitando desgraças. Nesse sentido, a cultura barroca foi essencialmente pragmática e regulada pela prudência, considerada no período a maior das virtudes a serem adquiridas. Diversos políticos e moralistas barrocos a enalteceram como meio de se manter alguma ordem e controle num mundo em eterna mudança.

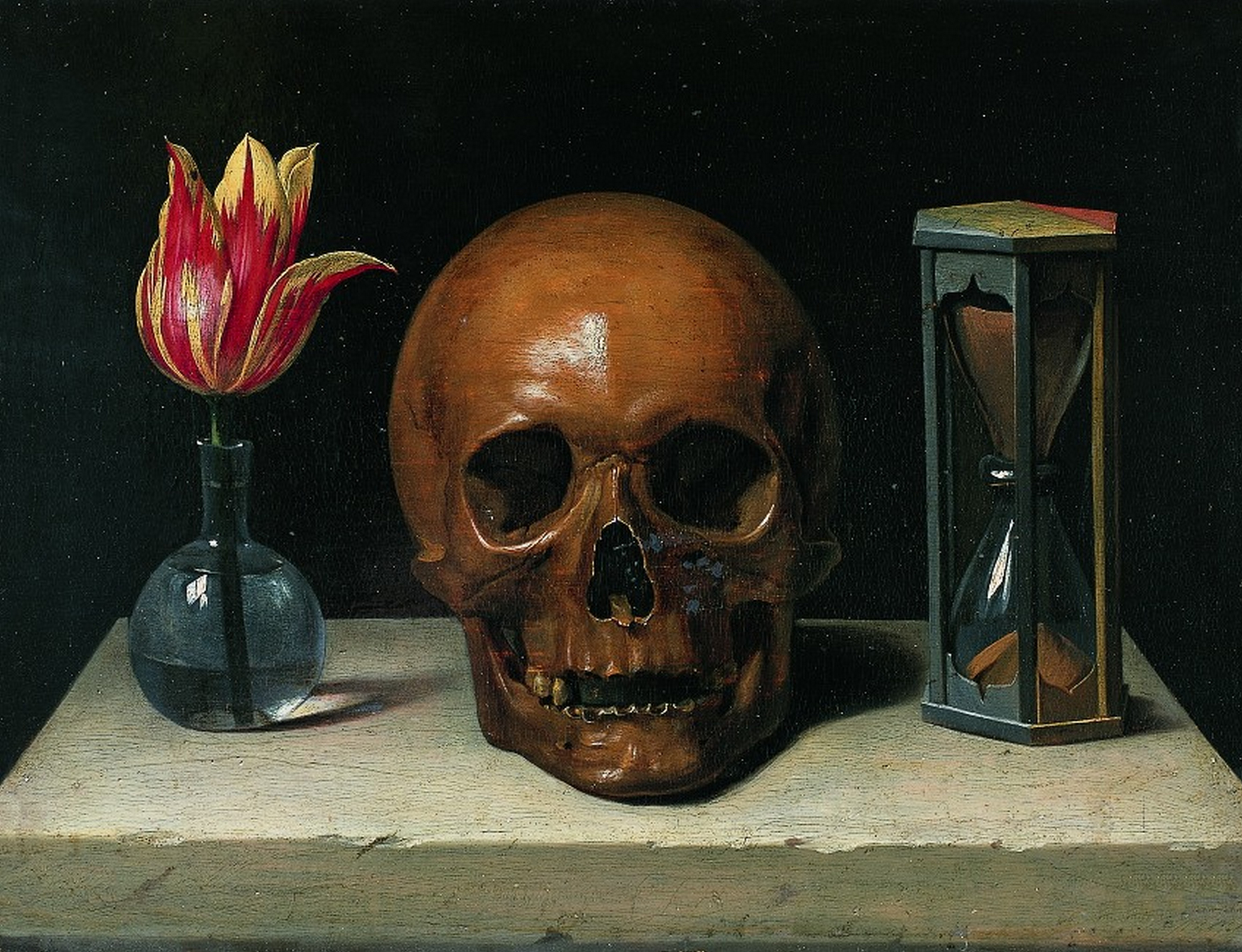
Philippe de Champaigne: Vaidade, c. 1671. Museu de Tessé, Le Mans

Nessa pesquisa do ser humano um papel importante foi desempenhado pela medicina, considerando-se que se acreditava que as funções e aspecto do corpo refletiam condições da alma, e assim o estudo do corpo humano influenciou conceitos religiosos e morais, fazendo com que muitos doutores se sentissem habilitados a discorrer sobre economia, política e moralidade. Ao mesmo tempo, o estudo intensificado da anatomia humana e sua ampla divulgação em livros científicos e gravuras atraiu a atenção dos artistas, se multiplicaram representações do corpo morto em detalhe, e a descrição artística da morte e dos cadáveres e esqueletos foi usada para se meditar sobre os fins últimos da existência e da condição humana. O mesmo impulso científico alimentou o interesse pela psicologia e pela análise das emoções e motivações através da fisionomia física do indivíduo, considerada o espelho do seu estado de espírito, o que possibilitou a formulação de categorizações para os tipos caracterológicos.
Ainda que a religião tenha preservado uma grande ascendência sobre as pessoas, ela começou a declinar diante do crescente racionalismo e pragmatismo promovidos pela ciência e pela nova realidade política, desafiando antigas crenças fundamente enraizadas; foi a época da chamada revolução científica. Às vezes o conflito entre ciência e religião ainda se revelou momentoso, como por exemplo na condenação de Galileu pela Inquisição, mas os avanços foram rápidos e variados. O Renascimento havia preparado um ambiente receptivo para a disseminação de novas ideias sobre ciência e filosofia, e a principal questão da época era a proposta por Michel de Montaigne: "O que eu conheço?", ou seja, estava aberta a dúvida sobre a natureza do conhecimento e suas relações com a fé, a razão, a autoridade, a metafísica, ética, política, economia e ciência natural. A atitude de questionamento foi a marca da obra de grandes cientistas e filósofos da época, como Descartes, Pascal e Hobbes, cujas obras lançaram as bases de um novo método de pesquisa e de um novo modo de pensar, centrado no racionalismo e expandido para todos os domínios do entendimento e da percepção, repercutindo profundamente na maneira como o homem via o mundo e a si mesmo.

### Academismo

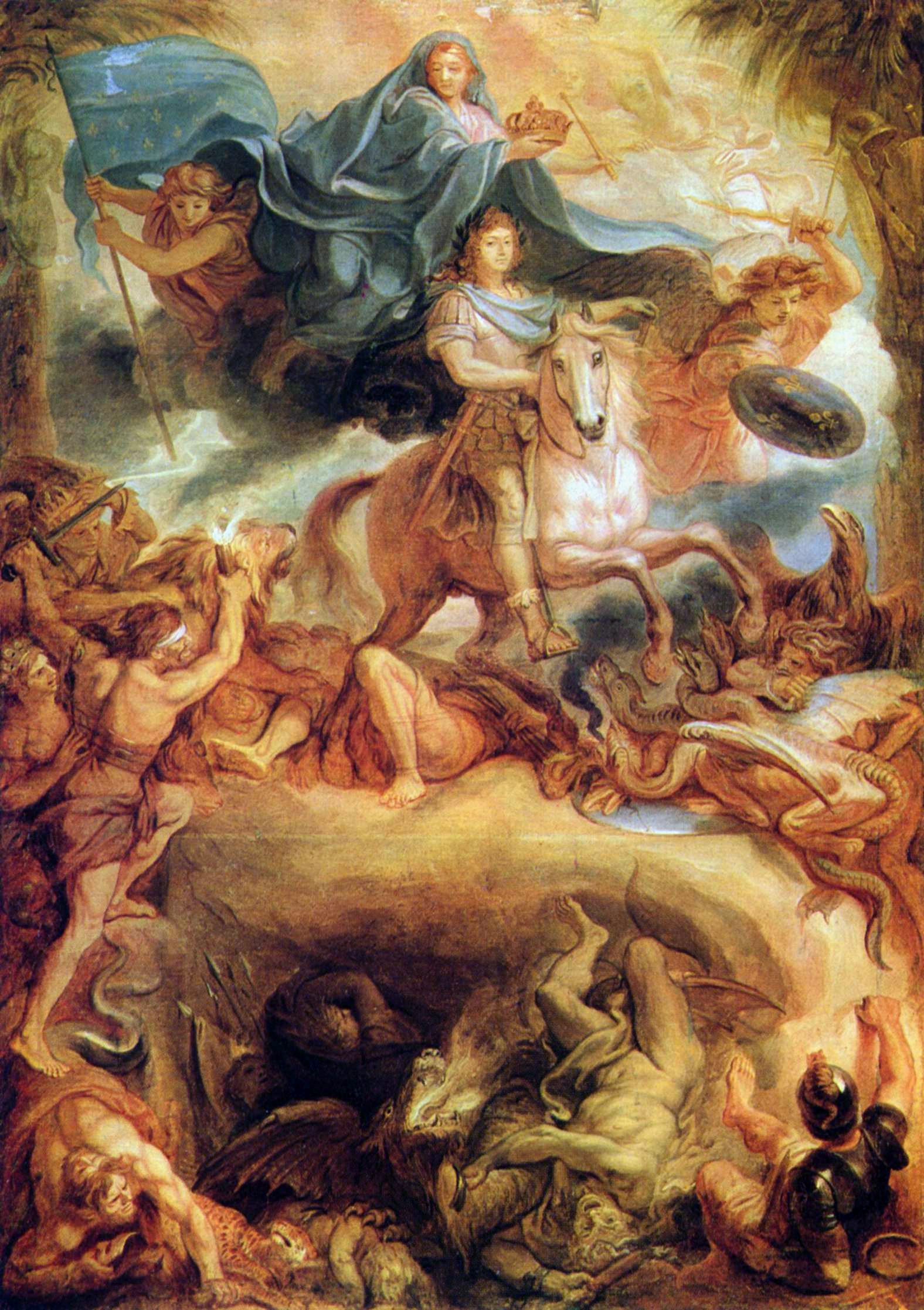
Charles Le Brun: A apoteose de Luís XIV, 1677. A arte acadêmica a serviço do Estado

O espírito analítico da época influiu até mesmo na teoria da arte. Fortalecendo uma tendência que havia iniciado timidamente no século XVI, o Barroco foi o período em que se estruturaram as academias de arte e se fundou o método de ensino rigorosamente normatizado e categorizado conhecido como academismo, que teria imensa influência sobre toda a arte europeia pelos séculos vindouros. Depois de ensaios irregulares na Itália, o sistema acadêmico desabrochou na França no reinado de Luís XIV, onde foram criadas as primeiras academias de abrangência nacional para as várias modalidades da arte e ciências, das quais uma das mais notáveis e influentes foi a Academia Real de Pintura e Escultura. Sob a direção de Charles Le Brun e o patrocínio real a Academia se tornou o principal braço executivo de um programa de glorificação da monarquia absolutista de Luís XIV, estabelecendo definitivamente a associação da escola com o Estado e com isso revestindo-a de enorme poder diretivo sobre todo o sistema de arte francês, o que veio a contribuir para tornar a França o novo centro cultural europeu, deslocando a supremacia até então italiana. Neste período a doutrina acadêmica atingiu o auge de seu rigor, abrangência, uniformidade, formalismo e explicitude, e segundo Barasch em nenhum outro momento da história da teoria da arte a ideia de Perfeição foi mais intensamente cultivada como o mais alto objetivo do artista, tendo como modelo máximo a produção da Alta Renascença italiana, daí que no caso francês o Barroco sempre permaneceu mais ou menos afiliado à tradição clássica. Enquanto para os renascentistas italianos a arte era também uma pesquisa do mundo natural, para Le Brun era acima de tudo o produto de uma cultura adquirida, de formas herdadas e de uma tradição estabelecida. Assim a Itália ainda era uma referência inestimável.
Pierre Bourdieu afirmou que a criação do sistema acadêmico significou a formulação de uma teoria em que a arte era uma encarnação dos princípios da Beleza, da Verdade e do Bem. A ênfase no virtuosismo técnico e na referência aos modelos da Antiguidade clássica, que ligavam a Arte à Ética, expressavam uma visão, primeiro, de uma ordem social concebida em fundamentos morais e, segundo, do artista como um pedagogo, um erudito e um humanista. As academias, que a partir do fim do século XVII se multiplicaram pela Europa e Américas, foram importantes para a elevação do status profissional dos artistas, afastando-os dos artesãos e aproximando-os dos intelectuais. Também tiveram um papel fundamental na organização de todo o sistema de arte, pois além do ensino superior profissionalizante monopolizaram a ideologia cultural, o gosto, a crítica, o mercado e as vias de exibição e difusão da produção artística, e estimularam a formação de coleções didáticas que acabaram por ser a origem de muitos museus de arte. Essa vasta influência se deveu principalmente à sua estreita associação com o poder constituído dos Estados, sendo via de regra veículos para a divulgação e consagração de ideários não apenas artísticos, mas também políticos e sociais.

## Etimologia, conceituação, caracterização

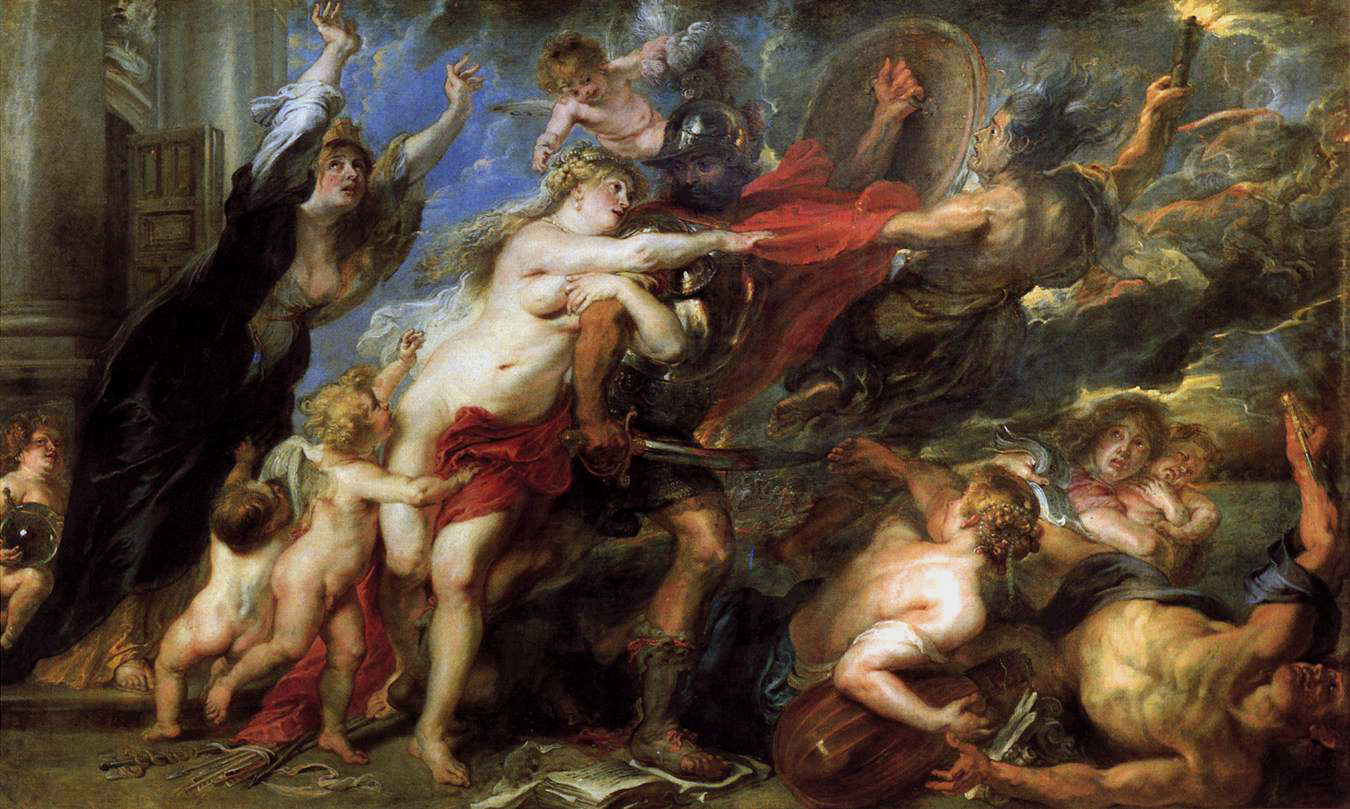
Rubens: As consequências da guerra, 1637-38. Palazzo Pitti, Florença

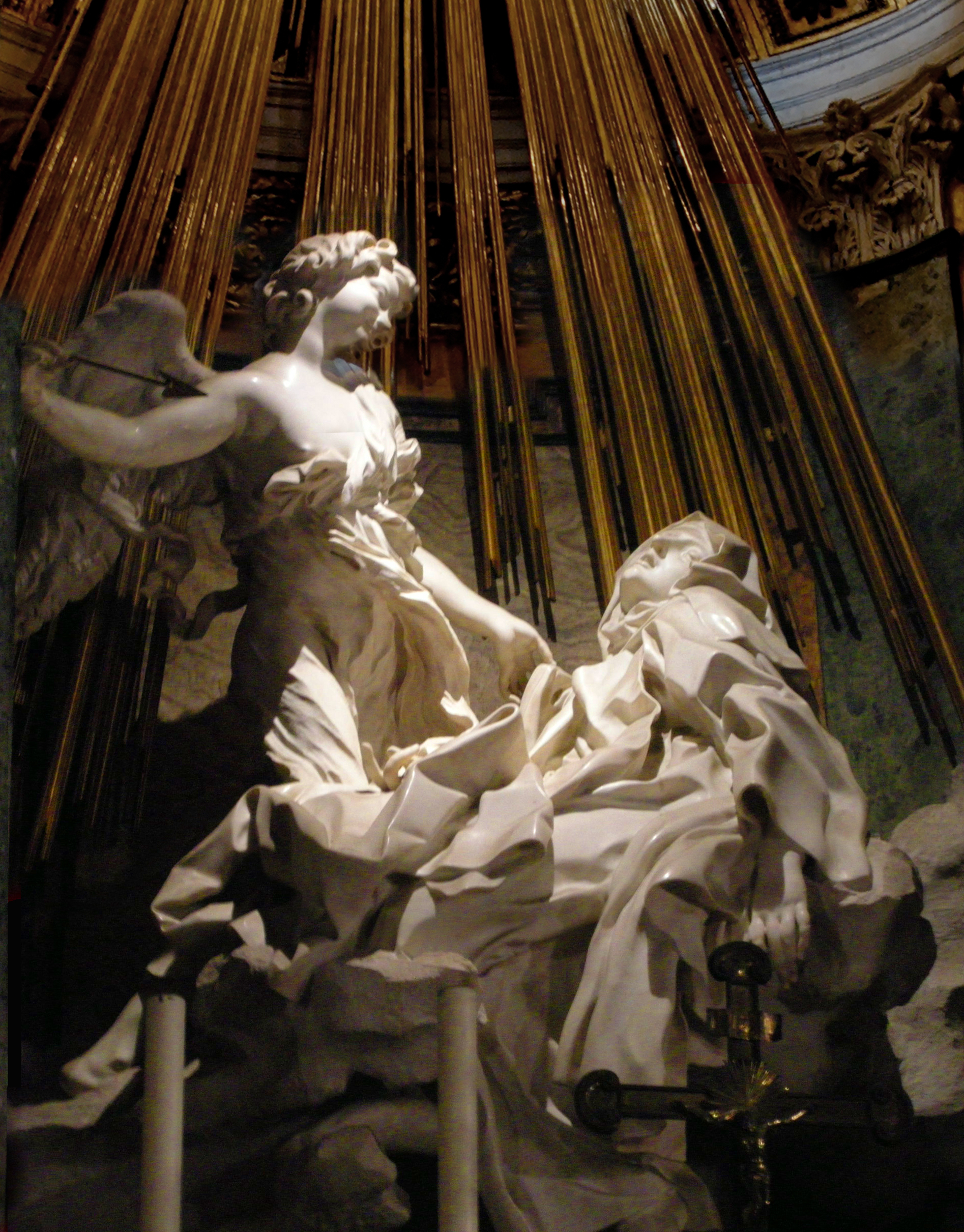
Bernini: Êxtase de Santa Teresa, 1625

Usualmente, considera-se que o termo "barroco" originalmente significaria "pérola irregular ou imperfeita", um termo cuja origem é obscura, pode derivar do português antigo, do espanhol, do francês ou do árabe. Segundo outras opiniões, porém, o termo tem origem em uma fórmula mnemotécnica usada pelos escolásticos para designar um dos modos do silogismo, o que daria ao termo um sentido pejorativo de raciocínio estranho, tortuoso, que confunde o falso com o verdadeiro. A palavra rapidamente ganhou circulação nas línguas francesa e italiana, mas nas artes plásticas só foi usada no fim do período em questão, quando novos classicistas começaram a criticar excessos e irregularidades de um estilo já então visto como decadente e uma simples degeneração dos princípios clássicos. Na própria Itália em que nasceu, durante muito tempo foi considerado como o período em que a arte chegou ao seu nível mais baixo: pesada, artificial, de mau gosto e dada a extravagâncias e contorções injustificáveis e incompreensíveis.
A carga pejorativa que se ligou ao Barroco só começou a ser dissolvida em meados do século XIX, a partir dos estudos de Jacob Burckhardt e Heinrich Wölfflin. Wölfflin o descreveu contrapondo-o ao Renascimento, definindo cinco traços genéricos principais que se tornariam canônicos: a primazia da cor e da mancha sobre a linha; da profundidade sobre o plano; das formas abertas sobre as fechadas; da imprecisão sobre a clareza, e da unidade sobre a multiplicidade.
Arnold Hauser explicou a categorização de Wölfflin, dizendo que a busca de um efeito essencialmente pictórico e não gráfico procurava criar uma impressão de ilimitado, imensurável, infinito, dinâmico, subjetivo e inapreensível; o objeto se tornava um devir, um processo, e não uma afirmação final. Cabe lembrar aqui que na Renascença o desenho tivera a primazia em todas as artes visuais, sendo considerado a expressão mais pura da lógica, da razão e do Intelecto Divino que habitava o homem, e o meio por excelência para capturar na matéria a primeira manifestação da ideia criativa abstrata, e por isso a cor, associada à emoção — no ordenamento clássico do mundo, um elemento irracional, caótico e imprevisível, e por isso inferior —, lhe ficava subordinada.
A preferência pela espacialidade profunda sobre a rasa acompanhava o mesmo gosto por estruturas dinâmicas, a mesma oposição a tudo o que parecia por demais estável, a todas as fronteiras rígidas, refletindo uma visão de mundo em perpétuo movimento e mudança. O recurso favorito dos artistas barrocos para a criação de um espaço dinâmico e profundo foi o emprego de primeiros planos magnificados com objetos aparentemente bem ao alcance do observador, justapostos a outros em dimensões reduzidas num plano de fundo muito recuado. Também foi comum o uso do escorço pronunciado e da perspectiva multifocal. Segundo Hauser, a tendência barroca de substituir o absoluto pelo relativo, a limitação pela liberdade, é expressa mais nitidamente no uso de formas abertas. Numa composição clássica, a cena representada é um todo autossuficiente e autocontido, todos os seus elementos são inter-relacionados e interdependentes, nada é supérfluo ou casual e tudo veicula um significado preciso, enquanto que uma obra barroca parece mais frouxamente organizada, com vários elementos parecendo arbitrários, circunstanciais ou incompletos, produtos de uma fantasia que adquire valor por si mesma e não pretende ser essencial ao discurso visual, tendo antes um caráter decorativo e improvisatório. Além disso, na forma clássica a linha reta, o equilíbrio e as coordenadas ortogonais são elementos fortes na articulação da composição, mas no Barroco a preferência passa para as diagonais, para a assimetria, as formas curvas e espiraladas, desprezando a orientação provida pelos limites físicos da obra, se organizando livremente pelo espaço disponível e parecendo poder continuar para além da moldura. Esses mesmos traços falam pela relativa pouca clareza na apresentação das cenas, sendo mais difícil do que em uma obra classicista compreender o conjunto de uma só vez. Paradoxalmente, apesar dessas características contribuírem para dar à obra barroca um aspecto mais difuso, fragmentário e complexo, pareceu a Wölfflin que havia entre os barrocos um forte desejo de atingir uma unidade sintética em suas obras, coordenando e subordinando os elementos díspares na direção de um efeito final de conjunto unificado, refletindo a busca por princípios compositivos mais eficientes.

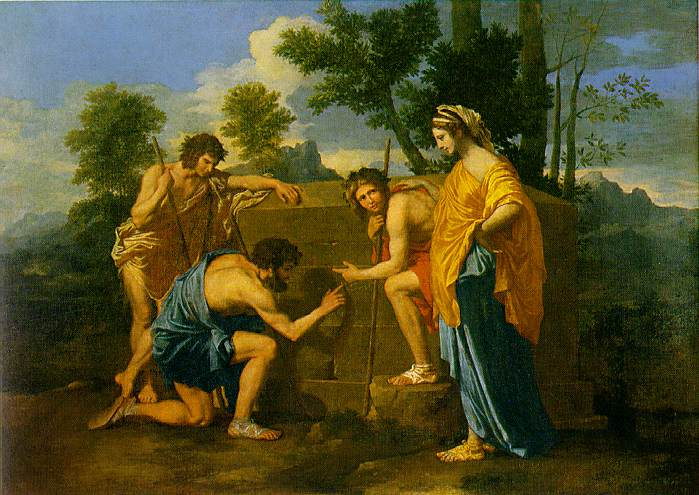
Poussin: Os pastores de Arcadia (Et in Arcadia ego)

Originalmente o estilo nasceu fortemente ligado à Contrarreforma, especialmente à arte jesuíta, e Wölfflin concebeu sua definição pensando principalmente nas artes visuais. No entanto, desde então os teóricos da arte têm tentado testar a definição e expandi-la para outros contextos, mas essa tentativa provou-se dificultosa, e pouco consenso foi conseguido. Críticos e historiadores da arte contemporâneos contestam, por exemplo, a existência do Barroco como um movimento artístico, considerando, em primeiro lugar, que o termo nunca existiu durante o período histórico a que se refere. Até a metade do século XVIII, nenhum texto ou obra se autodescreve como "barroco". Segundo Leon Kossovitch, "somos nós, enquanto periodizadores, que inventamos essa categoria de pensamento". Kossovitch conclui que essa operação periodizadora é "absolutamente nefasta", por achatar as diferenças, forçando unificações. Essa unificação forçada teria levado, por exemplo, Wölfflin a excluir Nicolas Poussin do seu esquema, por não se encaixar no que entendia como Barroco. Assim, segundo alguns críticos, "barroco" seria um conceito apriorístico, engendrado com base no esquema wölffliniano de oposições entre "clássico" e "barroco". Tal esquema teria resultado no estabelecimento de uma ordenação linear dos estilos artísticos — em que o Clássico necessariamente precede o Barroco. Ao mesmo tempo, dificulta o reconhecimento de outras tendências estéticas existentes na mesma época.

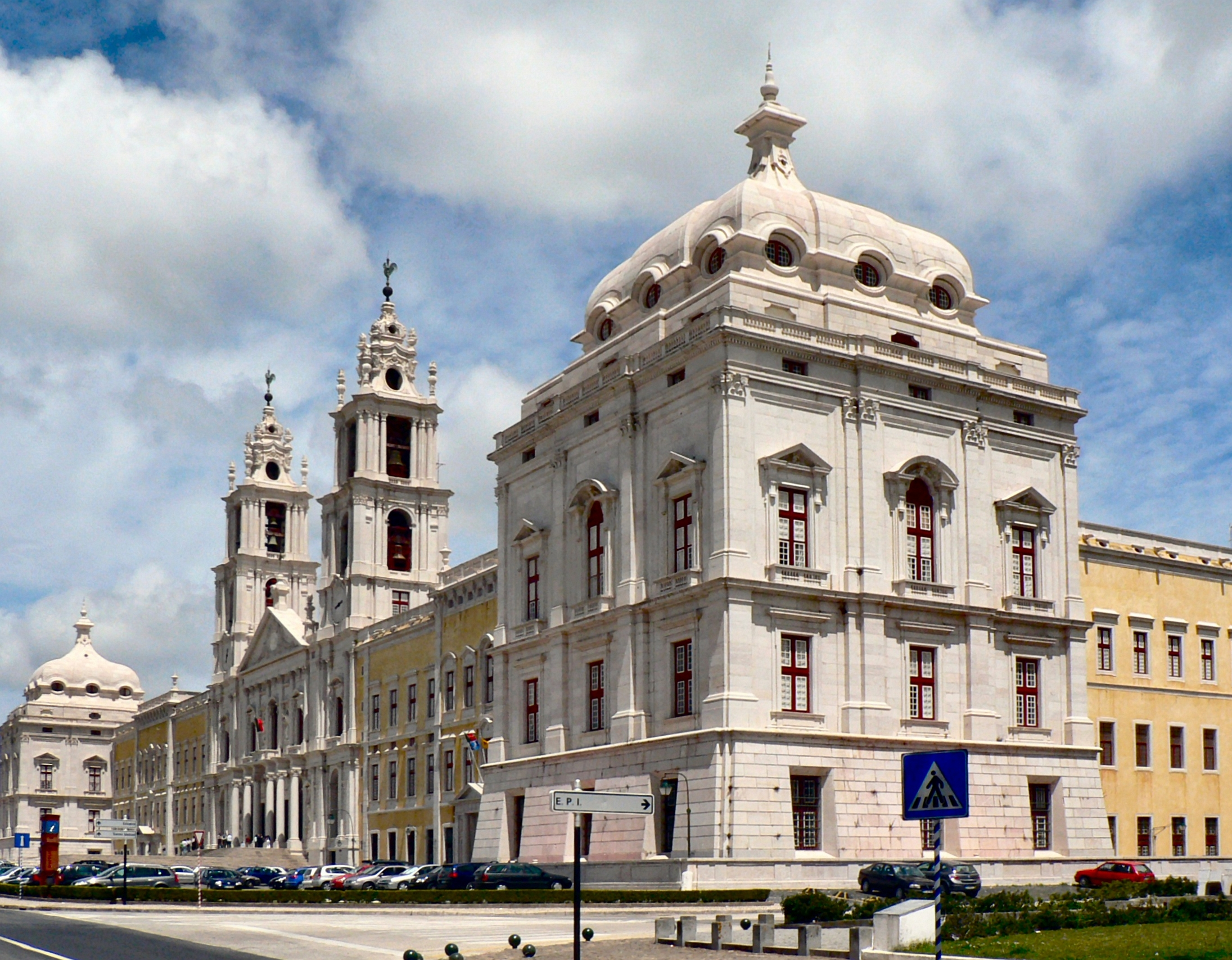
Palácio Nacional de Mafra

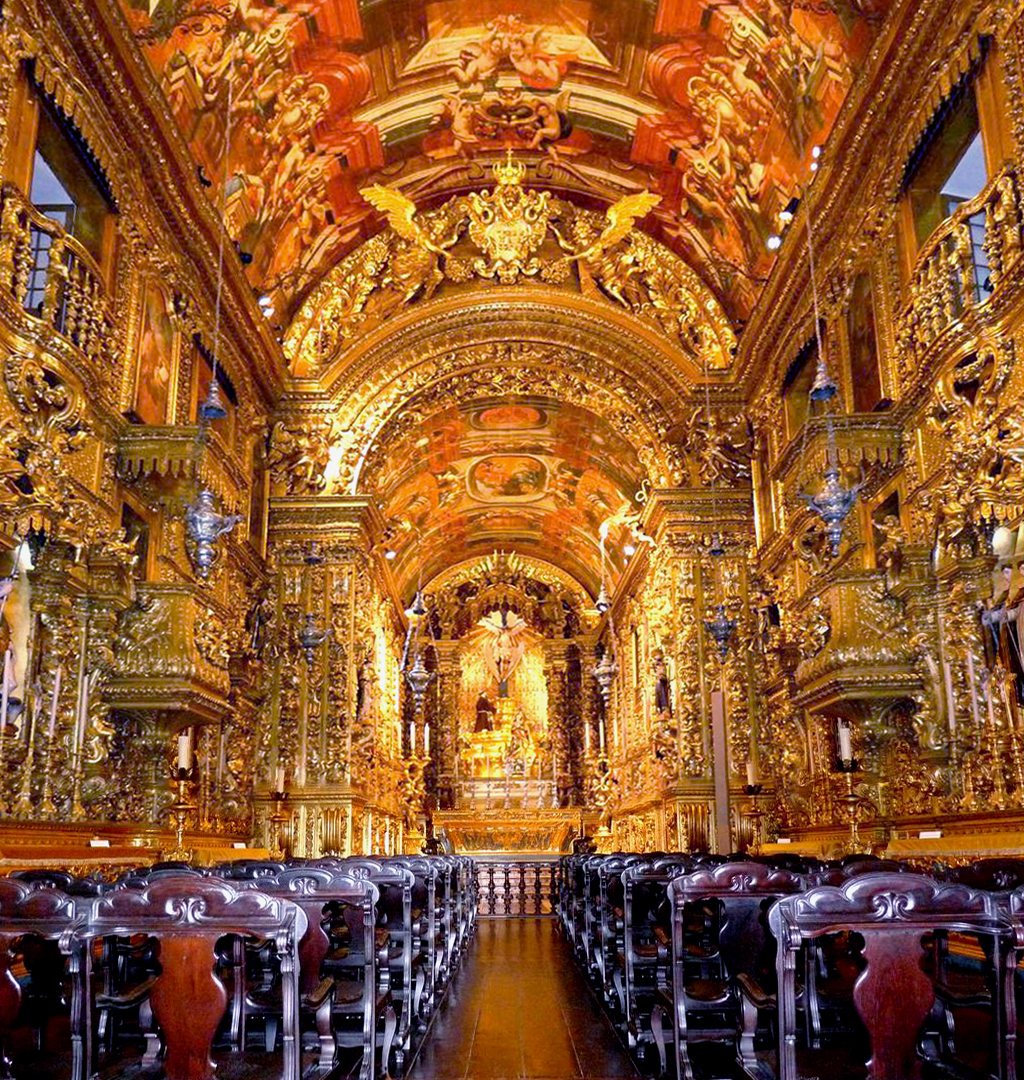
Igreja da Ordem Terceira de São Francisco da Penitência, Rio de Janeiro

Ao contrário do Renascimento, que buscava criar através da arte um mundo de formas idealizadas, purificadas de suas imperfeições e idiossincrasias individuais, dentro de uma concepção fixa do universo, durante o Barroco a mutabilidade das formas e da natureza e o dinamismo dos seus elementos concentraram a atenção. Ainda que os modelos do Classicismo idealista tenham permanecido uma referência importante, a interpretação barroca lhes deu uma feição em muitos pontos anticlássica, pela sua ênfase na emoção, no drama, no movimento, no espetaculoso e no teatral, pelo seu grande amor ao ornamento complexo e ao virtuosismo, pelo registro das formas com suas imperfeições naturais e pela liberdade concedida ao artista para experimentar, num contexto em que se tentava conciliar a realidade com o mundo transcendental.
As construções monumentais erguidas durante o Barroco, como os palácios e os grandes teatros e igrejas, e mesmo os ambiciosos planos barrocos de reurbanização de cidades inteiras, buscavam impactar os sentidos pela sua exuberância, opulência e grandiosidade, propondo uma integração entre as várias linguagens artísticas e prendendo o observador numa atmosfera catártica, retórica e apaixonada. Para Nicolau Sevcenko, nenhuma obra de arte barroca pode ser analisada adequadamente desvinculada de seu contexto, pois sua natureza é sintética, aglutinadora e envolvente.
Mas todas estas características têm o problema de serem elas mesmas dificilmente definíveis com clareza, são aplicáveis para alguns outros estilos além do Barroco, e a ausência de uniformidade em seu uso entre os historiadores da arte complica muito a compreensão do estilo como um movimento unificado; antes, parece atestar que pouca unidade existiu em tudo o que comumente é chamado em bloco de "arte barroca". Além disso, o conceito de "barroco" tem sido transportado para áreas alheias à arte, como a política, a psicologia, a ética, a história e a ideologia social, fazendo dele mais do que um estilo artístico, mas todo um período histórico, o que englobaria democraticamente todas as variadas expressões na arte, na cultura e na sociedade correntes no período delimitado. E há quem diga que "barroco" é um princípio genérico independente de época, que aparece periodicamente na história da arte e da cultura desde tempos remotos até a contemporaneidade, em oposição à sua antítese, o "clássico". Parte desse problema de definição do que é o Barroco deriva da grande variedade de abordagens entre as várias regiões em que foi cultivado e entre os artistas individualmente. Como lembrou Braider, ainda que em certos lugares o Barroco tenha se revelado bastante "típico", como por exemplo na Itália e Espanha, a identificação do estilo se torna mais árdua e esparsa na Inglaterra, Alemanha, França e nos Países Baixos, a não ser que se reconheça que o Barroco foi muito mais diversificado e difícil de definir do que tem sido hábito pensar. Germain Bazin chegou a delimitar oito subcorrentes principais dentro do Barroco, um indicativo de sua grande heterogeneidade, e Giancarlo Maiorino disse que o Barroco continua sendo "uma das bestas mais indomáveis da selva da crítica de arte". Apesar de tantas contradições internas e discórdia entre a crítica a respeito de sua definição, o conceito de Barroco, na linha do que Wölfflin definiu, permanece sendo usado na vasta maioria da literatura especializada, e por mais candentes que se revelem os debates, sua utilidade prática raramente é posta em questão.

## Cronologia
Tem sido dito que o Barroco teve precursores já na Alta Renascença, em obras como o Incêndio no Burgo, de Rafael, ou nas obras maduras de maneiristas como Michelangelo, Tintoretto, Giambologna, Barocci e outros, mas usualmente se refere seu início estando na passagem do século XVI para o século XVII. A data de seu fim é muito mais polêmica. Alguns indicam a passagem do século XVII para o século XVIII, outros dão meados do século XVIII, e outros ainda o estendem mais. Parte da confusão permanece por causa da indefinição do que é Rococó, uma corrente que surgiu em meados do século XVIII, e que se sobrepõe à fase final do "Barroco estendido". Geralmente o Rococó é visto como um estilo independente, mas em boa parte da bibliografia é tratado apenas como uma variante modernizada do Barroco. Na Europa de modo geral quando iniciava o século XIX o Barroco estava definitivamente sepultado, mas muitas escolas provincianas da América Latina perseveraram nessa tradição até o início do século XX. Desta forma, é difícil indicar quando termina o Barroco, pois cada região se desenvolveu ao longo de linhas próprias e os conceitos definidores dos estilos ainda são polêmicos.

### Barrocos e o Neobarroco

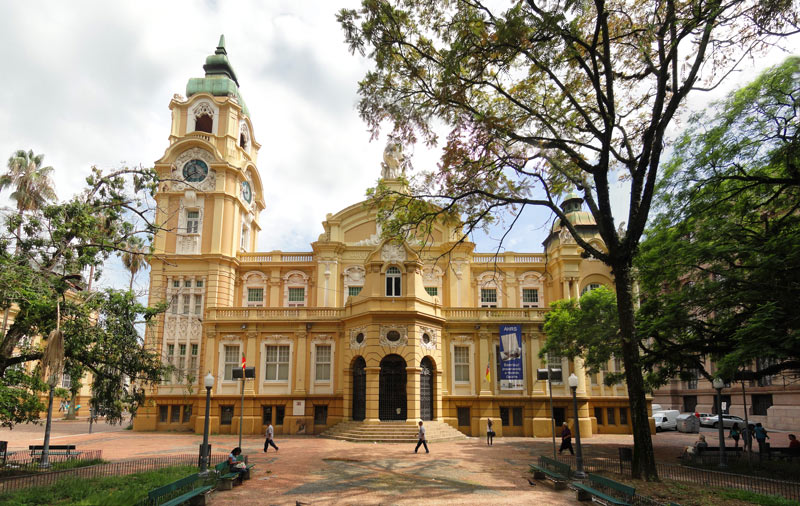
Memorial do Rio Grande do Sul, Porto Alegre, um projeto neobarroco de Theodor Wiederspahn, início do século XX

Depois da proposição feita por Eugenio d'Ors, muitos críticos consideram que o Barroco, mais do que um estilo particular, é um princípio constante na história da arte e da cultura, um princípio que enfatiza o drama, o contraste, a vitalidade exuberante, o exagero, contrapondo-se periodicamente com sua antítese, um princípio que veio a ser chamado Clássico, que prima pela economia, lógica, equilíbrio e harmonia. Assim, por exemplo, a escola helenista de escultura já foi chamada de "barroca", para salientar sua diferença em relação à escola clássica. Da mesma forma, vários escritores modernos e contemporâneos têm acusado um retorno a princípios formais e estéticos "barrocos" ao longo do século XX, fazendo uso de recursos retóricos tipicamente encontrados nas artes visuais e literárias no século XVII que pouco se relacionam à tradição clássica. Gregg Lambert argumentou que um "design barroco" é visível na contemporaneidade quando se usa a metalinguagem e a intertextualidade, a "pintura dentro da pintura", ou o "texto dentro do texto". Michel Foucault enfatizou essa transformação epistemológica quando disse que no período moderno os limites da verdade já não se encaixam nas categorias clássicas, significando que hoje existe uma forma de conhecimento que está constantemente se expondo à autoanulação pela mesma retórica pela qual este conhecimento se estrutura, quando a descrição artística da experiência real se aproxima da ficção e da paródia, e quando toda a face da cultura assume um aspecto de farsa e encenação. A hipótese de um retorno ao Barroco se torna mais plausível quando se lembra que a própria definição do Barroco histórico até agora é muito mal estabelecida, e já foi suposto que o Barroco como uma entidade particular se trata mais de um artefato, uma ficção da crítica, do que uma realidade viva. Para Gilles Deleuze, Barroco é apenas um conceito e uma razão suficientes por si mesmos, desvinculados da história, que pertencem à mesma categoria que o conceito de Deus.
Raymond Williams defendeu a existência do Barroco contemporâneo, ou Neobarroco, como o chamam alguns, através da alegação de que todas as estruturas culturais apresentam traços residuais de épocas pregressas, opinião que é compartilhada com José Maravall e Frederic Jameson, entre outros. Octavio Paz e José Lezama Lima encontraram características barrocas na poesia espanhola e latinoamericana recente, muito da arquitetura eclética do período entre o fim do século XIX e o início do século XX foi considerada barroquizante, com vários exemplos encontrados também na escultura, nas artes decorativas, na joalheria e na música. Angela Ndalianis afirmou que o gosto atual pelo espetáculo e pelo ilusionismo — especialmente óbvios no sucesso que fazem o cinema e a televisão — pela multimídia e interatividade, e pelo "princípio da abolição da moldura", que leva a forma a extrapolar limites convencionais, tipificam a produção artística contemporânea e são paralelos claros com a cultura do Barroco histórico. Henri Focillon também fez eco a estas alegações quando disse que as formas independem do tempo e são recorrentes ao longo da história, e a corrente pós-moderna é classificada por alguns autores, como Omar Calabrese e Umberto Eco, como neobarroca.

### O Barroco americano

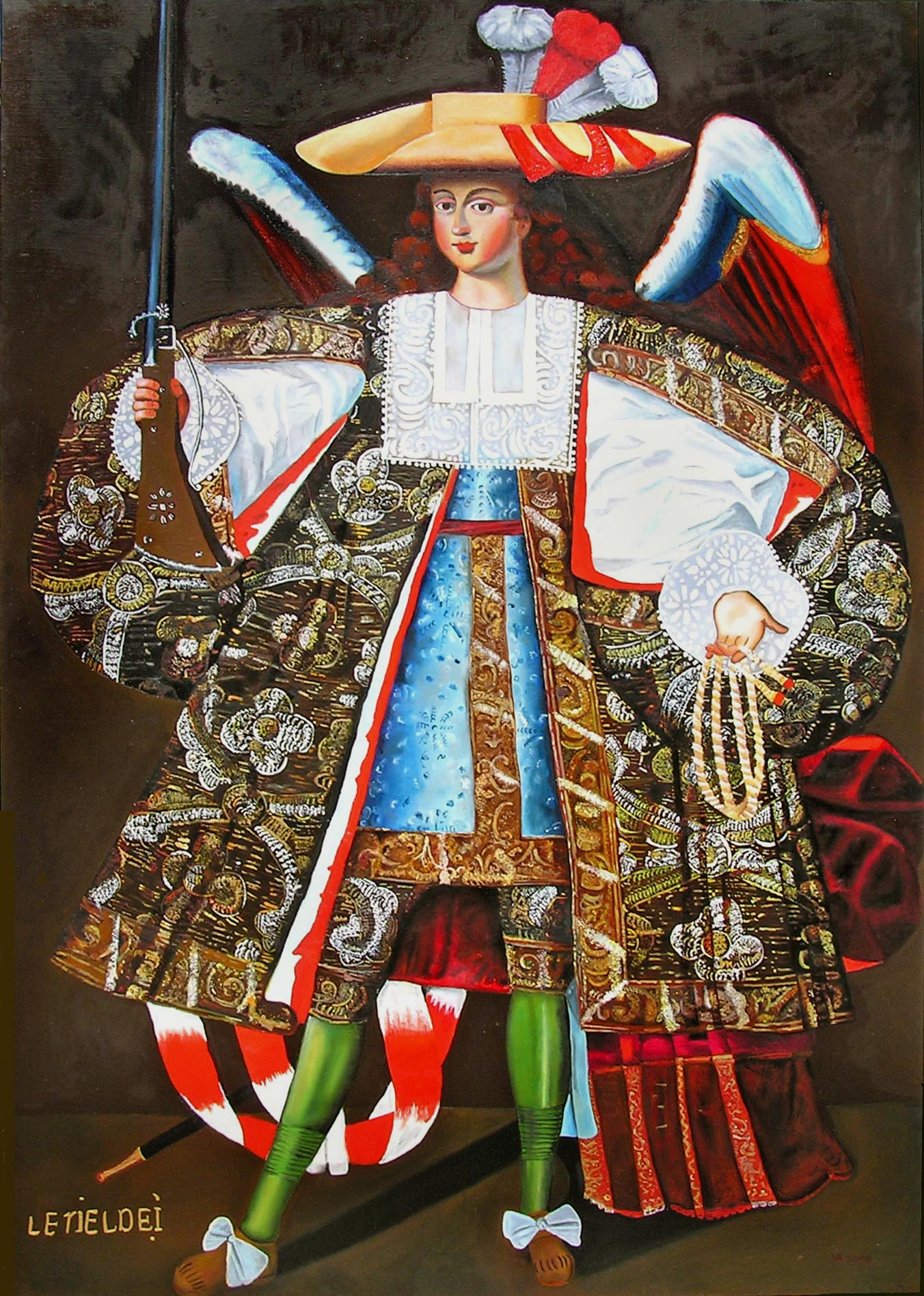
Escola cuzquenha, Mestre de Calamarca: Letiel Dei, Arcanjo arcabuzeiro, século XVII, cópia moderna

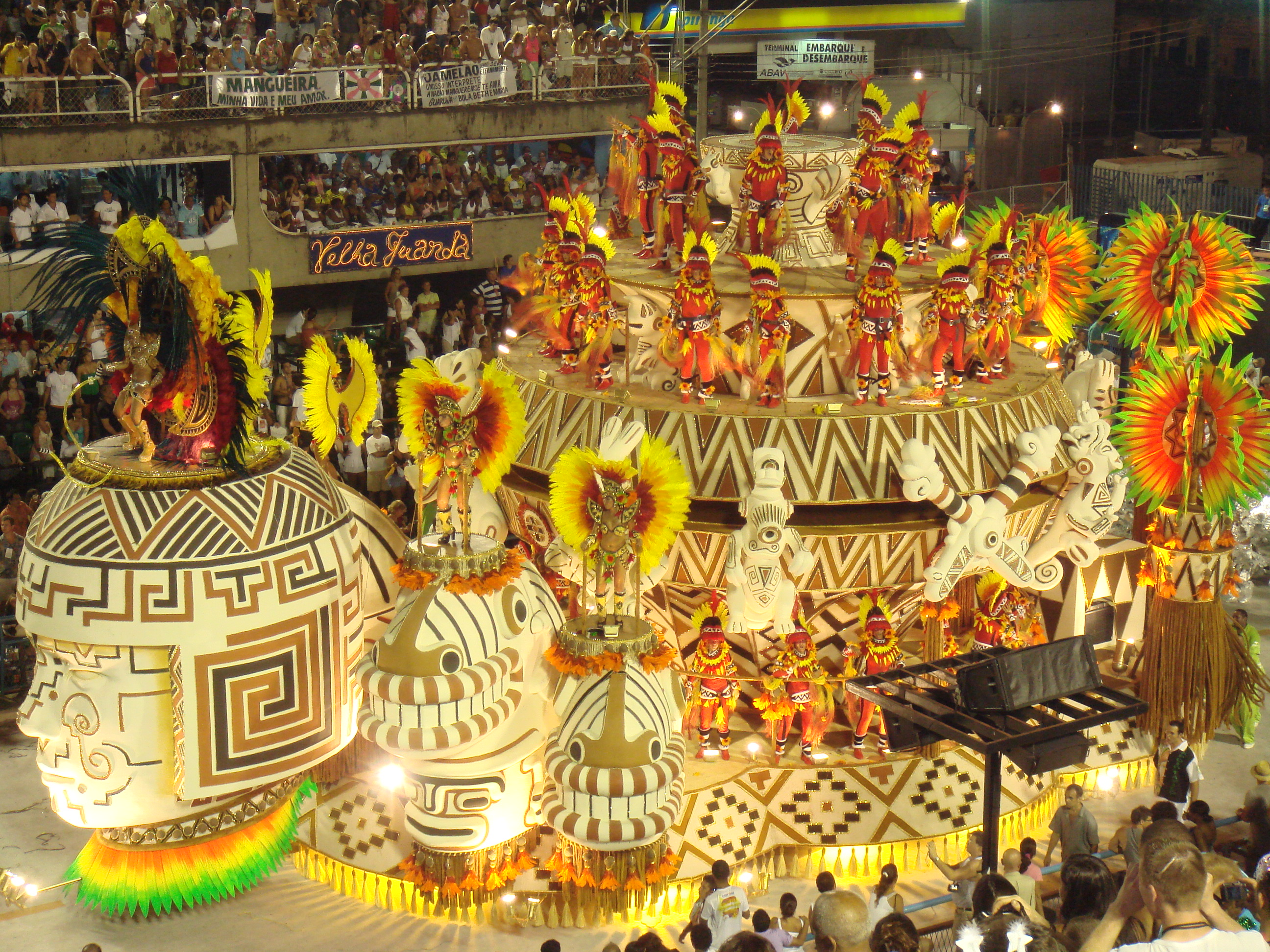
O carnaval do Rio, corriqueiramente visto como uma festa "barroca" pela sua opulência e exuberância

Em virtude da colonização da América por países europeus naturalmente se transportou o Barroco para o Novo Mundo, encontrando um terreno especialmente favorável nas regiões dominadas pela Espanha e Portugal, ambos os países sendo monarquias centralizadas e irredutivelmente católicas, por extensão sujeitas a Roma e adeptas do Barroco contrarreformista mais típico. Artistas europeus migraram para a América e fizeram escola, e junto com a grande penetração de missionários católicos, muitos dos quais eram artistas habilidosos, criou-se um Barroco multiforme e não raro influenciado pelo gosto popular. Os artesãos escravos muito contribuíram para dar a esse Barroco feições únicas. Os principais centros de cultivo do Barroco americano foram o Peru, o Equador, o Paraguai, a Bolívia, o México e o Brasil.
É de destacar com especial interesse o chamado "Barroco missioneiro", desenvolvido no âmbito das reduções guaranis do Brasil, Bolívia, Argentina e Paraguai, aldeamentos de indígenas organizados por missionários católicos no intuito de convertê-los à fé cristã e aculturá-los ao modo de vida ocidental, formando um Barroco híbrido com influência da cultura nativa, onde floresceram muitos artesãos e músicos índios, até literatos, alguns de grande habilidade e talento próprio. Relatos dos missionários repetem muitas vezes que a arte ocidental, especialmente a música, exercia um impacto hipnótico sobre os silvícolas, e as imagens de santos eram vistas como dotadas de grandes poderes. Converteram-se muitos índios, e criou-se uma forma de devoção mestiça, de intensidade apaixonada, carregada de misticismo, superstição e teatralidade, que se deleitava com missas festivas, concertos sacros e autos de mistérios. A Escola de Cuzco de pintura, por sua vez, fundada pelos jesuítas Juan Íñigo de Loyola e Bernardo Bitti, junto com alguns outros mestres, contou com a participação de índios incas, um povo de sofisticada cultura própria, que deram sua própria contribuição estética. Produziu-se uma escola original, sincrética e de tendência fortemente ornamental, cuja influência se espalhou a partir do século XVII por todo Vice-Reino do Peru e até hoje permanece em atividade, com poucas modificações em seus princípios estéticos.
De fato, o Barroco parece resistir e se tornar cada vez mais popular, tanto em sua manifestação histórica como em suas atualizações. Muitos autores latinoamericanos consideram que ele permanece vivo como um princípio organizador específico em seus países, e o entendem como uma manifestação de autenticidade e originalidade de suas culturas. Segundo disse John Beverley, que ensina na Universidade de Pittsburgh, uma das poucas universidades norteamericanas que possuem um departamento de literatura latinoamericana, seus alunos são na maioria latinoamericanos de língua espanhola, são inspirados pelos trabalhos de Alejo Carpentier, Lezama Lima, Severo Sarduy, Nestor Perlongher, e são muito interessados na ideia de que um definido caráter neobarroco os distingue da cultura norteamericana, que caracterizam como dominada pelo espírito do business e da indústria, ao passo que veem suas próprias culturas "neobarrocas" como regidas pelos princípios da poesia, do exotismo, do excesso visual, da alegria, da originalidade e da mestiçagem. No Brasil não é diferente, o Barroco é largamente considerado um dos mais importantes elementos formadores da identidade nacional, desde os anos 30 vem sendo revisitado com cada vez maior frequência, processo iniciado pelo próprio governo, gerou volumosa bibliografia, foi reconhecido e louvado por estrangeiros e foi chamado por Affonso Romano de Sant'Anna de "a alma do Brasil", uma frase que se tornou lugar-comum e cujo significado é parte do discurso oficial. Mais do que isso, dizem muitos que o espírito barroco permanece identificável em grande número de manifestações culturais brasileiras contemporâneas. Como sintetizou Zuenir Ventura,
"O Barroco não foi. Ele ainda é, continua presente em quase todas as manifestações da cultura brasileira, da arquitetura à pintura, da comida à moda, passando pelo futebol e pelo corpo feminino.... Barroca é a técnica de composição que Villa-Lobos usou para criar suas nove Bachianas. Barroco é o cinema de Glauber Rocha, é nossa exuberante natureza, é o futebol de Pelé e de todos os que, driblando a racionalidade burra dos técnicos, preferem a curva misteriosa de um chute ou o esplendor de uma finta. Afinal, o Barroco é o estilo em que, ao contrário do renascentista, as regras e a premeditação importam menos que a improvisação. Quer coisa mais barroca que o Guga?"

## Artes barrocas
As características mais típicas do Barroco na pintura e escultura são aquelas recém-descritas, e não é necessário repeti-las. Algumas particularidades, porém, cabe mencionar.

### Escultura

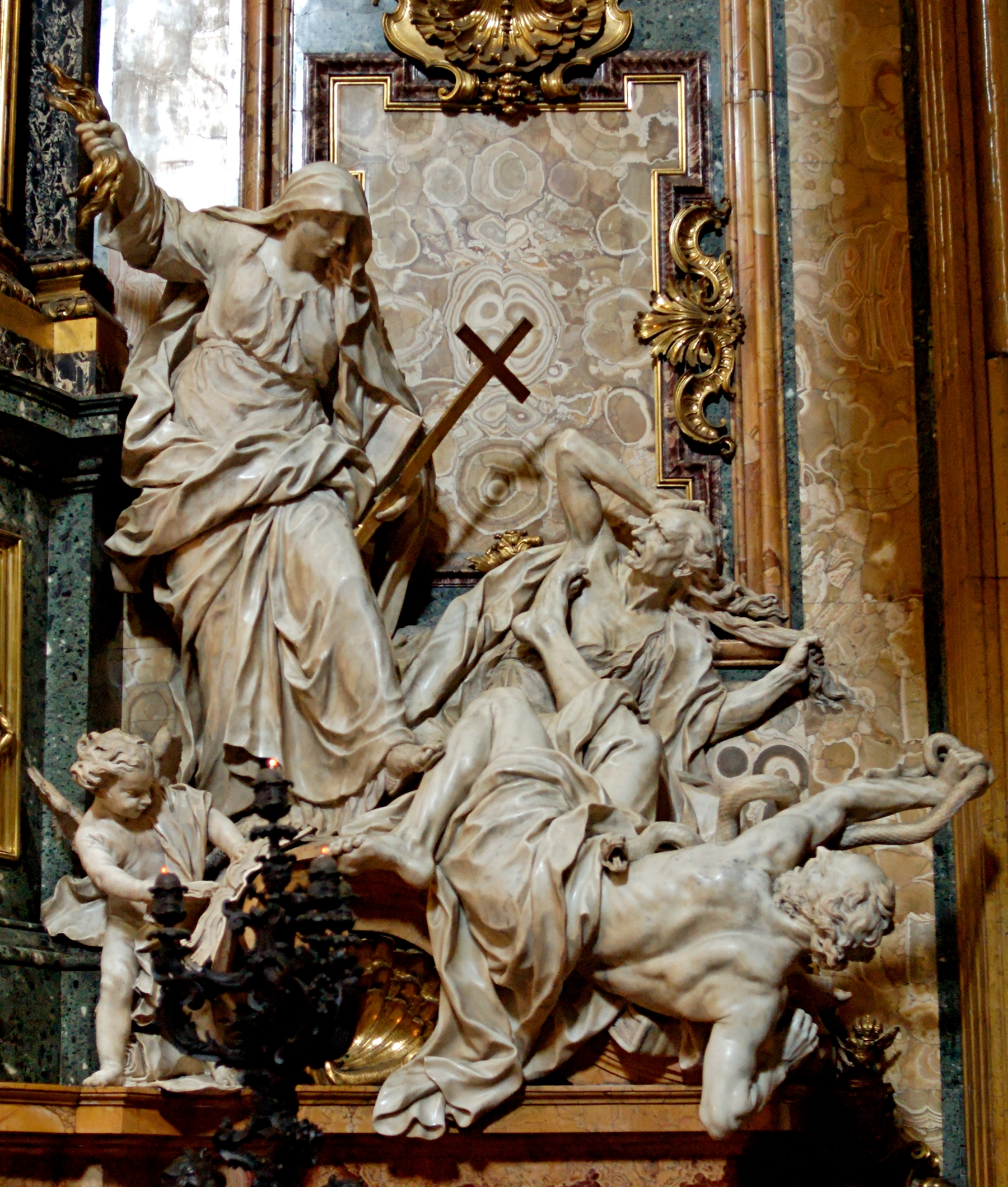
Pierre Legros: A Religião derrotando a Heresia e o Ódio, Igreja de Jesus, Roma

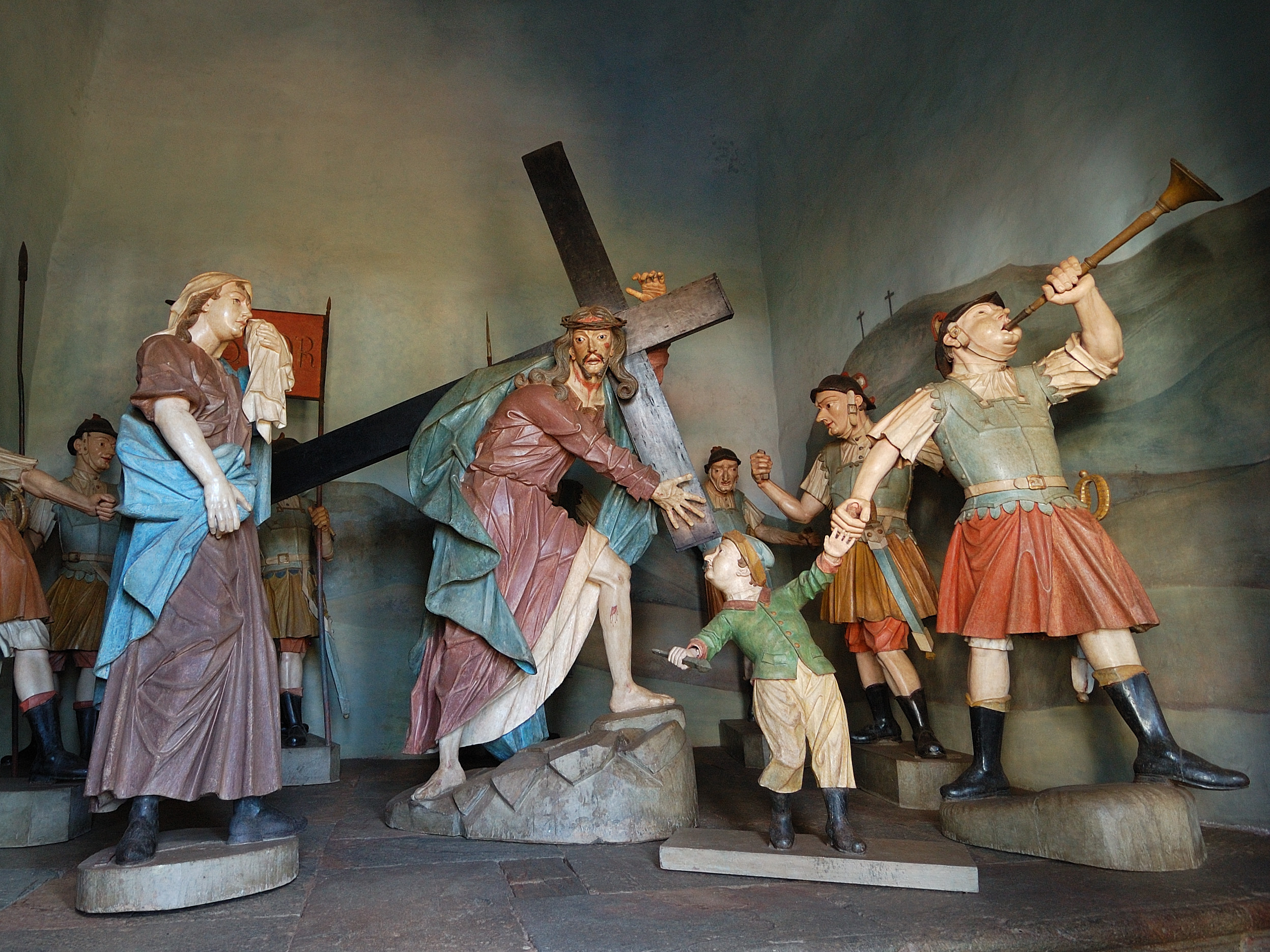
Aleijadinho: Passo da Paixão, no estilo dos sacro montes, no Santuário do Bom Jesus de Matosinhos, Congonhas

A Contrarreforma deu uma atenção redobrada à imaginária sacra, seguindo antiga tradição que afirmava que as imagens de santos, pintadas ou esculpidas, eram intermediários para a comunicação dos homens com as esferas espirituais. São João da Cruz afirmava que havia uma relação recíproca entre Deus e os fiéis que era mediada pelas imagens, e vários outros religiosos católicos, como São Carlos Borromeu e Roberto Bellarmino reiteraram sua importância no culto, mas o valor delas havia sido negado pelos protestantes, o que desencadeou grandes movimentos iconoclastas em várias regiões protestantes que provocaram a destruição de incontáveis obras de arte. A imaginária sacra, então, voltou a ser vista como elemento central no culto católico, fazia parte de um conjunto de instrumentos usados pela Igreja para invocar emoções específicas nos fiéis e levá-los à meditação espiritual. Num tratado teórico sobre o assunto, Gabriele Paleotti as defendeu a partir da ideia de que elas ofereciam para o fiel inculto uma espécie de Bíblia visual, a Biblia pauperum, enfatizando sua função pedagógica e seu paralelo com o sermão verbal. Mas considerou ainda a função da excitatio, a possibilidade de mexer com a imaginação e as emoções do povo, transferindo para a arte sacra a tipologia da retórica. Nem a liberdade artística deveria ser tolhida nem os teóricos desenvolveriam prescrições estilísticas propriamente ditas, apenas orientações normativas e morais. As imagens deveriam cumprir com o quesito de serem instrutivas e moralmente exemplares para os fiéis, buscando persuadi-los. Através da transmissão da fé "correta" aos fiéis, o artista adquiria um papel teologizante, e o próprio espectador em movimento pela igreja tornava-se uma peça do cenário deste "teatro da fé". Como disse Jens Baumgarten,
"O teorema jesuítico pós-tridentino e sua nova concepção da imagem em si, os modelos romanos, a representação do poder e a liturgia encontram-se e fundem-se numa síntese. Sem a imagem perfeita não há fé correta. A nova ênfase dada às imagens une-se a uma nova visão da sociedade. As mudanças ocorridas até 1600 levariam à construção de uma nova perspectiva eclesiástica e iconográfica que acabou desembocando no ilusionismo perspectivista, unido elementos de emocionalidade irracional com a transformação plástica de conceitos teológicos intransigentes".
Dentro desse espírito, na escultura é de assinalar o desenvolvimento de um gênero de composição grupal chamado de "sacro monte", concebido pela Igreja e rapidamente difundido por outros países. Trata-se de um conjunto que reproduz a Paixão de Cristo ou outras cenas piedosas, com figuras policromas em atitudes realistas e dramáticas em um arranjo teatralizado, e destinadas a comover o público. Deste instrumental pedagógico católico fazia parte ainda a construção de cenários nos quais eram inseridas as estátuas a fim de criar ainda maior ilusão de realidade, numa concepção verdadeiramente teatral. Às vezes tais grupos eram confeccionados de forma a poderem ser movidos e transportados sobre carros em procissões, criando-se uma nova categoria escultórica, a das estátuas de roca em madeira. Para aumentar o efeito mimético muitas possuíam membros articulados, para que pudessem ser manipuladas como marionetes, assumindo uma gestualidade eficiente e evocativa, variável de acordo com o progresso da ação cênica. Recebiam roupagens que imitavam as de pessoas vivas, e pintura que assemelhava à carne humana. E para maior ilusão seus olhos podiam ser de vidro ou cristal, as cabeleiras naturais, as lágrimas de resina brilhante, os dentes e unhas de marfim ou osso, e a preciosidade do sangue das chagas dos mártires e do Cristo flagelado podia ser enfatizada com a aplicação de rubis. Assim, nada melhor para coroar a participação do público devoto na recriação da realidade mística do que permitir que a ação se desenrolasse em espaço aberto, na procissão, onde a movimentação física do fiel ao longo do trajeto poderia propiciar a estimulação da pessoa como um todo, diferentemente da contemplação estática diante de uma imagem em um altar. Nos casos em que o "sacro monte" deveria ser levado às ruas, usualmente era simplificado a uma sugestão de rochas ou numa gruta. Conforme a ocasião, a gruta ou rocha poderiam representar o Monte Sinai, o Monte Tabor, o Monte das Oliveiras, a Gruta da Natividade, a rocha da Tentação de Cristo ou outros locais impregnados de significado. Algumas vezes o cenário rochoso era substituído por outro arquitetônico, especialmente após o trabalho de Andrea Pozzo, codificador da perspectiva ilusionística arquitetônica que foi largamente empregada na decoração de templos católicos. Com os mesmos fins práticos, para aliviar o peso do conjunto, as imagens eram entalhadas apenas parcialmente, com acabamento só nas partes que deveriam ser vistas pelo público, como as mãos, cabeça e pés, e o restante do corpo consistia em uma simples estrutura de ripas ou armação oca coberta pela roupa de tecido.

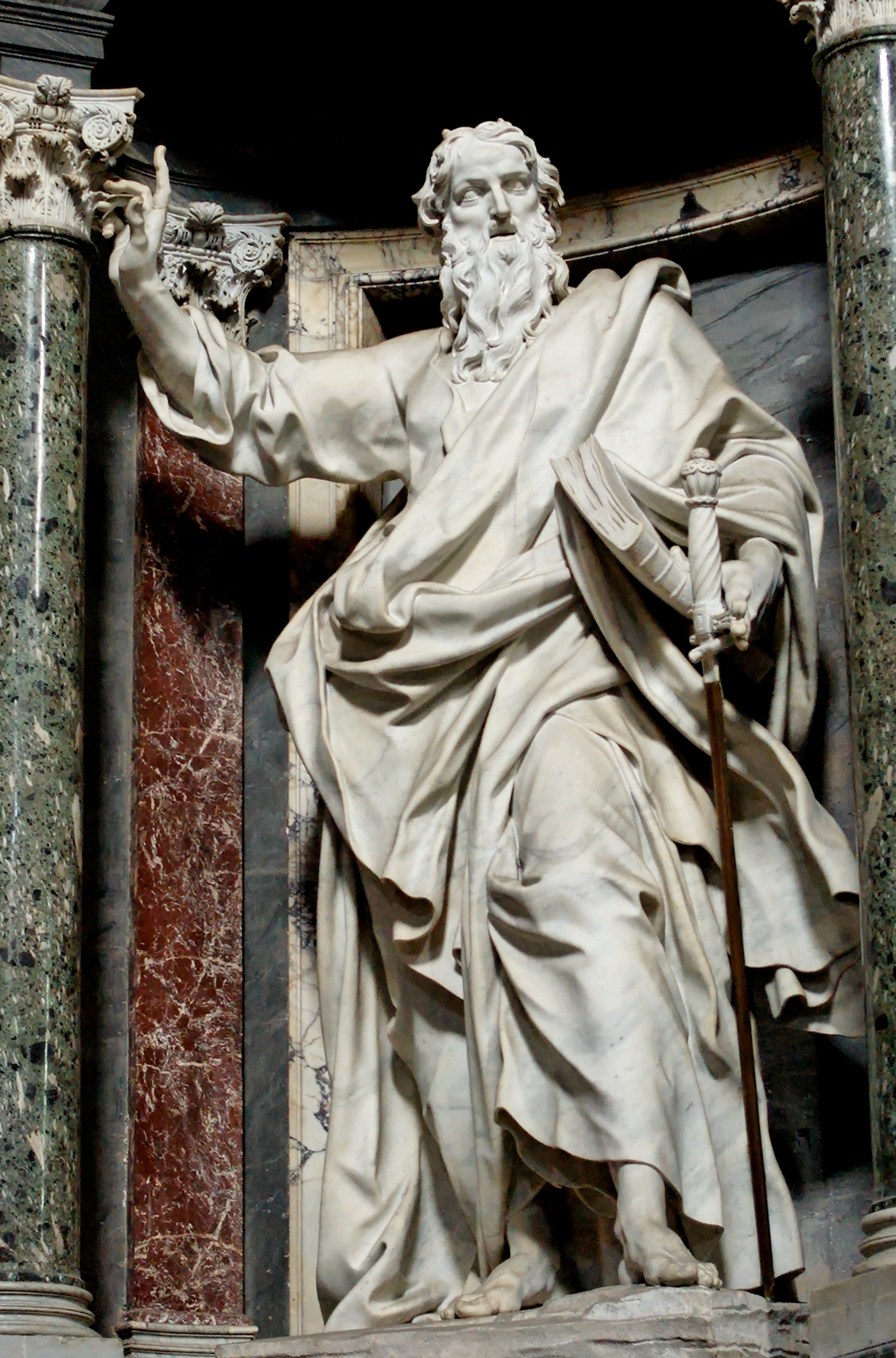
Pierre-Étienne Monnot: São Paulo, Basílica de São João de Latrão, Roma
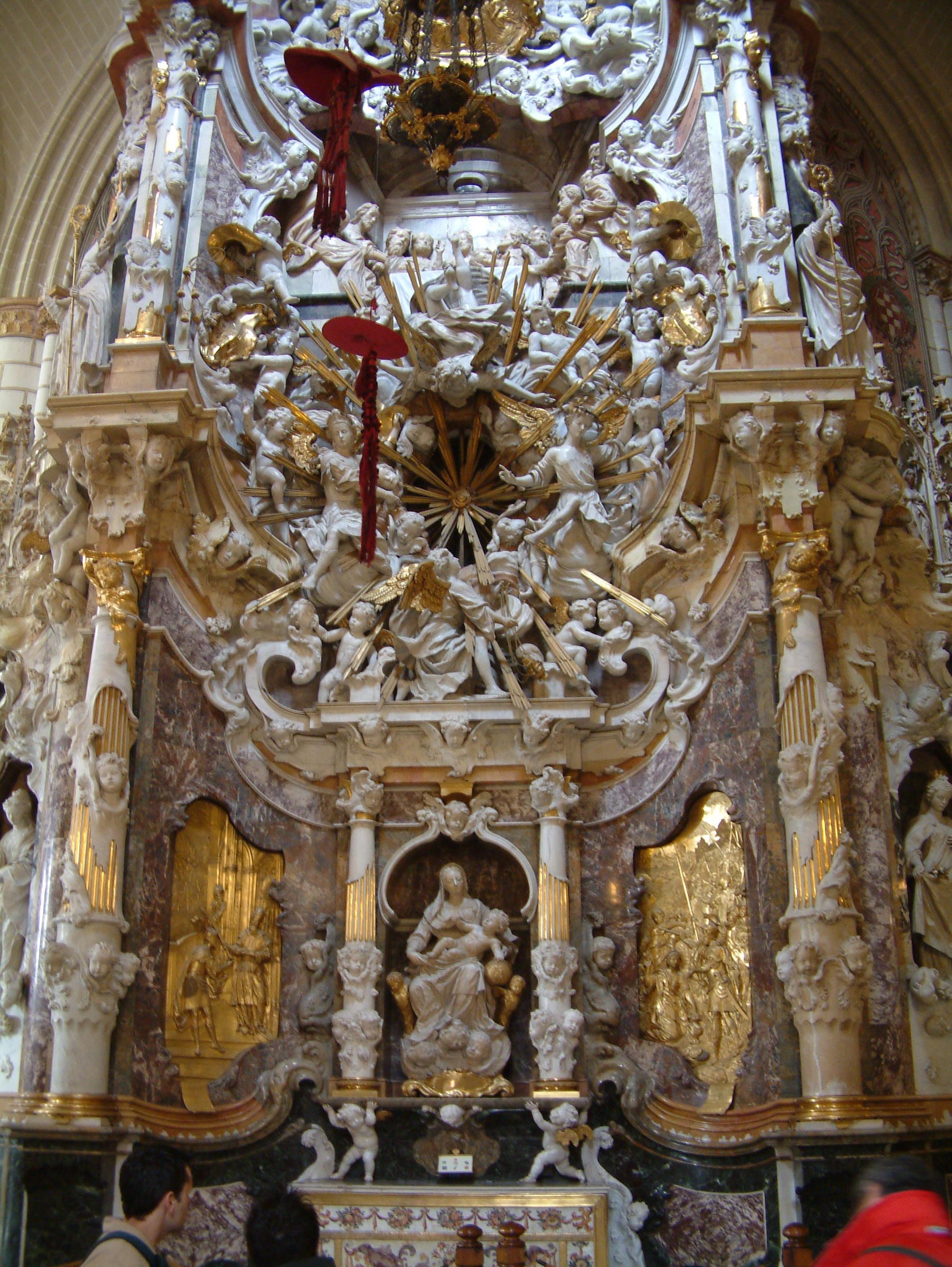
Narciso Tomé e filhos: El Transparente, altar na Catedral de Toledo
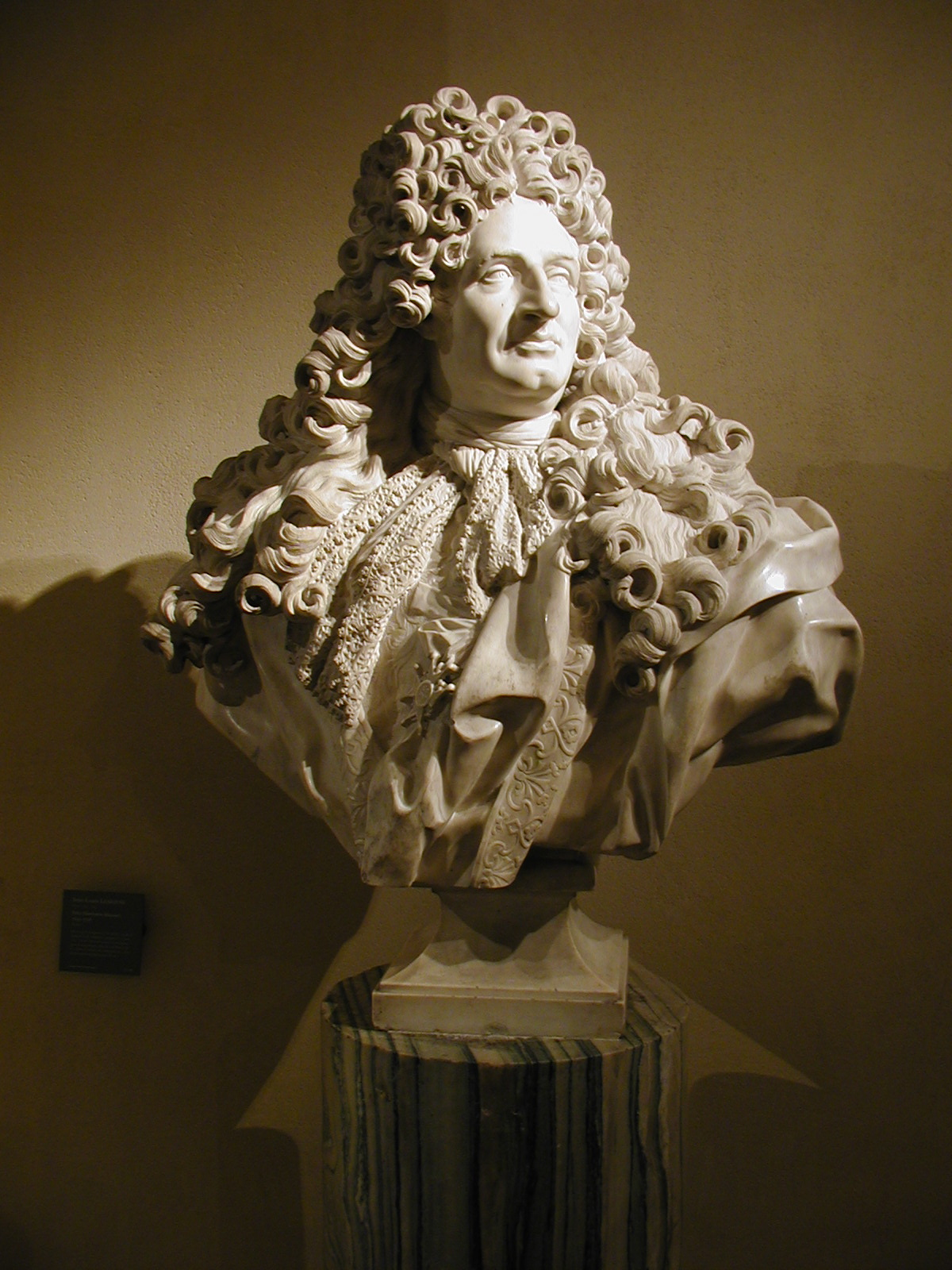
Jean-Louis Lemoyne: Busto de Jules Hardouin-Mansart, Museu do Louvre
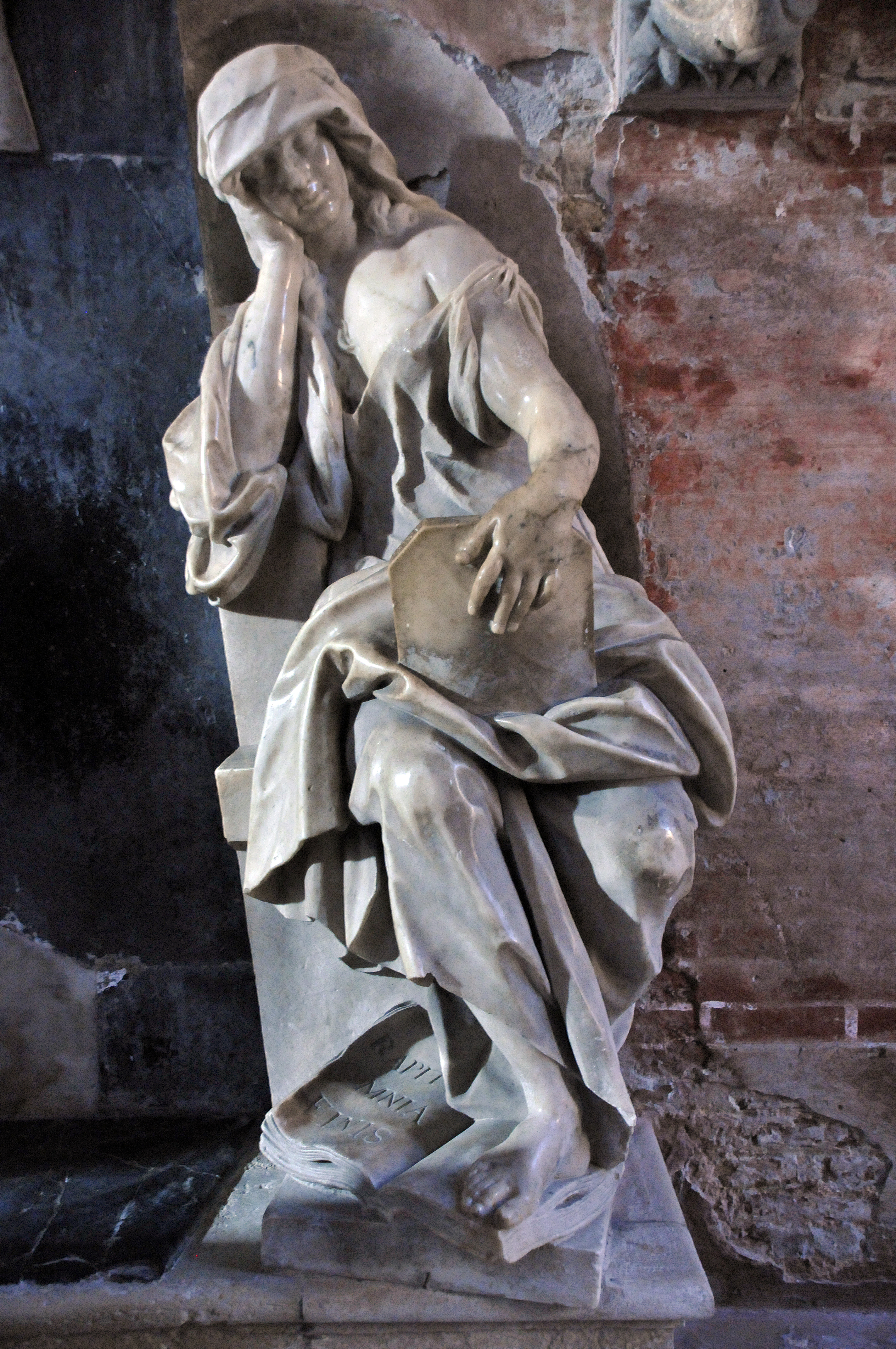
Melchior Barthel: Melancolia

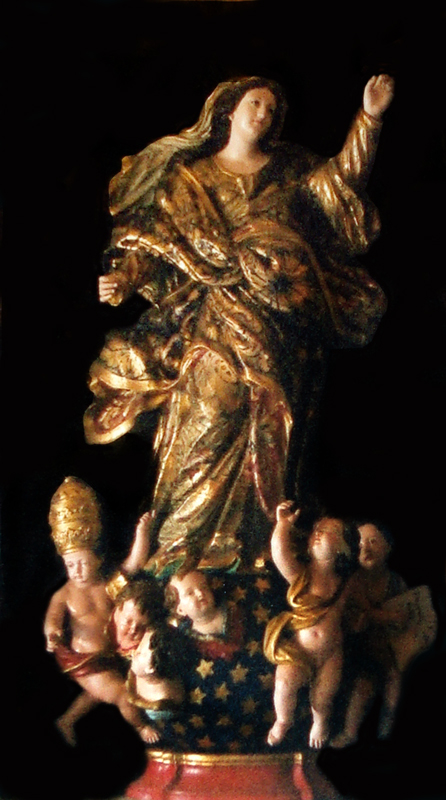
Nossa Senhora da Fé, sacristia da Catedral de Salvador
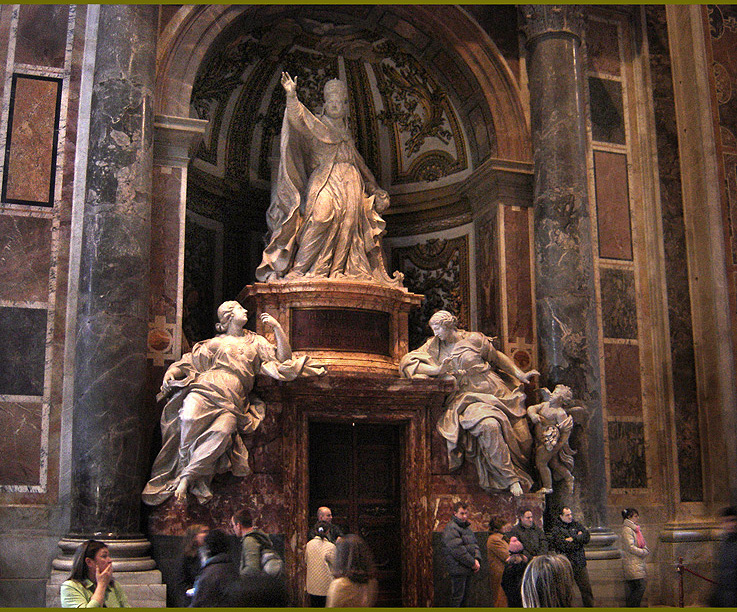
Pietro Bracci e Gaspare Sibilla: Tumba do Papa Bento XIV no Vaticano
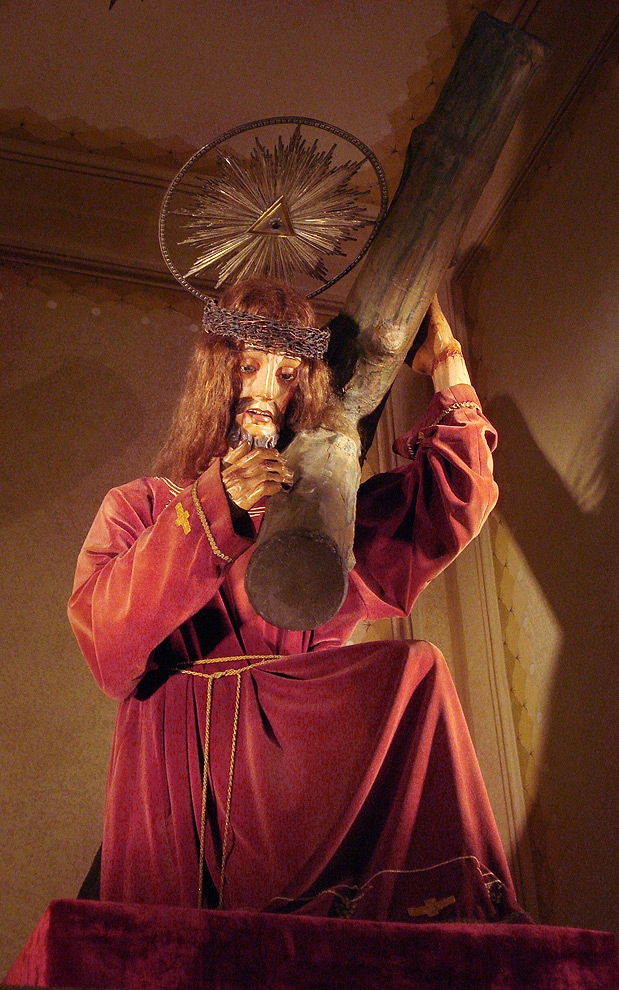
Anônimo: Estátua de roca representando o Senhor dos Passos, Capela Nosso Senhor dos Passos, Porto Alegre
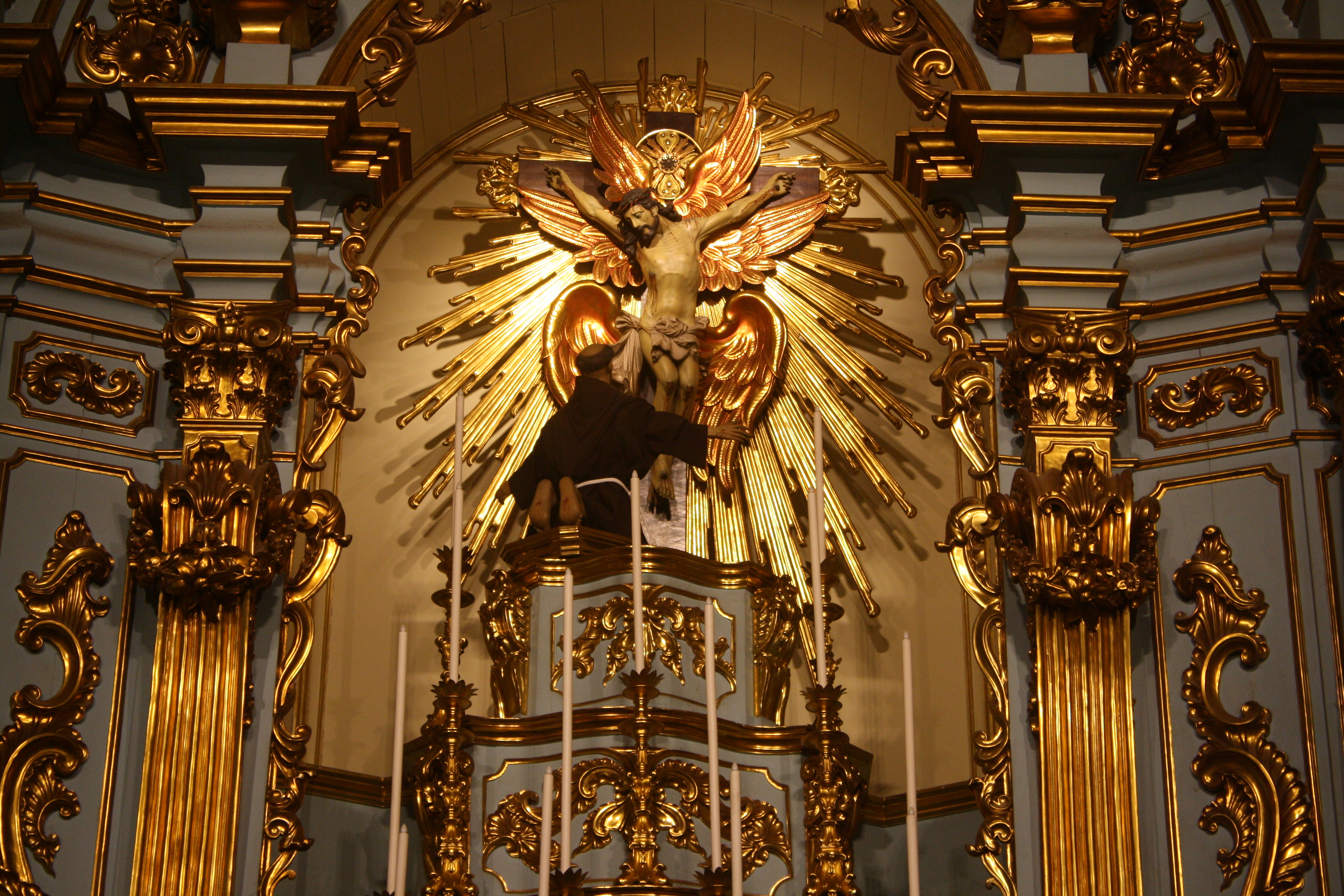
São Francisco recebendo as chagas de Cristo, na Igreja das Chagas do Seráfico Pai São Francisco, em São Paulo

### Pintura
Andrea Pozzo, codificando a técnica da perspectiva arquitetônica ilusionística em seu tratado Perspectiva Pictorum et Architectorum, foi o responsável pela divulgação em larga escala de uma das mais típicas modalidades de pintura do Barroco, a criação de grandes tetos pintados onde as paredes do templo parecem continuar para cima e se abrir para o céu, oferecendo a visão de uma epifania onde santos, anjos e Cristo parecem descer entre nuvens e resplendores de glória. A técnica não era inteiramente nova e já havia sido praticada por outros como Correggio e Michelangelo no Maneirismo, mas o tratado de Pozzo se tornou canônico, sendo traduzido para várias línguas ocidentais, e até para o chinês. Enquanto seus predecessores continham o céu num espaço mais limitado, Pozzo e seus seguidores buscaram deliberadamente uma impressão de infinitude.

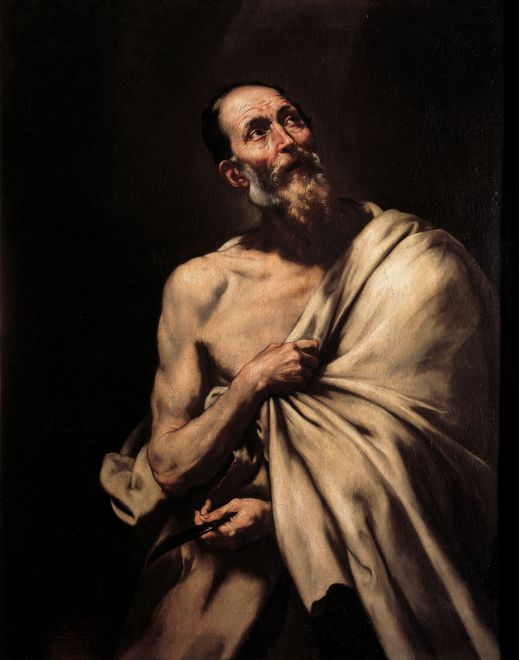
José de Ribera: São Bartolomeu, Castelo Rohrau

Também típica da pintura barroca foi a corrente dedicada à exploração especialmente dramática dos contrastes de luz e sombra, a chamada escola Tenebrista. Seu nome deriva de tenebra (treva, em latim), e é uma radicalização do princípio do chiaroscuro. Teve precedentes na Renascença e se desenvolveu com maior força a partir da obra do italiano Michelangelo Merisi, dito Caravaggio, sendo praticada também por outros artistas da Espanha, Países Baixos e França. Como corrente estilística teve curta duração, mas em termos de técnica representou uma importante conquista, que foi incorporada à história da pintura ocidental. Por vezes o Tenebrismo é entendido como sinônimo de Caravaggismo, mas não são coisas idênticas. Os intensos contrastes de luz e sombra emprestam um aspecto monumental aos personagens, e embora exagerada, é uma iluminação que aumenta a sensação de realismo. Torna mais evidentes as expressões faciais, a musculatura adquire valores escultóricos, e se enfatizam o primeiro plano e o movimento. Ao mesmo tempo, a presença de grandes áreas enegrecidas dá mais importância à pesquisa cromática e ao espaço iluminado como elementos de composição com valor próprio. Na França Georges de La Tour foi um dos adeptos da técnica; na Itália, Battistello Caracciolo, Giovanni Baglione e Mattia Preti, e na Holanda, Rembrandt van Rijn. Mas talvez os mais notáveis representantes sejam os espanhóis José de Ribera, Francisco Ribalta e Francisco de Zurbarán.
Também se tornaram comuns no Barroco a pintura de naturezas-mortas e interiores domésticos, refletindo a crescente influência dos gostos burgueses. Nos Países Baixos protestantes foram um dos traços distintivos do Barroco local, conhecido ali como a Era Dourada da pintura. Na época a região era uma das mais prósperas da Europa, e estando livre do controle católico pôde manter uma tradição de liberdade de pensamento, dentro de uma organização política bastante democrática. Tinha a burguesia comerciante como sua classe social mais influente, a qual patrocinava uma pintura essencialmente secular, de caráter único no panorama barroco. Entre seus principais expoentes se contam Frans Hals, Vermeer, Frans Snyders, Pieter de Hooch, Meindert Hobbema, Jacob Jordaens, Anthony van Dyck, Jacob van Ruisdael e Rembrandt. Oriundo da mesma região, Rubens, um dos maiores pintores de todo o período, se enquadra em uma outra tradição por ter sido católico e por ter cultivado um estilo pessoal cosmopolita e eclético. Também se cultivou ali a pintura de paisagem, geralmente despojada de conteúdo narrativo ou dramático, ao contrário de outras regiões europeias, onde muitas vezes a paisagem foi produzida como um cenário para cenas históricas, alegóricas ou religiosas, como foi o caso de Nicolas Poussin e Claude Lorrain, os principais representantes da vertente classicista do Barroco. Na Espanha o Barroco pictórico tingiu-se de um misticismo desconhecido em outras paragens, inspirado no dramatismo do Tenebrismo, já citado, e na obra de mestres como Francisco Pacheco del Río e em particular El Greco, possivelmente o mais típico integrante da corrente mística. Podemos citar como outros pintores importantes no Barroco Diego Velázquez, Bartolomé Esteban Murillo, Pietro da Cortona, Giovanni Battista Tiepolo, Guercino, Guido Reni, Salvator Rosa, os Carracci, Hyacinthe Rigaud, Charles Le Brun, Philippe de Champaigne, Simon Vouet e Josefa de Óbidos, uma das pouquíssimas mulheres artistas do período.

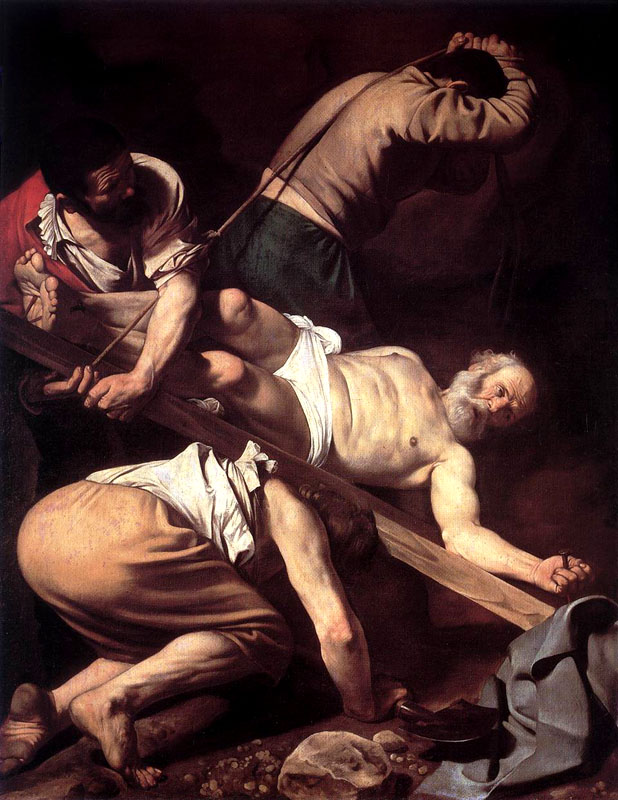
Caravaggio: Crucificação de São Pedro, 1600-1601. Igreja de Santa Maria del Popolo, Roma
Rembrandt: A Lição de Anatomia do Dr. Tulp, 1632. Mauritshuis, Haia
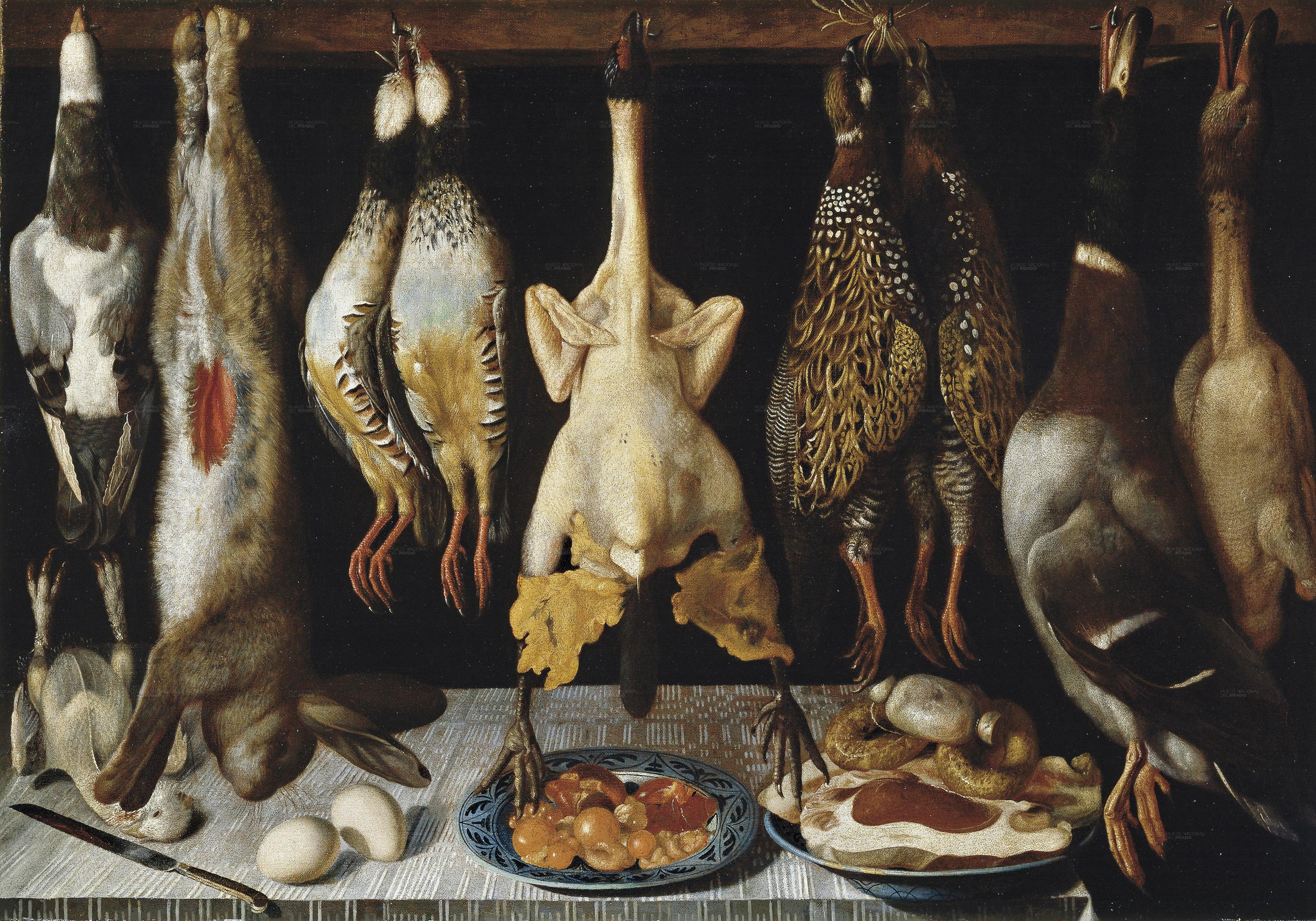
Tomás Yepes: Natureza-morta com aves e lebre, século XVII. Museu do Prado, Madrid
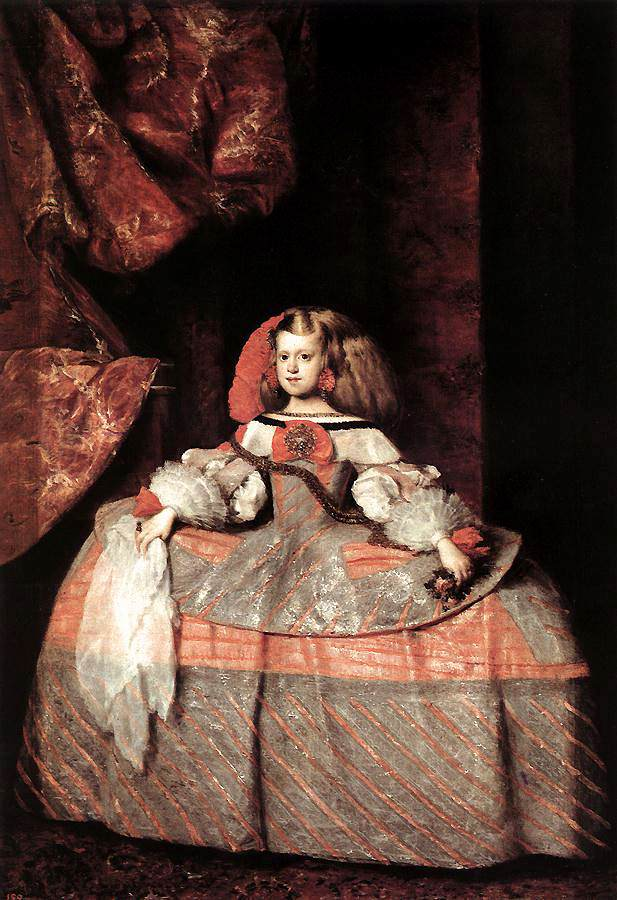
Velázquez: A Infanta Doña Margarita de Austria, c. 1660, Museu do Prado

Hyacinthe Rigaud: Retrato de Luís XIV, 1701. Museu do Louvre, Paris
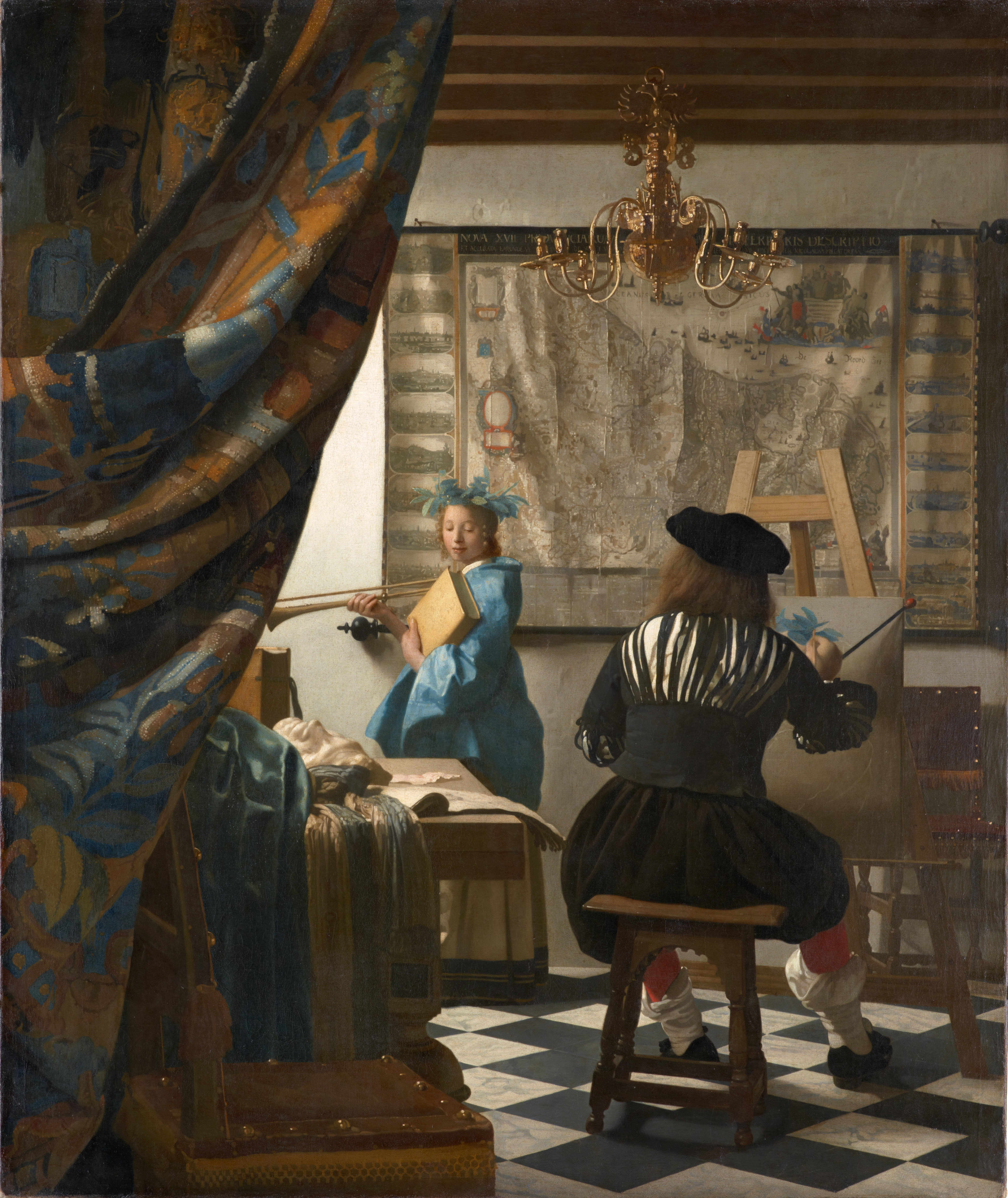
Johannes Vermeer: Alegoria da Pintura, c. 1666. Kunsthistorisches Museum, Viena
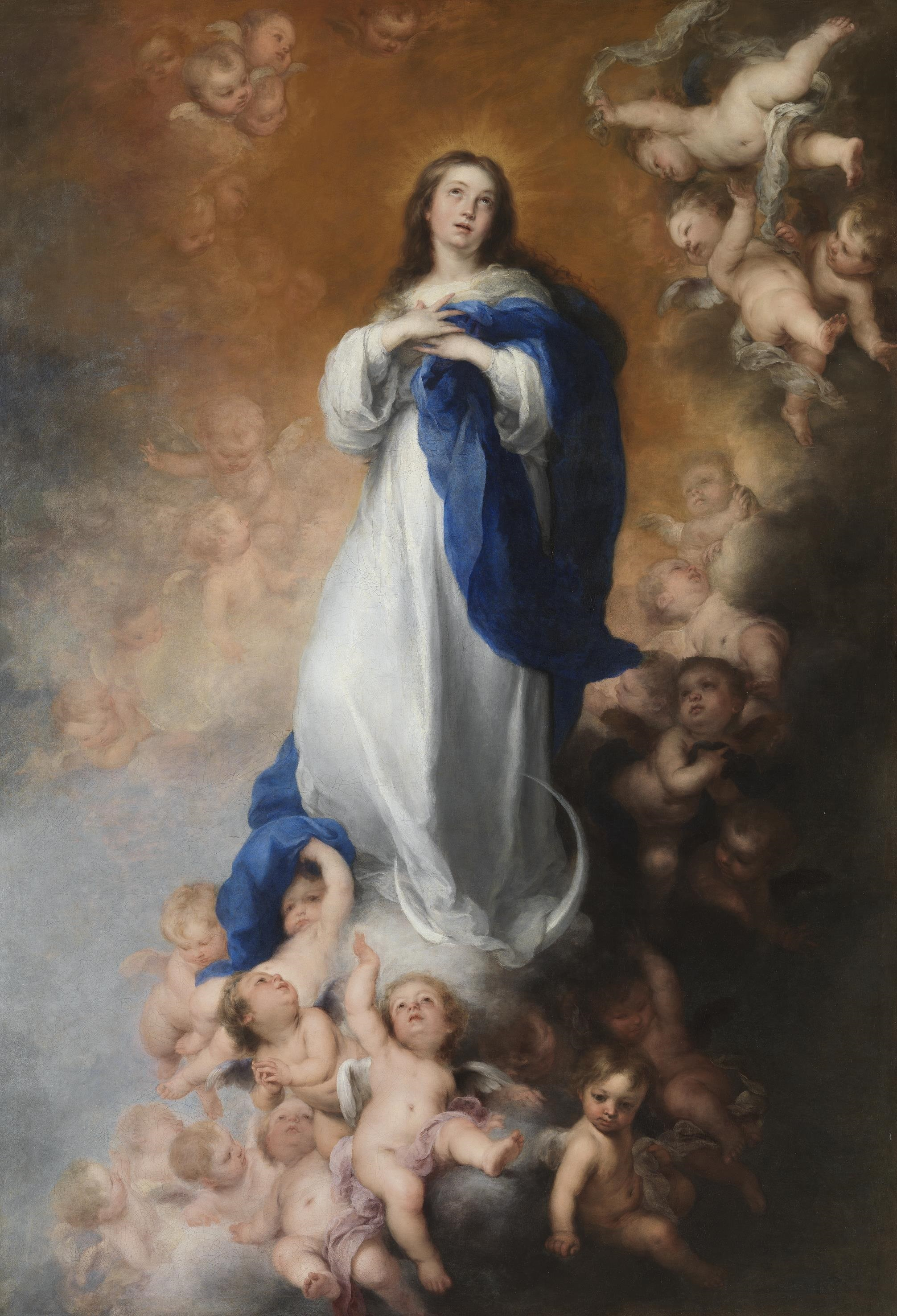
Bartolomé Esteban Murillo: Imaculada Conceição, 1678. Museu do Prado, Madrid
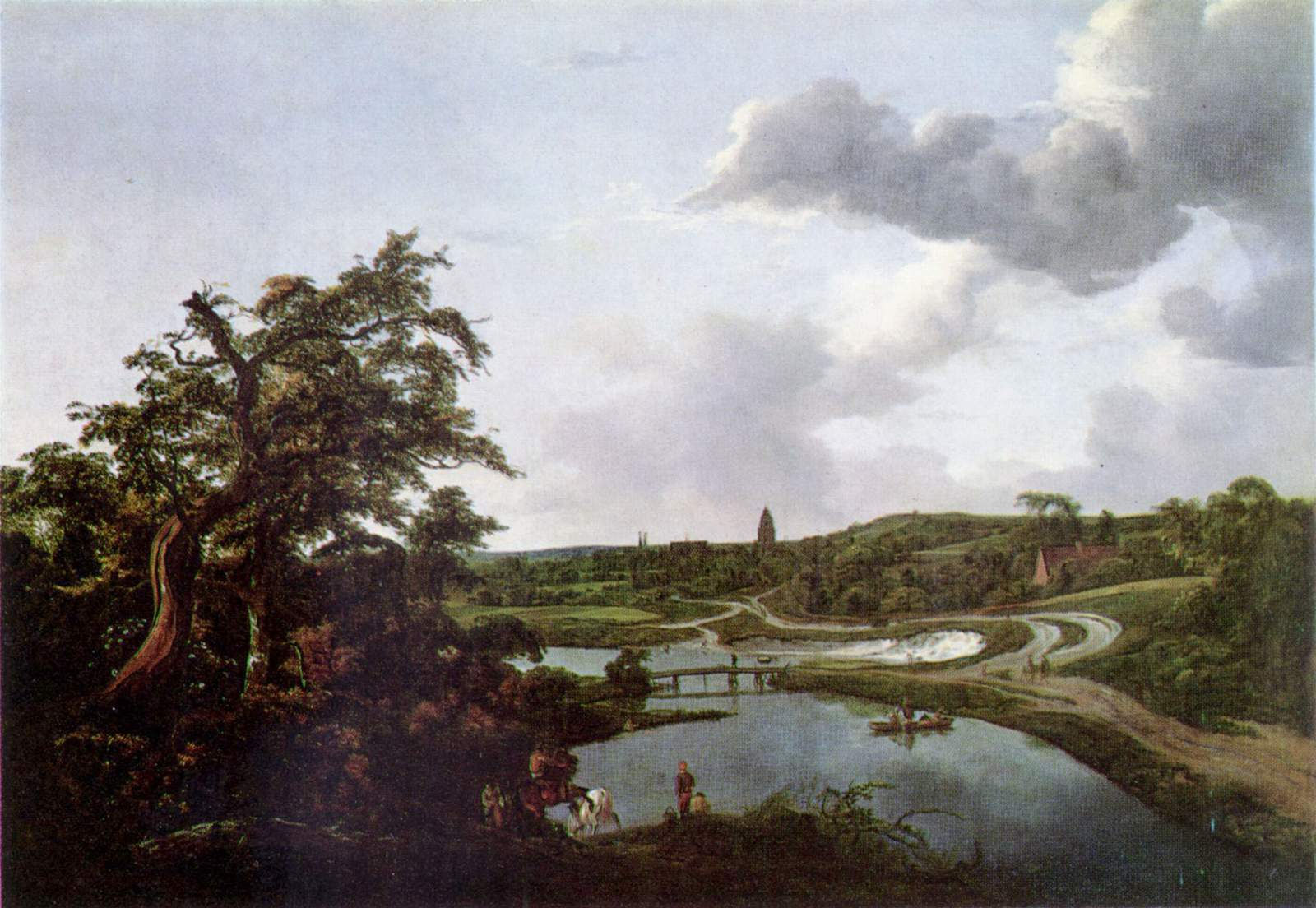
Jacob van Ruisdael: Paisagem, 1649. Galeria Nacional da Escócia, Edimburgo

### Arquitetura e urbanismo
A arquitetura barroca é caracterizada pela complexidade na construção do espaço e pela busca de efeitos impactantes e teatrais, uma preferência por plantas axiais ou centralizadas, pelo uso de contrastes entre cheios e vazios, entre formas convexas e côncavas, pela exploração de efeitos dramáticos de luz e sombra, e pela integração entre a arquitetura e a pintura, a escultura e as artes decorativas em geral. O exemplo precursor da arquitetura barroca geralmente é apontado na Igreja de Jesus em Roma, cujo projeto foi de Giacomo Vignola e a fachada e a cúpula de Giacomo della Porta. Vignola partiu de modelos clássicos estabelecidos pelo Renascimento, que por sua vez se inspiraram na tradição arquitetônica da Grécia e da Roma antigas. As diferenças introduzidas por ele foram a supressão do transepto, a ênfase na axialidade e o encurtamento da nave, e procurou obter uma acústica interna eficaz. A fachada se tornou um modelo para as gerações futuras de igrejas jesuítas, com pilastras duplas sustentando um frontão no primeiro nível, e um outro frontão, maior, coroando toda a composição. O interior era originalmente despojado, e seu aspecto atual é resultado de decorações no final do século XVII, destacando-se um grande painel pintado no teto com o recurso da arquitetura ilusionística.

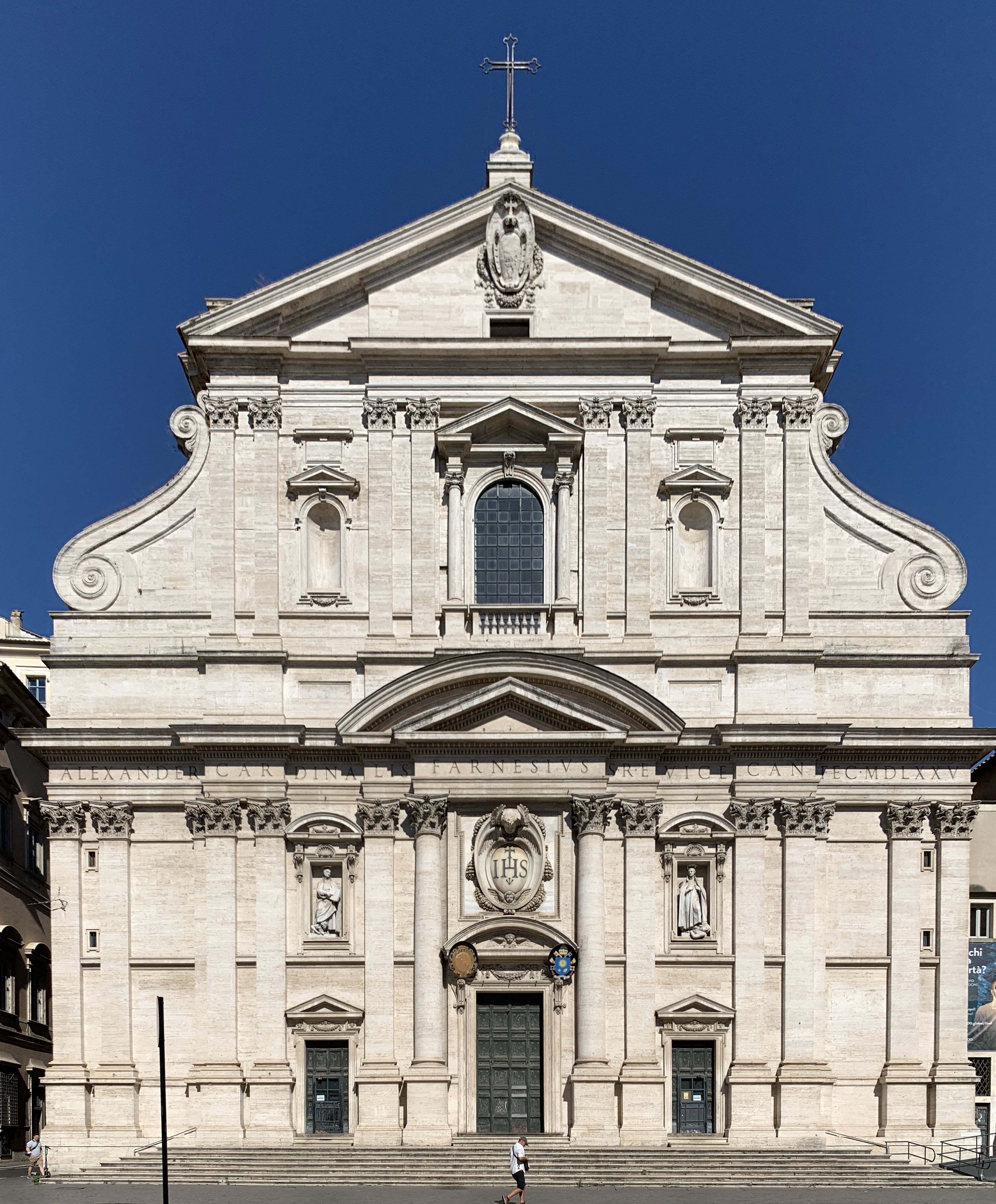
Vignola e Della Porta: Igreja de Jesus, Roma

Logo depois de completa a Igreja, o papa Sisto V revitalizou um projeto de reurbanização de Roma que havia sido iniciado no século XV. Sua preocupação foi adaptar a cidade a um conceito urbano mais moderno, organizado e espaçoso, permitindo uma circulação facilitada numa cidade que ainda mantinha muito de seu perfil medieval, com ruas estreitas e tortuosas e poucos logradouros públicos amplos. O projeto previu uma organização radial de avenidas importantes, endireitamento de ruas, ampliação e embelezamento de praças e parques com fontes e monumentos, numa perspectiva monumental, e se revelou tão eficiente que foi mantido pelos seus sucessores, sendo continuamente aprimorado e embelezado ao longo de todo o século XVII. Também se construíram muitas novas igrejas e palácios, outros foram reformados, como várias estruturas do Vaticano, entre elas a Basílica de São Pedro, o maior monumento romano do Barroco, completada por Bernini. As inovações na planta de Roma se tornaram modelares, e logo passaram a inspirar a reurbanização de várias cidades italianas, se irradiando também para a Alemanha, França e outros países, em interpretações variadas e em vários casos alterando radicalmente o perfil urbano, como por exemplo em Salzburgo, Dresden, Viena, Praga, Nuremberg, Graz, Cracóvia, Munique, Nápoles e Madrid. Isso se fez mais evidente na recuperação econômica europeia após as múltiplas crises e guerras do início do século XVII. À medida que os Estados absolutistas se consolidavam, alianças renovadas entre o Estado, a Igreja e a nobreza possibilitaram a reformulação das cidades a fim de expressar seu poder e um novo senso de ordem, manifestos em construções suntuosas e ostentatórias. Esse programa foi especialmente intenso onde dinastias católicas governavam e apoiavam a Contrarreforma, mas mesmo em regiões onde o absolutismo católico não prosperou, como nos Países Baixos e Alemanha protestantes, as novidades foram aceitas e implementadas na esteira da expansão e transformação da economia e da sociedade, e em vista das necessidades novas impostas pelo aumento populacional.
Na arquitetura barroca foi importante a observação de proporções geométricas definidas, como a Seção Áurea e a Sequência de Fibonacci, uma vez que a teoria da arquitetura estava permeada de concepções que a relacionavam com a estrutura do universo. Acreditava-se que o cosmos fosse estruturado por proporções matemáticas, que a Terra e os outros planetas se moviam dentro de molduras concêntricas cristalinas, invisíveis e impalpáveis, mas não obstante reais, que deveria ser imitadas na construção dos edifícios e no planejamento urbano, refletindo também a ideologia do Estado centralizado. Além disso, outras artes foram recrutadas pelos arquitetos para tornar a edificação barroca um espetáculo completo, carregado de alegorias e simbolismo, como a pintura, a escultura, as artes decorativas, todas reunidas para ilustrar a ideologia dominante. Já foi dito que na época se concebia o mundo como um vasto teatro onde cada um desempenhava um papel definido através de regras predeterminadas, e entre as estratégias empregadas para a exibição do poder estavam representações teatrais, concertos e produção literária engajada na glorificação dos Estados e dos governantes. Como disse John Marino, os cidadãos da "cidade cerimonial" barroca constantemente se dedicavam a representações públicas como festivais cívicos, procissões e outros ritos devocionais e vários tipos de demonstrações populares. Monumentos, imagens, escritos e emblemas de civismo e fé, ornamentações, paramentos e construções efêmeras se cobriam de alegorias políticas, mitológicas e astrológicas que se fundiam para veicular mensagens polivalentes para uma audiência urbana de extração diversificada. Tais eventos faziam parte do processo ritualizado e doutrinatório que criava uma identidade coletiva, expressava hierarquias definidas e a solidariedade urbana, ao mesmo tempo em que alimentava rivalidades e competição entre classes, gêneros, ofícios, famílias, amigos e vizinhos, e por isso às vezes degeneravam em conflitos violentos.
Entre os arquitetos notáveis na Itália, além dos já citados, se contam Domenico Fontana, Carlo Maderno, Borromini, Carlo Rainaldi , Guarino Guarini, Bernardo Vitone, Francesco Bartolomeo Rastrelli e Filippo Juvarra. Outros europeus foram Balthasar Neumann, Johann Michael Fischer, Christoph Dientzenhofer, Johann Christoph Glaubitz, Louis Le Vau, Charles Perrault, François Mansart, Jules Hardouin-Mansart, Jacob van Campen, Fernando de Casas Novoa, a família Churriguera, Christopher Wren, John Vanbrugh, James Gibbs, João Frederico Ludovice e João Antunes. No Brasil, Daniel de São Francisco, Aleijadinho e Francisco de Lima Cerqueira.

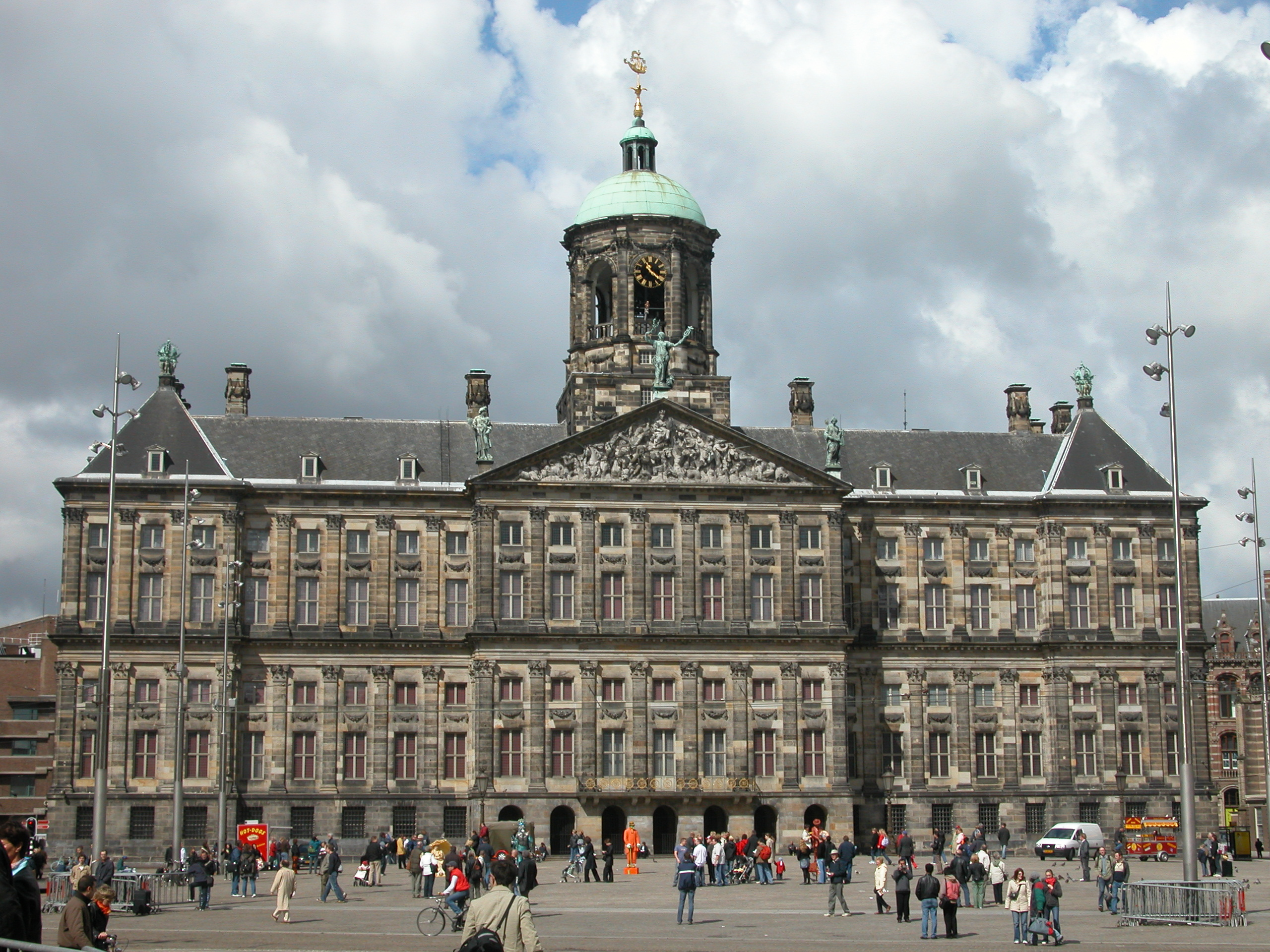
Jacob van Campen: Prefeitura de Amsterdã
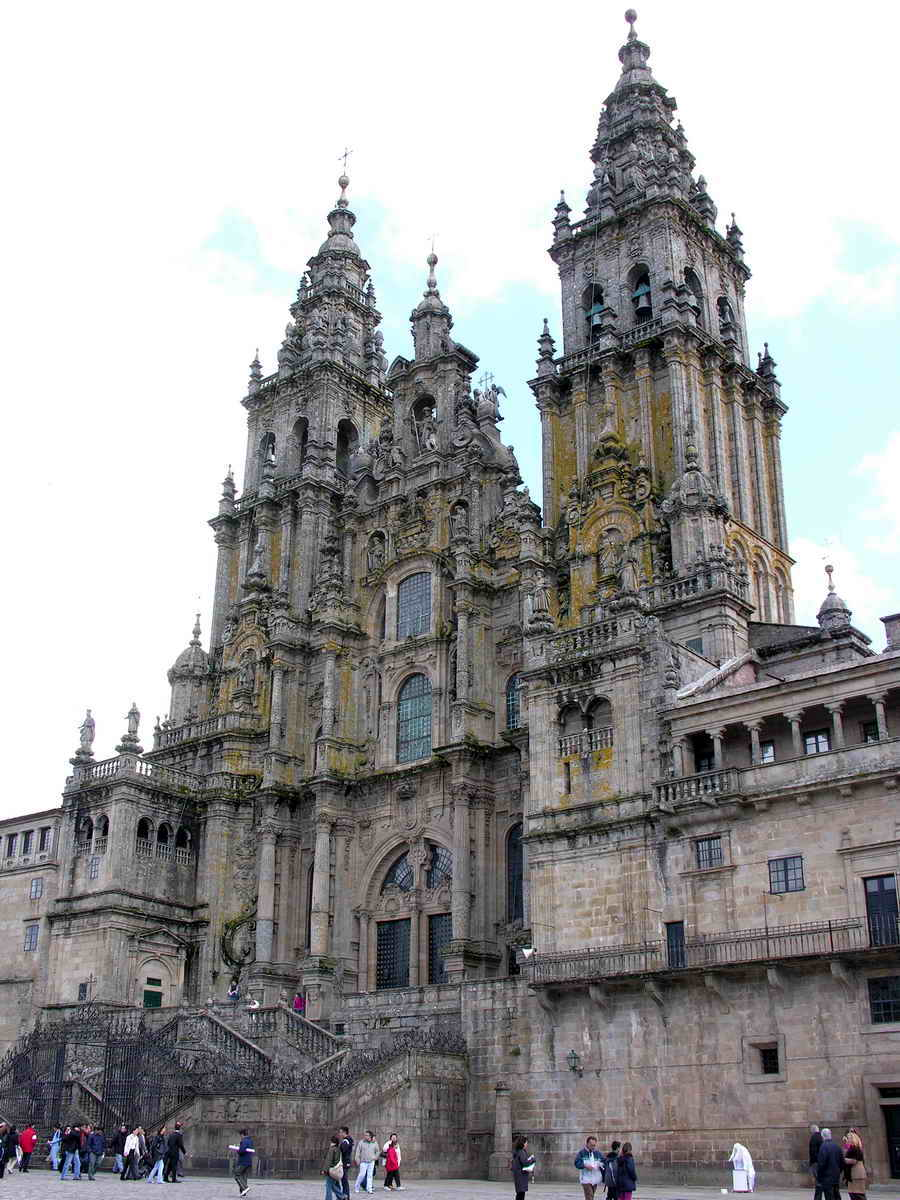
Casas Novoa: Fachada do Obradoiro da Catedral de Santiago de Compostela
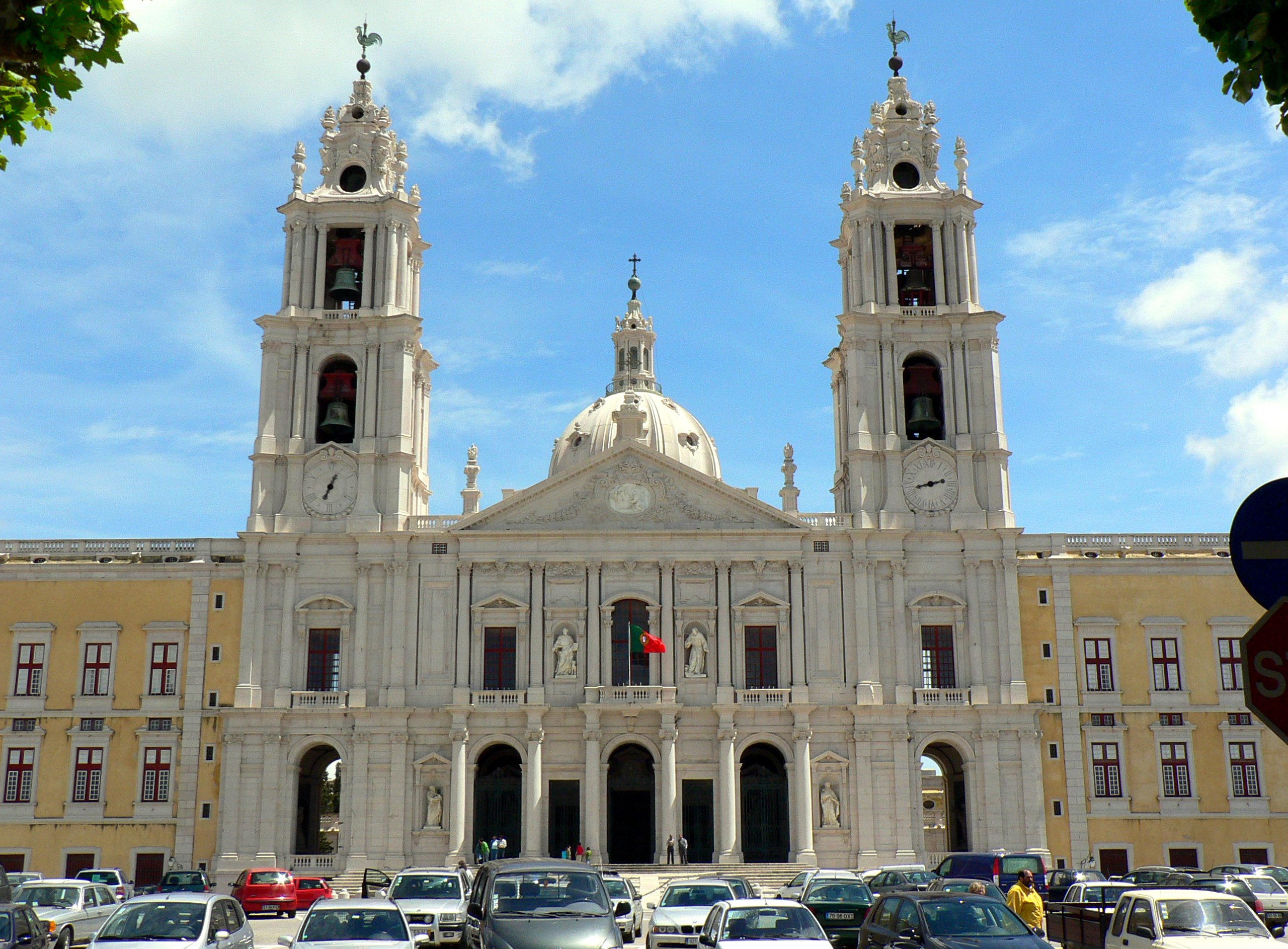
João Frederico Ludovice: Mosteiro e Palácio Real de Mafra
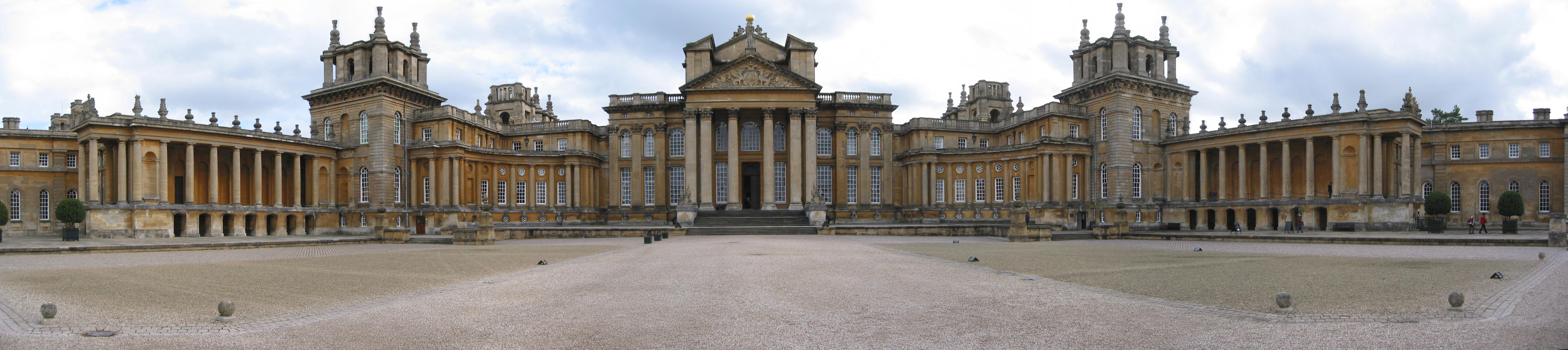
John Vanbrugh: Palácio de Blenheim, Woodstock

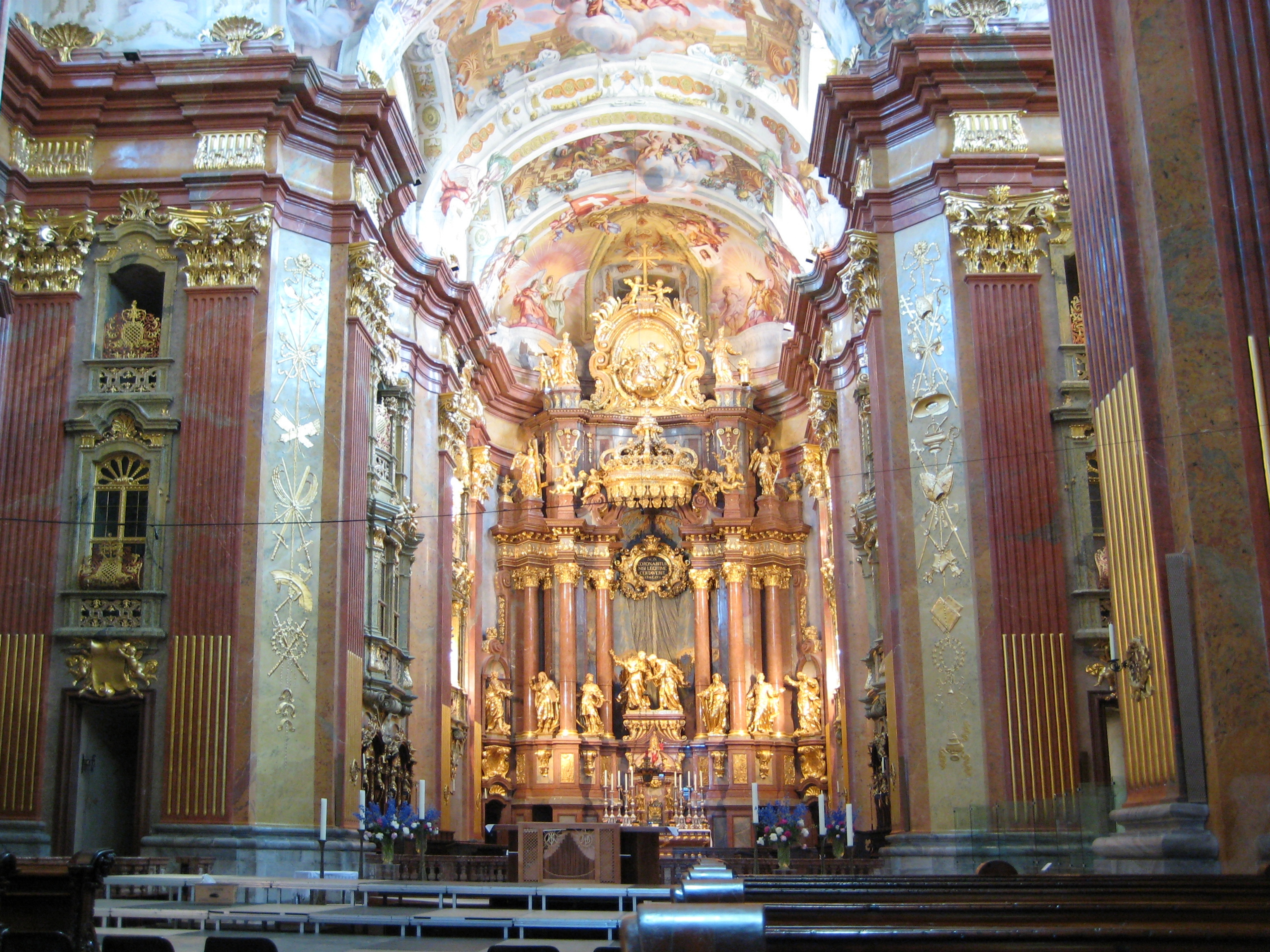
Interior da igreja da Abadia de Melk
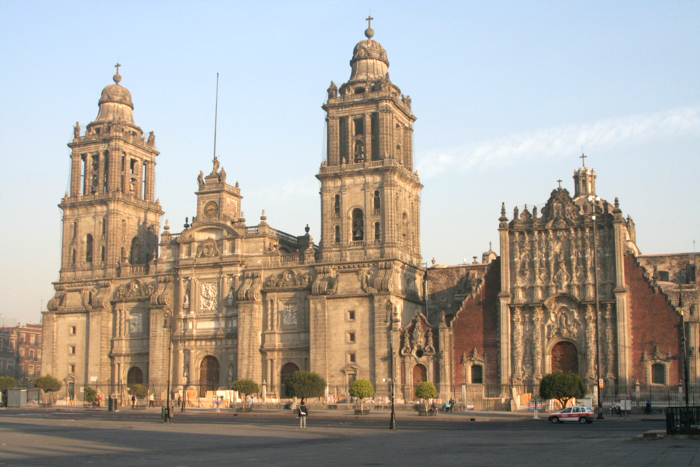
Claudio de Arciniega: Catedral Metropolitana da Cidade do México
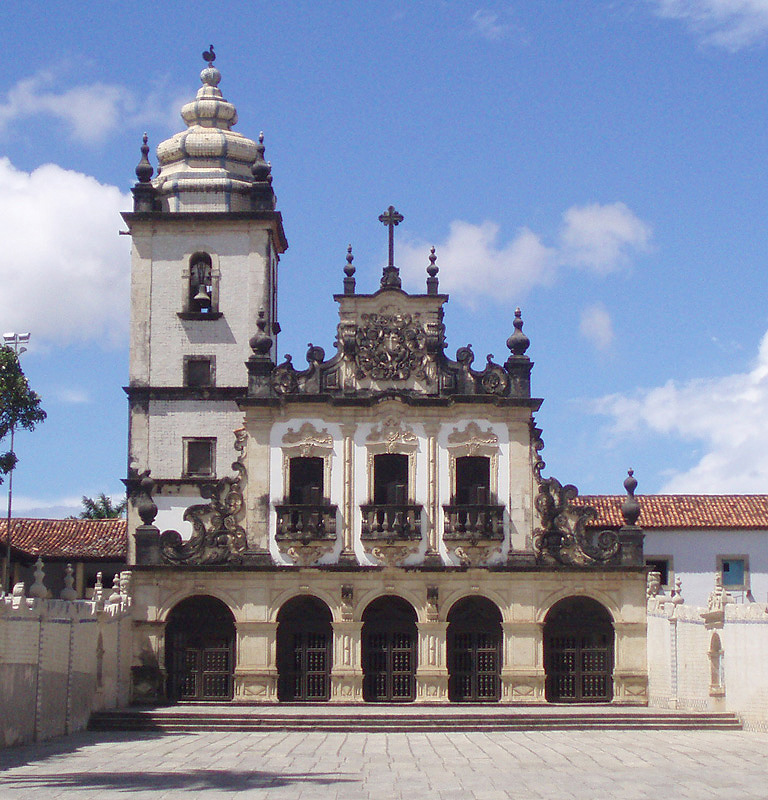
Igreja de São Francisco em João Pessoa
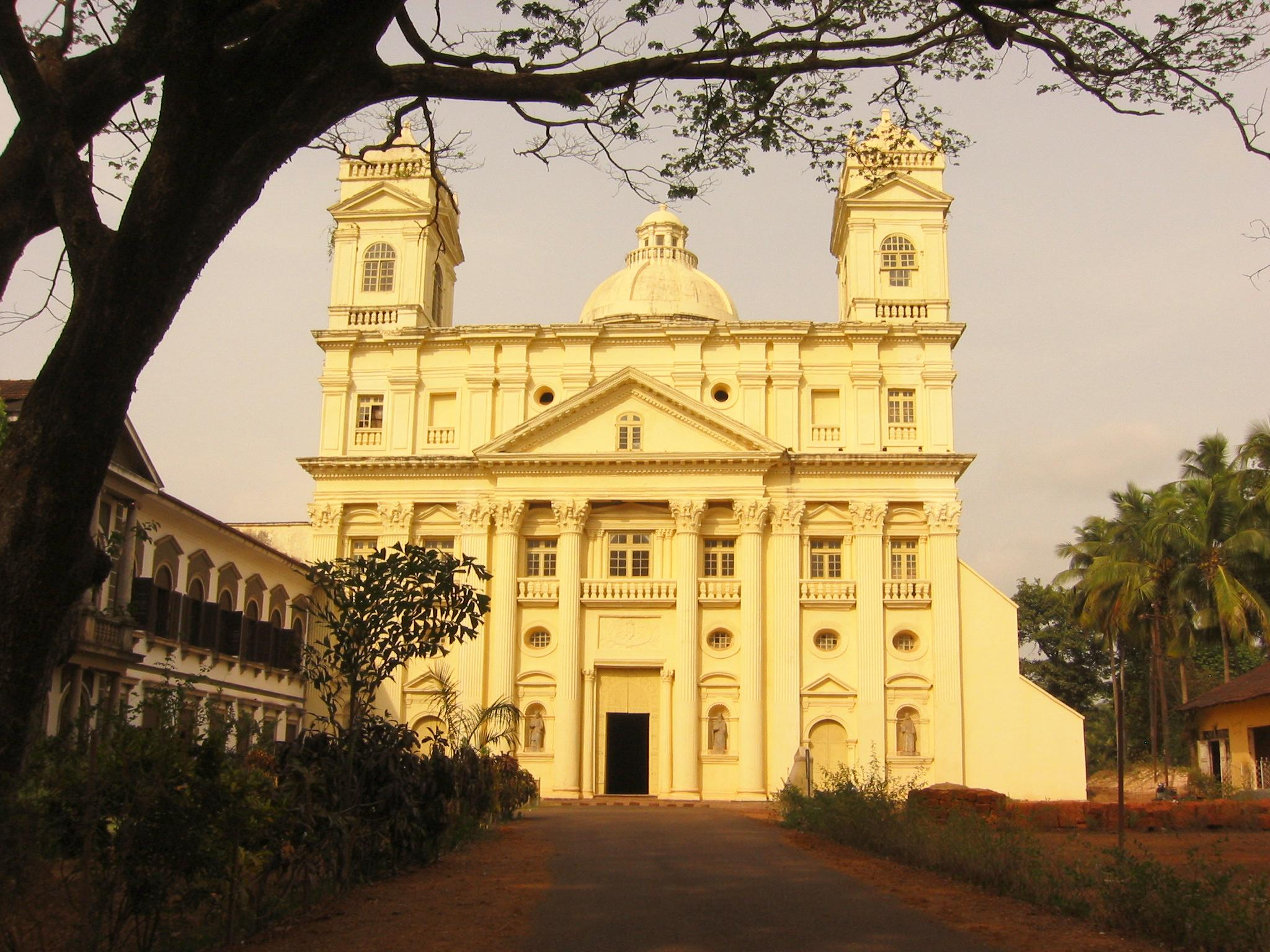
Carlo Ferrarini e Francesco Maria Milazzo: Igreja da Divina Providência, Goa Velha

### Literatura
Especialmente depois das guerras e tumultos sociais e religiosos da primeira parte do século XVII, a literatura experimentou um grande florescimento em vários países, dando origem à literatura moderna. Na Itália apareceu a corrente Marinista liderada por Giambattista Marino, de grande influência; na Península Ibérica e colônias americanas se desenvolveu o Cultismo e o Conceptismo de Luis de Góngora, Francisco de Quevedo, do padre Antônio Vieira e de Gregório de Matos. Na França foi a era de Molière, Racine, Boileau e La Fontaine; nos Países Baixos, foi a Idade de Ouro da poesia, com expoentes em Henric Spieghel, Joost van den Vondel, Daniël Heinsius e Gerbrand Bredero; na Inglaterra, propiciou-se o florescimento de uma poesia metafísica tipificada por John Dryden, John Milton, John Donne e Samuel Johnson.
Seu motivo onipresente foi o conflito entre a tradição clássica herdada do Renascimento e as novas descobertas da ciência, as mudanças na religião, novas aspirações e um desejo de inovar. A herança clássica trazia consigo determinadas formas estéticas e padrões morais, quase toda a literatura do século anterior fora moralizante, mas ao mesmo tempo se fazia frente à necessidade cristã de rejeitar o tão prezado modelo clássico por sua origem pagã, considerada uma influência corruptora e enganosa, e isso explica parte da rejeição do classicismo em boa parte do Barroco. O conflito se estendeu para a área da educação, até então também pesadamente devedora dos clássicos e, através da influência jesuítica, vista como o principal e primeiro instrumento de reforma social.

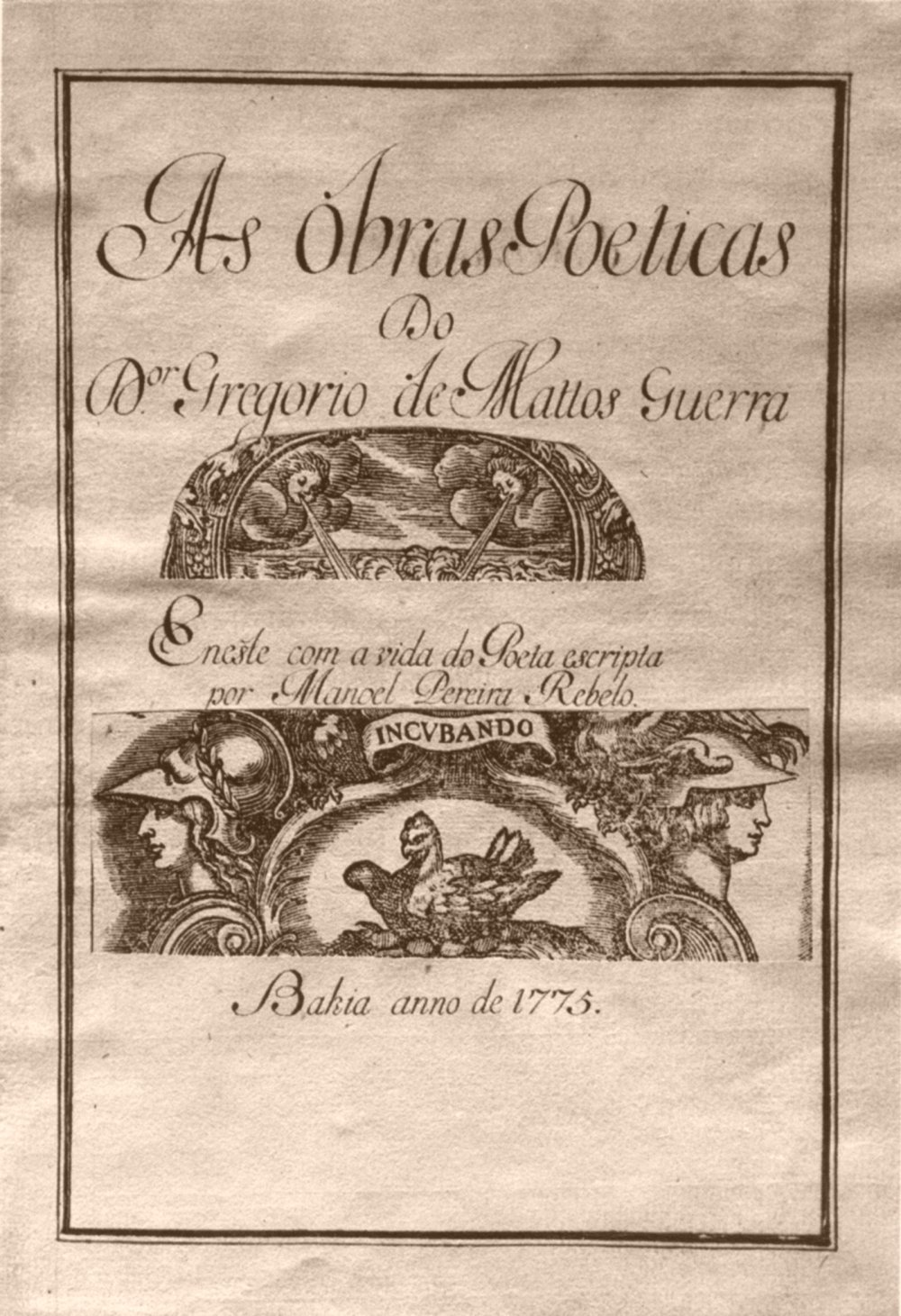
Frontispício de edição de 1775 dos poemas de Gregório de Matos

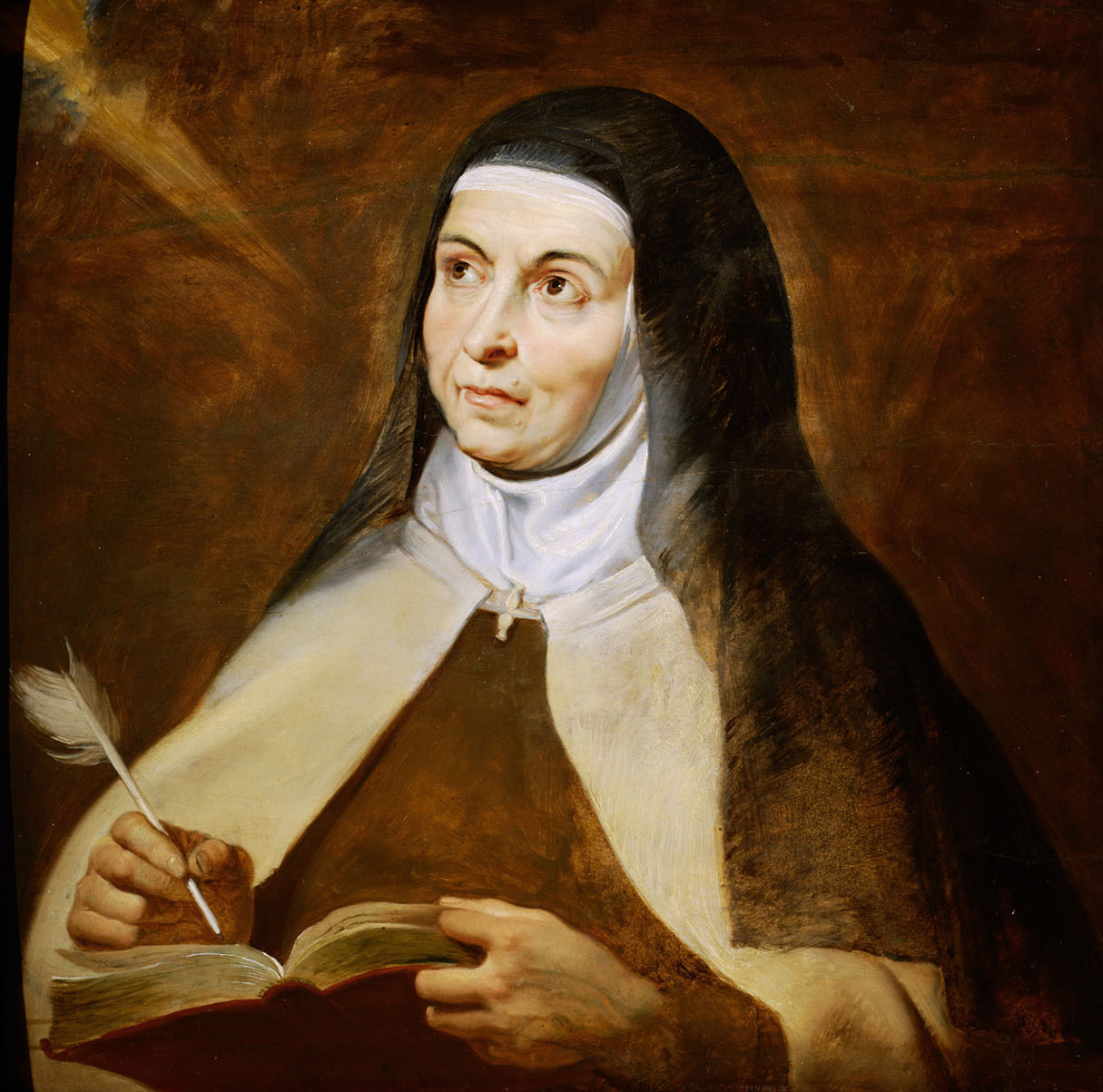
Santa Teresa de Ávila escrevendo, em tela de Rubens no Kunsthistorisches Museum

Em termos estilísticos, a literatura barroca em linhas gerais dedicou um profundo cuidado à forma e ao virtuosismo linguístico no intuito de maravilhar e convencer o leitor, o que implicava o uso constante de figuras de linguagem e outros artifícios retóricos, como a metáfora, a elipse, a antítese, o paradoxo e a hipérbole, com grande atenção ao detalhe e à ornamentação como partes essenciais do discurso e como formas de demonstrar erudição e bom gosto. Também deve ser assinalado seu caráter em muito experimental e sua ousadia no manejo da língua, não tendo precedentes nestes aspectos na literatura do ocidente.
Ao mesmo tempo se popularizaram as literaturas vernaculares e aquelas centradas no cotidiano, cultivando temas naturalistas e de crítica social, como contrapartida ao idealismo cavaleiresco e nobilitante do Renascimento. São criados gêneros naturalistas como a novela picaresca, com um grande exemplo no Simplicius Simplicissimus de Hans Jakob Christoffel von Grimmelshausen, ou a novela polifônica moderna, tipificada no Don Quixote, de Cervantes. A esta tendência anticlássica corresponde também a fórmula da comédia nova criada por Lope de Vega, e divulgada através de seu Arte Nova de fazer comédias neste tempo, rompendo com as unidades aristotélicas de ação, tempo, e espaço. A conquista da América deu lugar ao gênero das crônicas, entre as quais podemos encontrar algumas obras mestras, como as de Frei Bartolomé de las Casas e Inca Garcilaso de la Vega.
Na poesia sacra se notabilizaram São João da Cruz, Soror Juana de la Cruz e Santa Teresa de Ávila. Ao longo do século XVIII os gêneros satíricos e sentimentais como os cultivados por Alexander Pope, Voltaire e Jonathan Swift, por exemplo, se tornaram favoritos, à medida que a influência da religião declinava, os ideais clássicos se fortaleciam novamente, se consolidava a sensibilidade do Rococó e o pensamento iluminista se tornava predominante.
Um trecho do Sermão do Mandato (1655) do padre Antônio Vieira pode transmitir uma ideia do discurso literário tipicamente barroco, com reiterações, comparações, antíteses e outros recursos retóricos e eruditos de linguagem:
"Com duas comparações ou metáforas, declara S. Paulo este fazer-se e desfazer-se: com metáfora da roupa que se veste e se despe, e com metáfora do vaso que se enche e se vaza. Com metáfora da roupa que se veste e se despe: 'Habitu inventus ut homo'; com metáfora do vaso que se enche e vaza: 'Exinanivit semetipsum' e ambas as metáforas parece que as tomou S. Paulo do mesmo ato do lavatório em que estamos. A da roupa enquanto se despe: 'Ponit vestimenta sua' — e a do vaso enquanto se vaza: 'Mittit aquam in pelvim'. E por que usou S. Paulo destas duas metáforas e destas duas comparações? Porque só com elas podia mostrar a diferença deste ato e deste dia ao ato e ao dia da Encarnação. No dia e ato da Encarnação, fazendo-se Deus homem, Deus vestiu-se da humanidade, porque a uniu a si, e se cobriu com ela; e a humanidade, que era um vaso de barro pequeno e estreito, ficou cheia de Deus, porque Deus a encheu com toda a imensidade de seu ser: 'Quia ín ipso inhabitat omnis plenitudo divinitatis corporaliter'. E, sendo isto o que se fez no dia da Encarnação, tudo isto — quanto à vista dos olhos humanos — se desfez no dia e no ato de hoje. Porque, lançando-se Cristo aos pés dos homens, e tais homens, e fazendo-se servo seu, e servo em ministério tão vil e tão abatido, parece que Deus se despira outra vez da humanidade de que estava vestido, desunindo-se dela, e que a mesma humanidade, que estava cheia de Deus, perdida a união com a divindade, ficara totalmente vazia: 'Exinanivit semetipsum, formam servi accipiens'. E foi isto assim como parece? Não. Mas, posto que a humanidade de Cristo por este ato não perdeu a união com a divindade, nem deixou de estar tão cheia de Deus como dantes estava, abaixar-se, porém, e pôr-se em estado tão abatido, que o parecesse ou pudesse parecer aos homens, foi uma diferença tão notável e tão estupenda, que só o mesmo S. Paulo a pode ponderar e encarecer." 

#### Literatura para o teatro

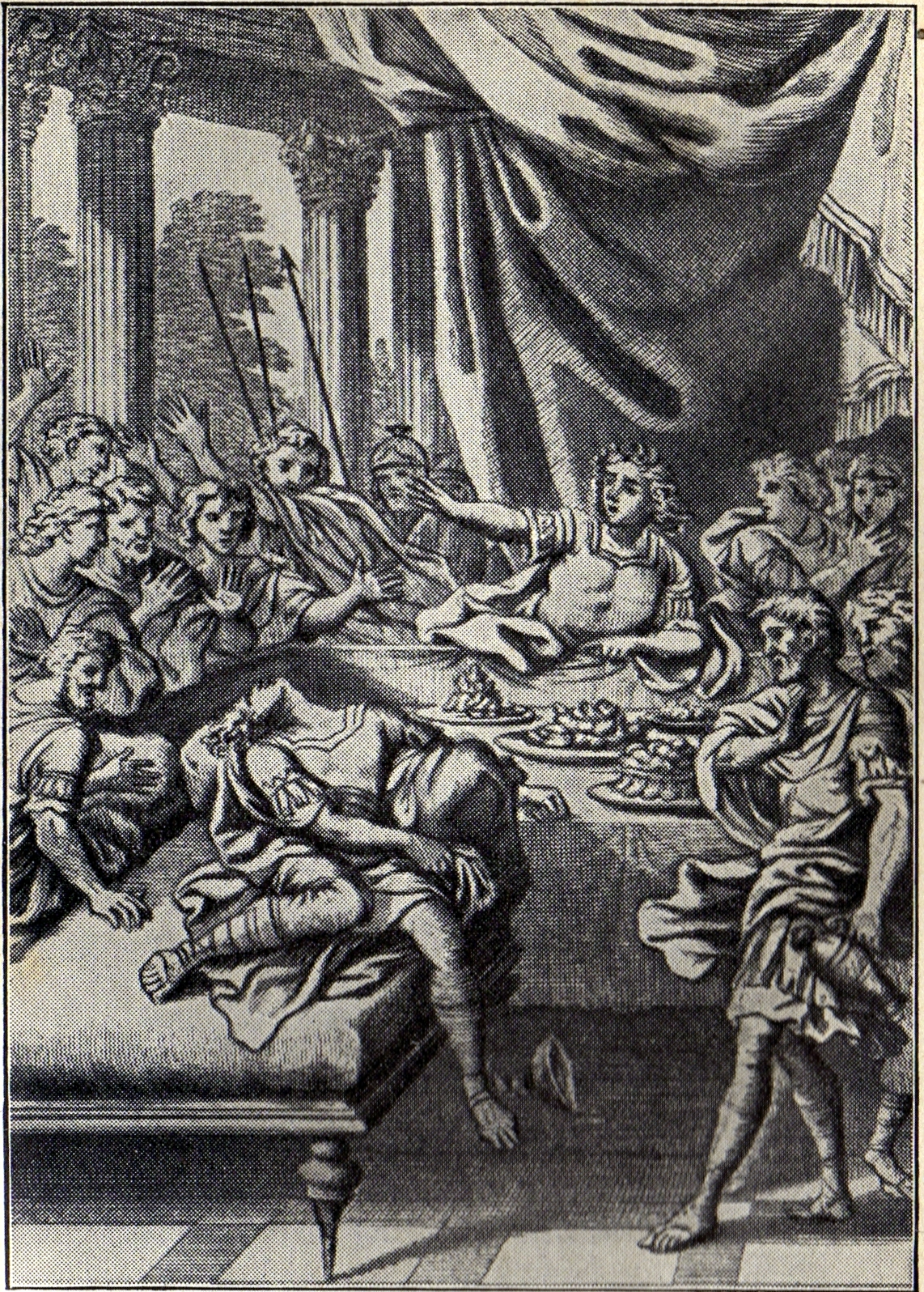
O envenenamento de Britannicus, ilustração de François Chauveau para a edição de 1675 da tragédia Britannicus, de Jean Racine

O drama barroco tipicamente usa motivos clássicos mas tenta trazê-los para o mundo moderno, muitas vezes centrando a ação na figura do monarca. Ao contrário do drama clássico, onde o destino é uma das principais forças propulsoras da ação, um destino que é cego e contra o qual não há nada capaz de se opor, no drama barroco o interesse passa para as dificuldades inerentes ao exercício do poder, da vontade e da razão diante da realidade política corrupta, cruel e cínica e do descontrole das paixões, gerando uma perene e dolorosa tensão entre o desejo por um mundo harmonioso, belo e santificado e a impressão de que tudo se dirige para a catástrofe e a destruição, sem qualquer esperança para o homem. Para a expressão desses conflitos um recurso técnico comum é a alegoria, que transporta os fatos concretos para uma esfera mais abstrata e mais abrangente, possibilitando múltiplas interpretações e fazendo relacionamentos simultâneos entre vários níveis de realidade. O uso da alegoria é típico do Barroco também porque ela não oferece uma resposta unívoca às questões propostas, permanecendo o incerto, o ambíguo e o mutável como elementos integrantes do tema, permite o exercício da crítica social sem ligar-se diretamente a figuras públicas verdadeiras, e possibilita a exploração da psicologia humana em todos os seus extremos contrastantes de virtude e vício, e com todas as nuances intermédias. Por tais motivos, nas alegorias dramáticas do Barroco abundam imagens de ruínas e da morte, mas abrindo a perspectiva de um novo nascimento e de uma ação humana significativa.
Nas regiões protestantes o drama se tornou particularmente pessimista, uma vez que o Protestantismo só admite a doutrina da salvação pela fé, e as boas obras perdem assim significado transcendente. No drama protestante a História é essencialmente decadência ou regressão, e seus temas são principalmente lamentos sobre um mundo envilecido. Mesmo nos dramas sacros católicos são recorrentes os temas do sacrifício, do martírio, da abstinência, da penitência e da melancólica, ainda que espiritualmente gloriosa, renúncia ao mundo da matéria, o "fruto proibido", dirigindo as esperanças para a esfera divina e eivando as narrativas com imagens trágicas e dolorosas, especialmente quando os dramas sacros eram representados em associação com festividades religiosas como a Paixão de Cristo, quando procissões de devotos se autoflagelavam e davam outras provas ritualizadas e teatralizadas de fé entre excessos emocionais.
Ainda que os personagens e os motivos tenham se multiplicado em relação ao Renascimento, no drama Barroco a ação é mantida mais coesa e ininterrupta por uma rede mais complexa de relacionamentos entre os seus agentes, conduzindo um desenvolvimento narrativo marcado pelas leis da causa e efeito, ainda que em seu curso a trama muitas vezes seja entremeada por surpresas e reviravoltas imprevistas, de qualquer forma encaixadas plausivelmente dentro dos limites da lógica. Outra diferença em relação ao período anterior é que os personagens já não são tipos fixos, com caracteres imutáveis e previsíveis. Antes um herói era sempre um herói, e suas ações sempre virtuosas; um bandido era sempre vil e suas intenções sempre obscuras e daninhas. No Barroco os personagens são mais humanos e contraditórios, suas personalidades apresentam áreas claras e escuras, e as mudanças nos comportamentos, humores e motivações podem ser abruptas e drásticas. Finalmente, a ação não é mais concebida como um arco perfeito, com um início, meio e fim nítidos, com um progressivo e calculado acúmulo de tensão que culmina num clímax final; os dramas barrocos podem iniciar com uma impressão de casualidade, como se o observador tivesse capturado uma cena de passagem e sido jogado para dentro da trama acidentalmente; tampouco os finais são sempre um clímax, e nas tragédias barrocas a morte do protagonista no final deixa de ser uma regra. Esses traços, contudo, são muito genéricos, e casos particulares podem apresentar estruturas e desenvolvimentos bastante diversos, como é típico de todo o Barroco.

### Teatro

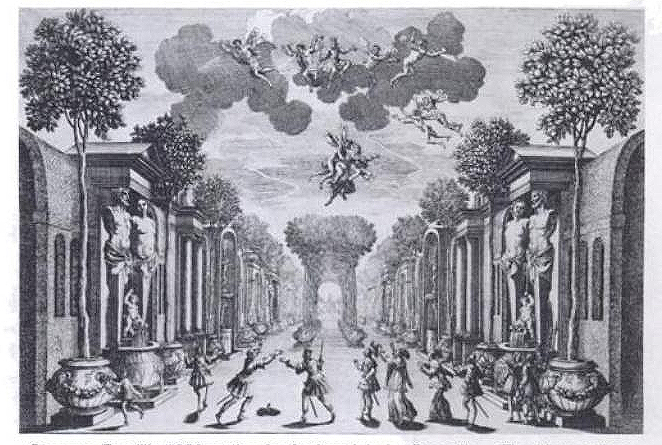
Giacomo Torelli: Cenário para Andromède, de Corneille, 1650. Metropolitan Museum of Art, Nova Iorque

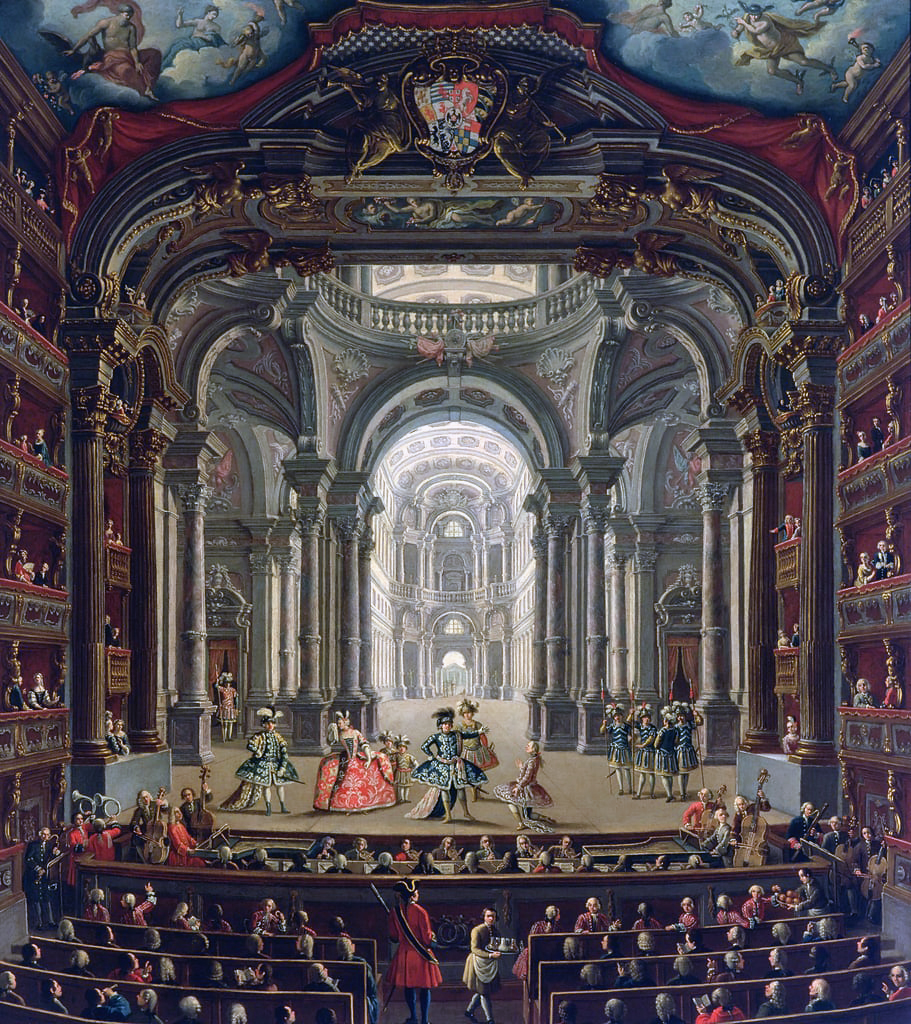
Pietro Domenico Oliviero: O Teatro Régio de Turim, c. 1750, mostrando uma apresentação operística. Palazzo Madama

O teatro barroco herdou os avanços renascentistas na construção de cenários com perspectivas ilusionísticas, o que estava ligado à revivescência da arquitetura clássica. Arquitetos como Vincenzo Scamozzi, Sebastiano Serlio, Bernardo Buontalenti e Baldassare Peruzzi haviam participado ativamente da concepção de cenários de impacto realista, seja através de painéis pintados, o que era mais comum, seja com construções realmente tridimensionais sobre os palcos, e pelo fim do século XVI a cenografia se tornara uma parte importante na representação teatral. Ao longo do século seguinte adquiriu relevo ainda maior, e como os cenários teatrais não estavam sujeitos às limitações da arquitetura real, desenvolveu-se uma linha de cenários altamente fantasiosos e bizarros, onde a imaginação encontrou um terreno livre para se manifestar. À medida que os cenários móveis se tornavam mais complexos, da mesma forma evoluíam as casas teatrais, até então construções temporárias ou de proporções modestas. O primeiro grande teatro permanente fora erguido em Florença em meados do século XVI, e no século seguinte vários outros apareceram. O primeiro proscênio permanente surgiu em 1618 no Teatro Farnese em Parma, sob a forma de uma derivação de um arco de triunfo. Fixos, limitavam a visão do público à regra da perspectiva central, que correspondia simbolicamente à visão do governante, um reflexo da ideologia absolutista.
Também herança do Renascimento foram a presença amiudada de motivos clássicos e a concepção da ação numa unidade de tempo e espaço, que havia sido definida por Aristóteles na Grécia Antiga. O resultado dessa regra foi a narrativa se desenvolver em um único local num mesmo dia, forçando a ação dentro destes limites rígidos. Essencialmente artificial, este tipo de teatro só encontrou apreciadores entre a elite italiana. Contudo, à medida que o Barroco progredia, estes parâmetros foram paulatinamente sendo abandonados, enquanto que na Inglaterra e Espanha, por exemplo, a tradição dos mistérios e paixões medievais continuava viva. No fim do século XVI nasceu um dos gêneros teatrais mais importantes, a ópera, que foi concebida inicialmente como uma ressurreição do drama clássico grego, mas logo se desenvolveu para tornar-se a súmula de todas as artes, envolvendo representação, dança, música e um complexo aparato cênico para a produção de efeitos especiais. Também reservada de início às elites, logo se tornou apreciada pelo povo, fazendo imenso sucesso em quase toda a Europa.
A despeito de sua rápida popularização e enorme prestígio entre a nobreza, chegando a deslocar o drama falado como o gênero favorito de teatro, a ópera como um gênero representativo enfrentava limitações sérias, além de ser regida por uma série de convenções. A dificuldade de se conseguir uma eficiência dramática com a ópera barroca derivava de vários fatores. Em primeiro lugar poucos cantores tinham verdadeiro talento como atores, e no mais das vezes sua presença em palco só se justificava pelas suas habilidades vocais. Em segundo, grande número de libretos era de baixa qualidade, tanto em termos de ideia como de forma, tendo seus textos reformados e adaptados infinitas vezes a partir de várias fontes, resultando em verdadeiros mosaicos literários. Em terceiro, a própria estrutura da ópera, fragmentada em uma longa sequência de trechos mais ou menos autônomos, as árias, coro e recitativos, entre os quais os cantores saíam e voltavam à cena várias vezes para receber aplausos, anulava qualquer senso de unidade de ação que mesmo um libreto excelente pudesse oferecer. As árias eram seções essencialmente estáticas, serviam acima de tudo para exibir o virtuosismo do cantor e faziam uma meditação altamente retórica, estilizada e formal sobre algum elemento da narrativa — cantavam um sentimento, planejavam uma ação, refletiam sobre algum acontecimento anterior, e assim por diante, mas não havia ação nenhuma. A trama era levada adiante somente nos recitativos, partes cantadas de uma forma próxima da fala, com acompanhamento instrumental reduzido a um mínimo. Os recitativos eram os trechos que o público considerava menos interessantes, vendo-os como necessários apenas para dar alguma unidade na frouxa e vaga coesão dramática da maioria dos libretos, e durante sua performance era comum que os espectadores se engajassem em conversas com seus vizinhos, bebessem e comessem, circulassem pelo teatro, enquanto esperavam a próxima ária. Destarte, as óperas da época podem bem ser consideradas peças de concerto com uma decoração visual luxuriante e apenas um esboço de ação cênica. No caso da França, porém, a situação era diferente. A ópera nacional francesa, chamada de tragédia lírica, como concebida pelo compositor Jean-Baptiste Lully e o libretista Philippe Quinault, tinha libretos de alta qualidade, uma perfeita adequação entre música e texto, e consistente desenvolvimento dramático, superando em popularidade os dramas falados até de Racine, que então estava no auge de sua carreira.

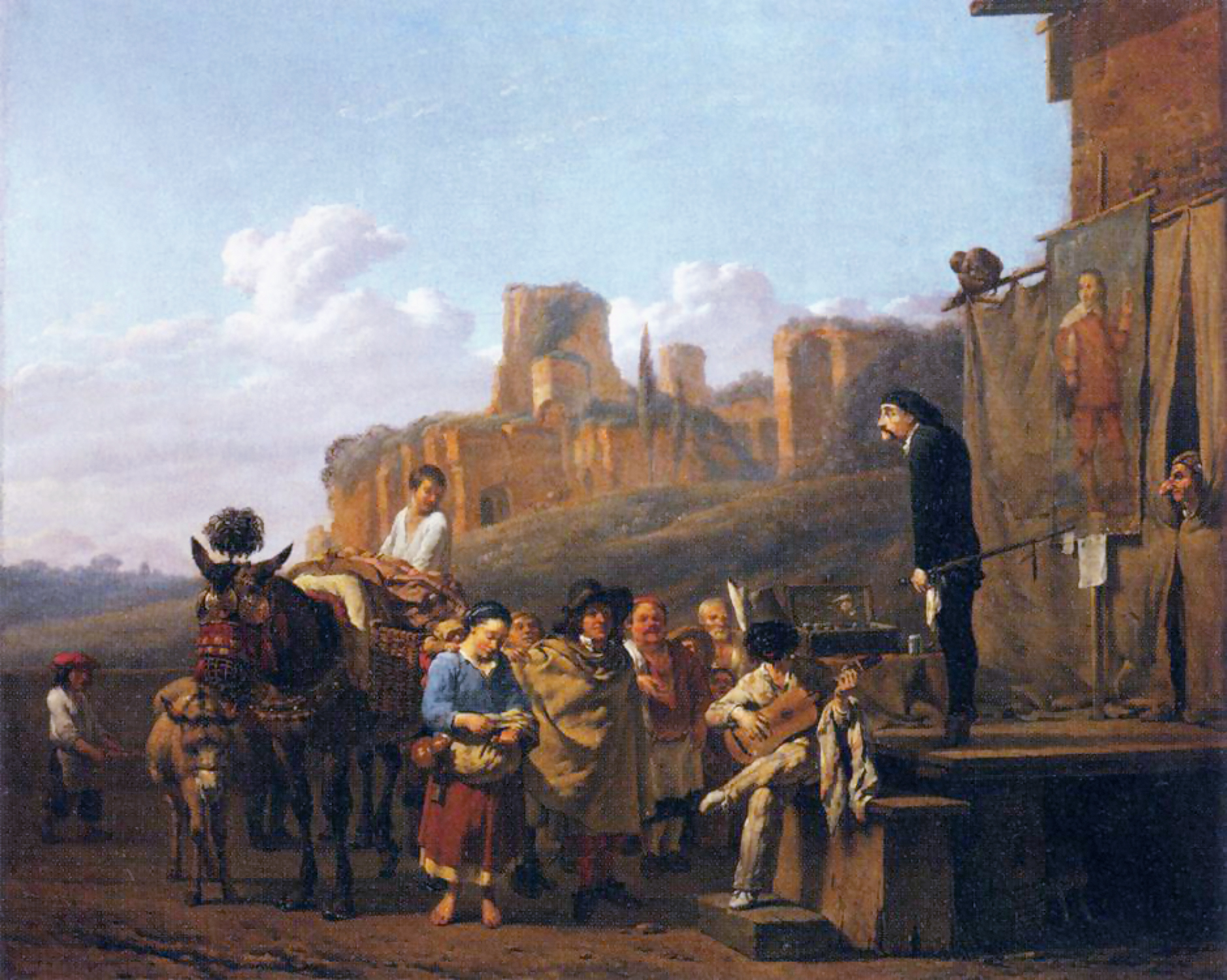
Karel Dujardins: Uma companhia de Commédia dell'Arte em um palco ao ar livre, 1657. Museu do Louvre

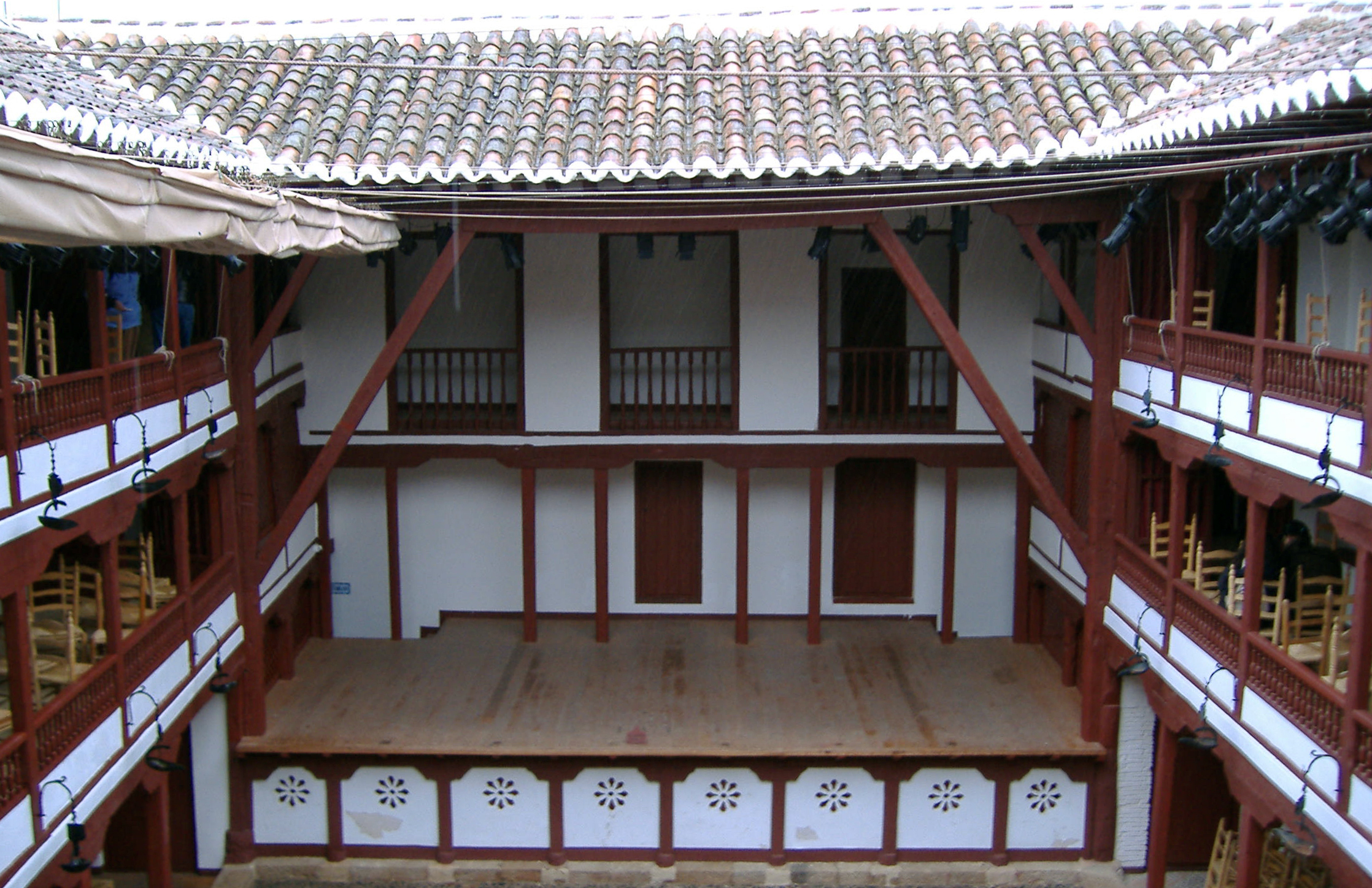
O ' em Almagro, um típico teatro espanhol do século XVII

Duas outras tendências influentes também floresceram no Barroco. A primeira foi a da Commedia dell'Arte, um gênero popular e cômico de características heterogêneas, derivado em parte dos jograis da Idade Média, das festividades e mascaradas populares espontâneas do Carnaval e do folclore. O gênero se estruturou na segunda metade do século XVI e se consolidou ao iniciar o século XVII, e em vez de se fixar somente no texto escrito dava amplo espaço para a improvisação. Mas longe de ser apenas um improviso, requeria um grande domínio da técnica representativa e um fino senso de ação em conjunto. Seus temas eram do cotidiano, ou faziam paródias de motivos consagrados pela tradição clássica, entremeando-os com exibições de malabarismo e canções populares. Vários dos personagens da Commedia dell'Arte eram tipos fixos, como Pierrot, Colombina, Arlequim, Polichinelo, reconhecíveis por máscaras e trajes característicos. Apresentavam-se nas ruas como grupos itinerantes, falando no dialeto local, mas também participavam de festas nobres. Algumas companhias alcançaram fama continental e inspiraram autores barrocos como Molière e Carlo Goldoni, como antes já haviam inspirado Shakespeare.
A outra tendência de vasta repercussão foi o teatro sacro desenvolvido pelos jesuítas, como parte de suas estratégias contrarreformistas. Embora mantendo traços do drama clássico na forma, na técnica e na linguagem, seus temas eram naturalmente religiosos e seu propósito, declaradamente doutrinário. O drama jesuítico foi muito cultivado em todos os colégios mantidos pelos padres, e se tornou parte integral da empreitada missionária pela América e Oriente, adaptando-se a costumes locais e incorporando as inovações na arte dramática profana. Seu estilo teve uma influência também na obra de Pierre Corneille, Molière e Goldoni. Embora esse teatro não tenha chegado às regiões protestantes, pelo menos na Inglaterra exerceu influência no teatro estudantil cômico e na representação de dramas sacros no Natal. Por outro lado, na Espanha foi recebido com entusiasmo, fundindo-se à já grande tradição dos autos sacramentais que tivera origem na Idade Média. Os autos espanhóis se tornaram então obras de arte erudita, estando entre os principais gêneros dramáticos da Espanha barroca, e alguns foram produzidos pelos melhores poetas do Século de Ouro. Paralelamente a Espanha desenvolveu um teatro profano de particular vigor e sucesso de público, com um estilo passional, romântico e lírico, tratando de uma multiplicidade de temas, mas geralmente envolvendo o amor e a honra, num tratamento realista e vivaz. Lope de Vega, Tirso de Molina e Calderón de la Barca estão entre seus grandes expoentes.
A França, que no século XVI tinha um teatro pobre, no século XVII se tornou um dos maiores centros europeus, formando uma forte escola nacional de tendência classicista, em temas sérios e cômicos, com representantes notáveis em Racine, Corneille e Molière. Na Inglaterra já havia uma sólida tradição de teatro profano desde o tempo de Elisabeth I, de modo que os ingleses puderam assimilar inovações italianas sem perder sua individualidade. Preocuparam-se com a unidade dramática e estabeleceram uma distinção mais clara entre comédia e drama do que aquela praticada no teatro elisabetano, quando a tragicomédia se tornara favorita da aristocracia, com bons representantes em John Fletcher e Francis Beaumont. As peças de Fletcher conheceram grande popularidade até passada a metade do século XVII, ultrapassando as de Shakespeare e explorando o romance, a honra, a surpresa e o suspense às expensas da caracterização dos personagens. Ao mesmo tempo se popularizaram o gênero da pastoral, um idílio mitológico ambientado no campo, que dava margem ao uso de recursos cênicos espetaculosos, e o da mascarada, combinando música, poesia, dança e cenários e figurinos extravagantes inspirados na Itália. A associação do arquiteto Inigo Jones como cenógrafo com o libretista Ben Johnson produziu algumas das mais refinadas mascaradas inglesas. Na Guerra Civil os teatros profanos foram fechados, e em sua reabertura dezoito anos depois a tradição de teatro profano estava completamente transformada, voltando-se para as comédias de costumes e reservado às elites, com uma qualidade geral mais baixa. Uma tentativa de elevar novamente o nível do teatro inglês foi feita por John Dryden, criando peças heroicas. Os ingleses foram ainda os responsáveis pela reativação do teatro germânico, que fora muito prejudicado pelas guerras, através da presença de companhias itinerantes, até que a influência italiana começou a predominar no final do século XVII, quando a qualidade geral do teatro europeu sofreu sensível declínio, somente restaurado no século XVIII, especialmente com peças de conteúdo burguês ou satírico.

### Música

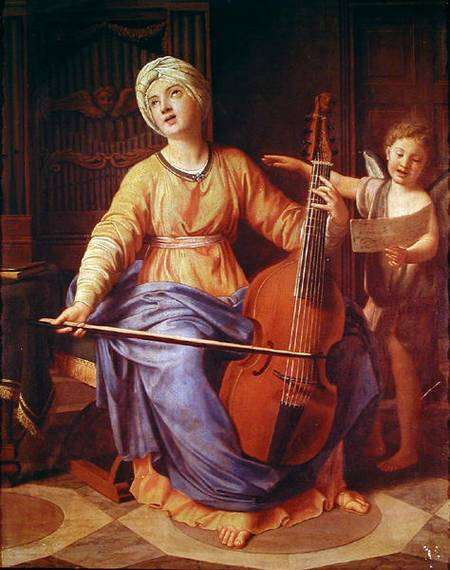
Nicolas Colombel: Santa Cecília

O século XVII trouxe à música a revolução mais profunda desde aquela promovida pela Ars nova no século XIV, e talvez tão importante quanto a que foi implementada pela música moderna no século XX. É certo que tais mudanças não surgiram do nada e tiveram precursores, e demoraram anos até serem absorvidas em larga escala, mas em torno do ano 1600 se apresentaram obras que constituem verdadeiros marcos de passagem. Esse novo espírito requereu a criação de um vocabulário musical vastamente expandido e uma rápida evolução na técnica, especialmente a vocal. As origens do Barroco musical estão no contraste entre dois estilos nitidamente diferenciados, o chamado prima prattica, o estilo geral do século XVI, e o seconda prattica, derivado de inovações na música de teatro italiana. Na harmonia, outra área que sofreu mudança significativa, abandonaram-se os modos gregos ainda prevalentes no século anterior para adotar-se o sistema tonal, construído a partir de apenas duas escalas, a maior e a menor, que encontrou sua expressão mais típica na técnica do baixo contínuo.
Além disso, se instalou a primazia do texto e dos afetos sobre a forma e a sonoridade; o contraponto e os estilos polifônicos, especialmente na música sacra, sobreviveram, mas descartaram texturas intrincadas onde o texto se torna incompreensível, como ocorria no Renascimento; iniciou-se a teorização da performance com tratados e manuais para profissionais e amadores; foram introduzidas afinações temperadas e formas concertantes; o baixo e a melodia assumem um lugar destacado na construção das estruturas; a melodia buscou fontes populares e a dissonância passou a ser empregada como recurso expressivo; as vozes superior e inferior foram enfatizadas; às sonoridades interválicas sucederam as acórdicas, e escolas nacionais desenvolveram características idiossincráticas. Entretanto, assim como nas outras artes, o Barroco musical foi uma pletora de tendências distintas; George Buelow considera que a diversidade foi tão grande que o conceito perdeu relevância como definição de uma unidade estilística, mas reconhece que o termo se fixou na musicologia.
No terreno da simbologia e linguagem musical, foi de grande importância o desenvolvimento da doutrina dos afetos, propondo que recursos técnicos específicos e padronizados usados na composição podiam despertar emoções no ouvinte igualmente específicas e comuns a todos. A doutrina teve sua primeira formulação no final do Renascimento através do trabalho de músicos florentinos que estavam engajados na ressurreição da música da Grécia Antiga e que foram os fundadores da ópera. De acordo com sua interpretação de ideias de Platão, procuravam estabelecer relações exatas entre palavra e música. Para eles uma ideia musical não era somente uma representação de um afeto, mas sua verdadeira materialização. Os recursos técnicos da doutrina foram minuciosamente catalogados e sistematizados por vários teóricos do Barroco como Athanasius Kircher, Andreas Werckmeister, Johann David Heinichen e Johann Mattheson. Mattheson escreveu com especial detalhe sobre o assunto em seu Der vollkommene Capellmeister (O perfeito mestre de capela, 1739). Como exemplo, disse que os intervalos amplos suscitavam alegria, e a tristeza era despertada por intervalos pequenos, a fúria se descrevia com uma harmonia rude associada a um tempo rápido.[carece de fontes?]A doutrina teve uma aplicação particularmente importante no desenvolvimento da ópera. A opera seria, o gênero mais prestigiado, se estruturava sobre diversas convenções que buscavam dar verossimilhança e impacto emocional a eventos apresentados de maneiras em tudo artificiais e retóricas, um conflito estético que, no entanto, foi resolvido de modo tão eficiente se tornou uma mania em muitos países. Os recitativos, seus trechos falados com acompanhamento instrumental muito resumido, conduziam a ação dramática, mas eram frequentemente ignorados pela plateia, que se dedicava então a beber, comer e conversar. As árias, os trechos cantados, porém, que eram os mais apreciados e mais substanciais musicalmente, eram quadros fixos em que a ação congelava sobre uma ideia ou sentimento, e davam espaço para o protagonista exibir o seu virtuosismo vocal seguindo modelos formais padronizados para cada tipo de expressão a ser ilustrada. Por exemplo, árias de fúria tipicamente eram em tempos rápidos com muitas vocalizações em coloratura, intervalos amplos, frequentemente na clave de ré menor, enquanto árias de amor muitas vezes eram compostas em lá maior. Tais convenções eram tão impessoais que se por qualquer motivo um cantor não apreciasse uma certa ária composta para ele podia sem maiores problemas substituí-la por outra de sua preferência, de outra fonte, desde que expressasse o mesmo afeto.

#### Música vocal

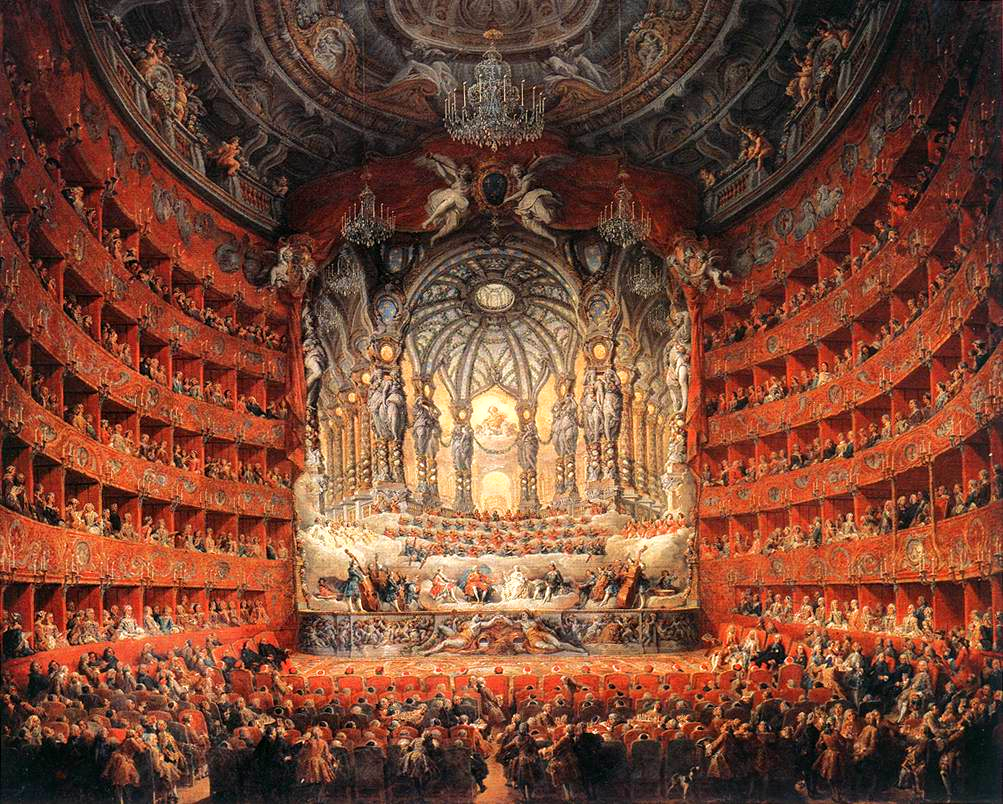
Interior de uma casa de ópera do século XVIII, o Teatro Argentina de Roma, em pintura de Giovanni Paolo Pannini

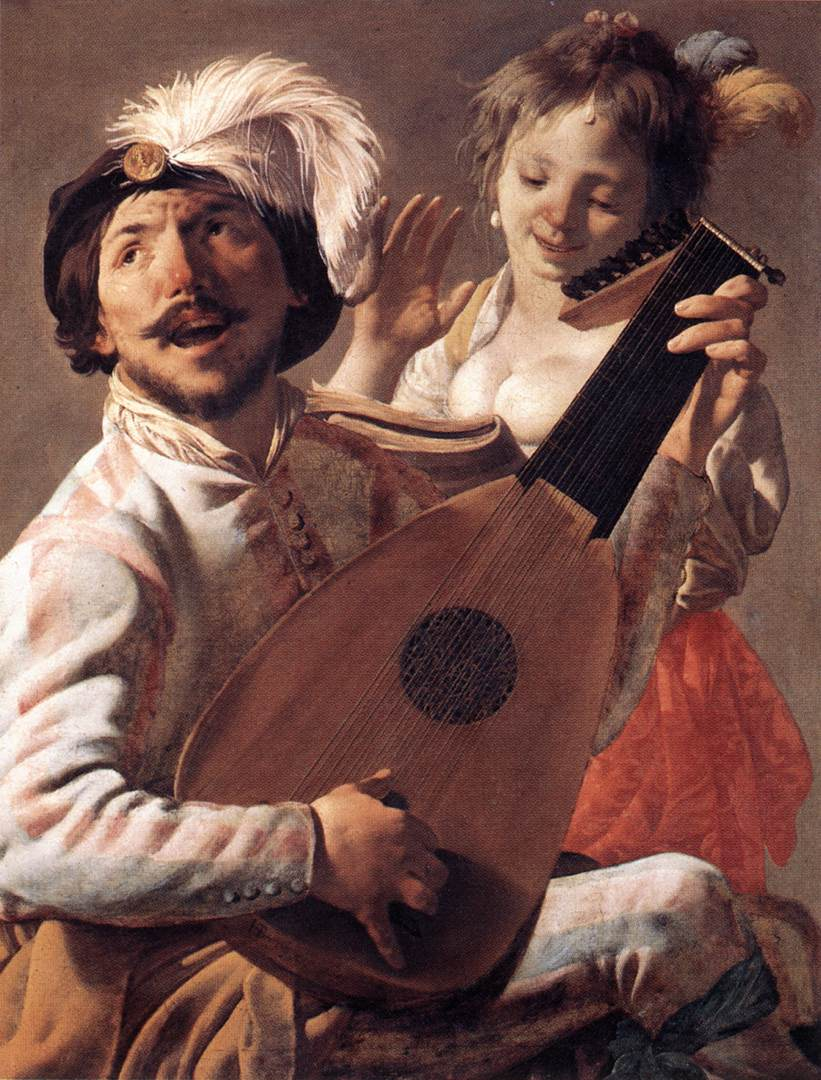
Hendrick ter Brugghen: Dueto, 1628

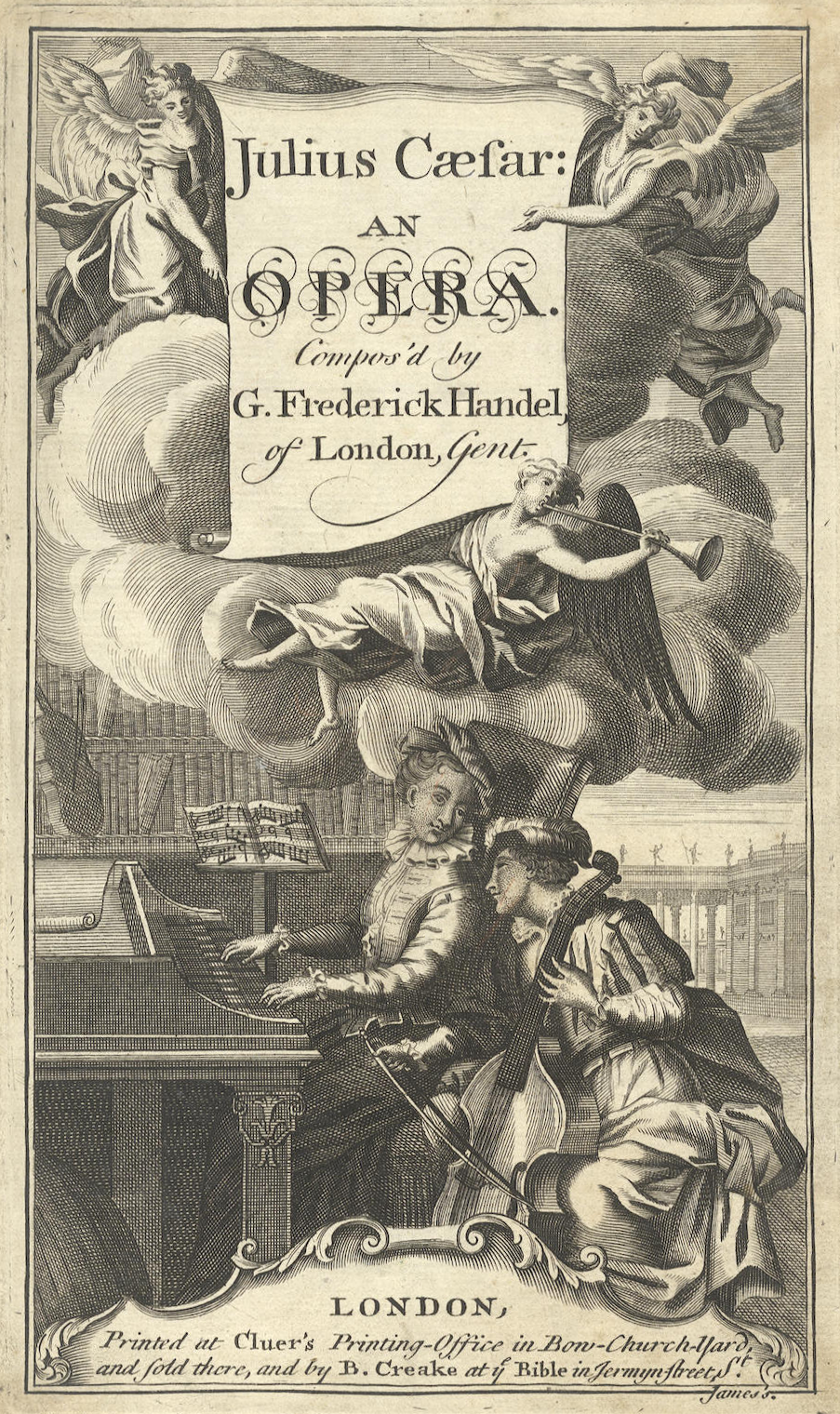
Capa da primeira edição da ópera Giulio Cesare, de Haendel

Entre os gêneros vocais teve um papel importante a forma policoral com estruturas antifonais, os chamados cori spezzati, desenvolvida por Andrea Gabrieli e Giovanni Gabrieli em Veneza, na passagem do século XVI para o século XVII, estabelecendo precedentes para os gêneros concertantes vocais e instrumentais e inovando nas técnicas polifônicas. Mas possivelmente a mais influente e seminal forma vocal a se desenvolver no Barroco foi a ópera, o mais ambicioso projeto de exploração dos efeitos dramáticos em música, com o auxílio de representação cênica e requintadas cenografias. Os precursores da ópera foram os florentinos Giulio Caccini e Jacopo Peri, cuja ópera Euridice (1600), composta conjuntamente, é a mais antiga que sobreviveu, mas o primeiro grande expoente foi o veneziano Claudio Monteverdi, que em 1607 apresentou seu L'Orfeo, seguido de várias outras composições importantes e influentes, como L'Arianna e L'Incoronazione di Poppea. Suas óperas, como todas as de sua época, fizeram face ao desafio de estabelecer uma unidade coerente para um paradoxo de origem — a tentativa de criar uma representação realista num contexto artístico que primava pelo artificialismo e convencionalismo. Para Ringer as óperas de Monteverdi foram uma resposta brilhante para esse desafio, estão entre as mais pura e essencialmente teatrais de todo o repertório sem perder em nada suas qualidades musicais, e foram a primeira tentativa bem sucedida da ilustração dos afetos humanos em música numa escala monumental, sempre amarrada a um senso de responsabilidade ética. Com isso ele revolucionou a prática de seu tempo e se tornou o fundador de toda uma nova estética que teve uma influência enorme em todas as gerações de operistas posteriores.
Enquanto Monteverdi desenvolvia a parte final de sua carreira em Veneza, Roma e Nápoles também patrocinavam uma rica atividade operística, introduzindo outras novidades: um uso mais frequente do coro, introdução de intermezzi dançados entre os atos, e a adoção de uma abertura em estilo de canzona. A ópera logo ganhou ampla aceitação, e o gosto popular passou a influir sobre os compositores, utilizando melodias populares e cenários suntuosos e engenhosos, com maquinismos cênicos para efeitos especiais e aberturas no estilo de fanfarras. O desejo da audiência por melodias facilmente memorizáveis e cantáveis possibilitou a progressiva distinção entre árias e recitativos.
No início do século XVIII fixou-se a fórmula da opera seria, cuja dramaturgia se desenvolveu em boa parte como uma resposta à crítica francesa daqueles que frequentemente era vistos como "libretos impuros e corrompedores". Como resposta, a Accademia dell'Arcadia, sediada em Roma, buscou retornar a ópera italiana aos princípios clássicos, obedecendo as unidades dramáticas de Aristóteles e substituindo tramas "imorais" por narrativas altamente moralistas, que buscavam instruir, além de entreter. No entanto, os finais quase sempre trágicos do drama clássico eram rejeitados, por motivos de decoro; os principais autores de libretos da opera seria, como Apostolo Zeno e Pietro Metastasio, acreditavam que a virtude devia ser recompensada, e mostrada triunfando. Os episódios cômicos e o balé, comuns na ópera francesa, foram banidos, mas foi o período áureo dos solistas vocais virtuosos, especialmente os castrati.
Ainda no século XVII ópera se difundiu para a França, onde se adaptou à tradição da tragédia e do balé e formou a chamada tragédia lírica, que se tornou uma instituição nacional. Na França a abertura italiana se transformou em uma peça mais consistente, a chamada abertura francesa, com uma seção em fugatto. Os mestres da tragédia lírica foram Jean-Baptiste Lully e Jean-Philippe Rameau. Na Alemanha a ópera não foi tão popular, mas não obstante recebeu atenção em várias cidades importantes, como Hamburgo, Munique e Dresden. Na Áustria, Viena foi um grande centro operístico, e em toda a área germânica a influência italiana foi predominante, com destaque para os compositores Reinhard Keiser, Niccolò Jommelli, Georg Philipp Telemann e Johann Adolph Hasse. Na Inglaterra a situação era semelhante à da França, podendo desenvolver um estilo nacional com Henry Purcell e John Blow antes dos italianos, ou italianizados como Handel, dominarem a cena no século XVIII.
Os operistas napolitanos também ajudaram a desenvolver um outro gênero de música vocal dramática, a cantata, para voz solo com acompanhamento instrumental. Giacomo Carissimi consolidou o gênero num modelo compacto, com duas ou três árias entremeadas de recitativos, forma levada adiante por vários outros compositores e introduzida na França por Marc-Antoine Charpentier. Em virtude da progressiva diluição dos limites entre os gêneros sacros e profanos, logo a cantata foi adotada como veículo de temas religiosos, originando a cantata sacra. Nesta forma foi muito popular nos países germânicos, onde se tornou parte integrante do culto luterano. Seu maior cultivador foi Johann Sebastian Bach, mas também se dedicaram ao gênero Dietrich Buxtehude e Johann Kuhnau. Paralelamente à evolução da ópera, surgiram o oratório, o seu equivalente sacro, e a paixão, também semelhante. Emilio de' Cavalieri é tido como o fundador do oratório com sua Rappresentazione di anima e di corpo, estreada em Roma em 1600, e Carissimi, Alessandro Scarlatti, Heinrich Schütz e Georg Friedrich Handel deram importantes contribuições à expansão da forma.
Georg Friedrich HändelÁria Every valley shall be exalted, do oratório Messias
Johann Sebastian BachCoro de abertura da cantata sacra nº 140
Dieterich BuxtehudeCantate Domino
Antonio VivaldiAllegro do Moteto para soprano e orquestra

#### Música instrumental

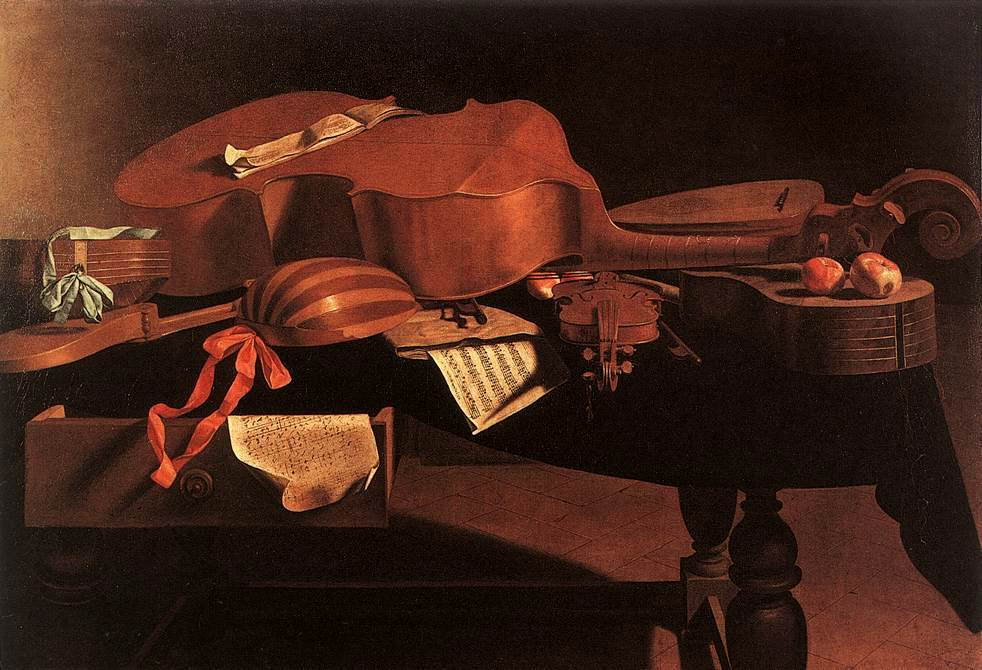
Instrumentos usados no barroco (embora tenham origem mais antiga), incluindo viela de roda, cravo, viola da gamba, alaúde, violino e guitarra. Pintura de Evaristo Baschenis.

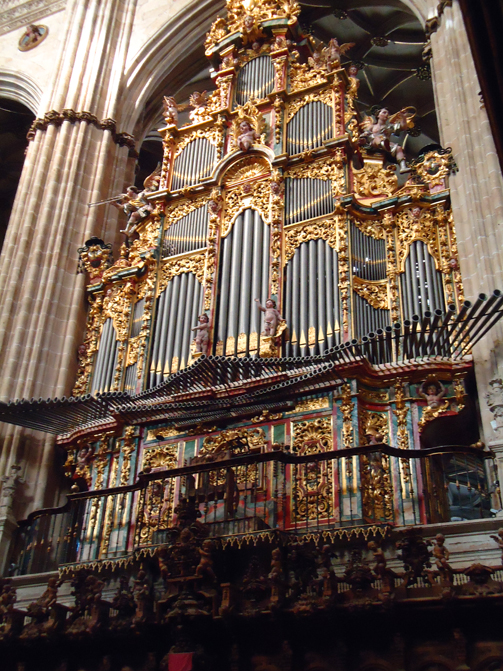
O grande órgão barroco da Catedral de Salamanca

À medida que novas técnicas de canto eram desenvolvidas, estas inovações iam sendo absorvidas pela música instrumental, especialmente agora que instrumentos participavam de formas antes executadas a capella, como o moteto. O instrumental não sofreu transformações tão importantes e permaneceu em linhas gerais o mesmo do Renascimento, mas seus usos sim foram modificados, como por exemplo o abandono do alaúde como condutor do baixo contínuo, substituído pelo cravo ou órgão. As danças renascentistas, executadas em pares, foram expandidas para organizarem suítes em vários movimentos, usualmente de quatro a seis, allemande, courante, sarabande, menuets I & II, e gigue, mas podendo aparecer com movimentos adicionais como a air, a bourrée, a chaconne e a passacaglia. A toccata, o prelúdio e a fantasia, já existentes no Renascimento, foram expandidas em dimensões e profundidade de tratamento, enquanto as formas polifônicas instrumentais mais importantes da geração anterior, a canzona e o ricercare, evoluíram para formar a fuga. Muitas formas de dança foram inseridas em óperas e foram organizadas em bailados, e nesses gêneros mistos a peça de abertura, em regra somente instrumental, adquiriu grande importância.
Outras formas importantes a nascerem no Barroco foram a sonata e o concerto, que se multiplicaram em várias formas subsidiárias, o primeiro na sonata da chiesa, na sonata da camera e na trio-sonata, e o segundo dando origem ao concerto grosso, o concerto para solista e a sinfonia. Para estes gêneros escreveram obras importantes Arcangelo Corelli, Antonio Vivaldi, Giuseppe Tartini, Jean-Marie Leclair, Bach, Händel e Purcell. Ao mesmo tempo, a música para teclado — órgão ou cravo — conheceu grande expansão, através do trabalho de Dietrich Buxtehude, Jan Pieterszoon Sweelinck, Johann Pachelbel, Johann Froberger, Georg Muffat, Bach, Girolamo Frescobaldi, Domenico Scarlatti, Rameau e François Couperin.
Jean-Baptiste LullyAbertura da comédia-balé Le Bourgeois Gentilhomme
Arcangelo CorelliMovimento da Trio-sonata nº 11
Johann Sebastian BachFuga Cromática BWV 903, versão para órgão
Antonio VivaldiPrimeiro movimento do concerto para violino e orquestra O Inverno, parte do grupo As Quatro Estações

### Interiores e mobiliário

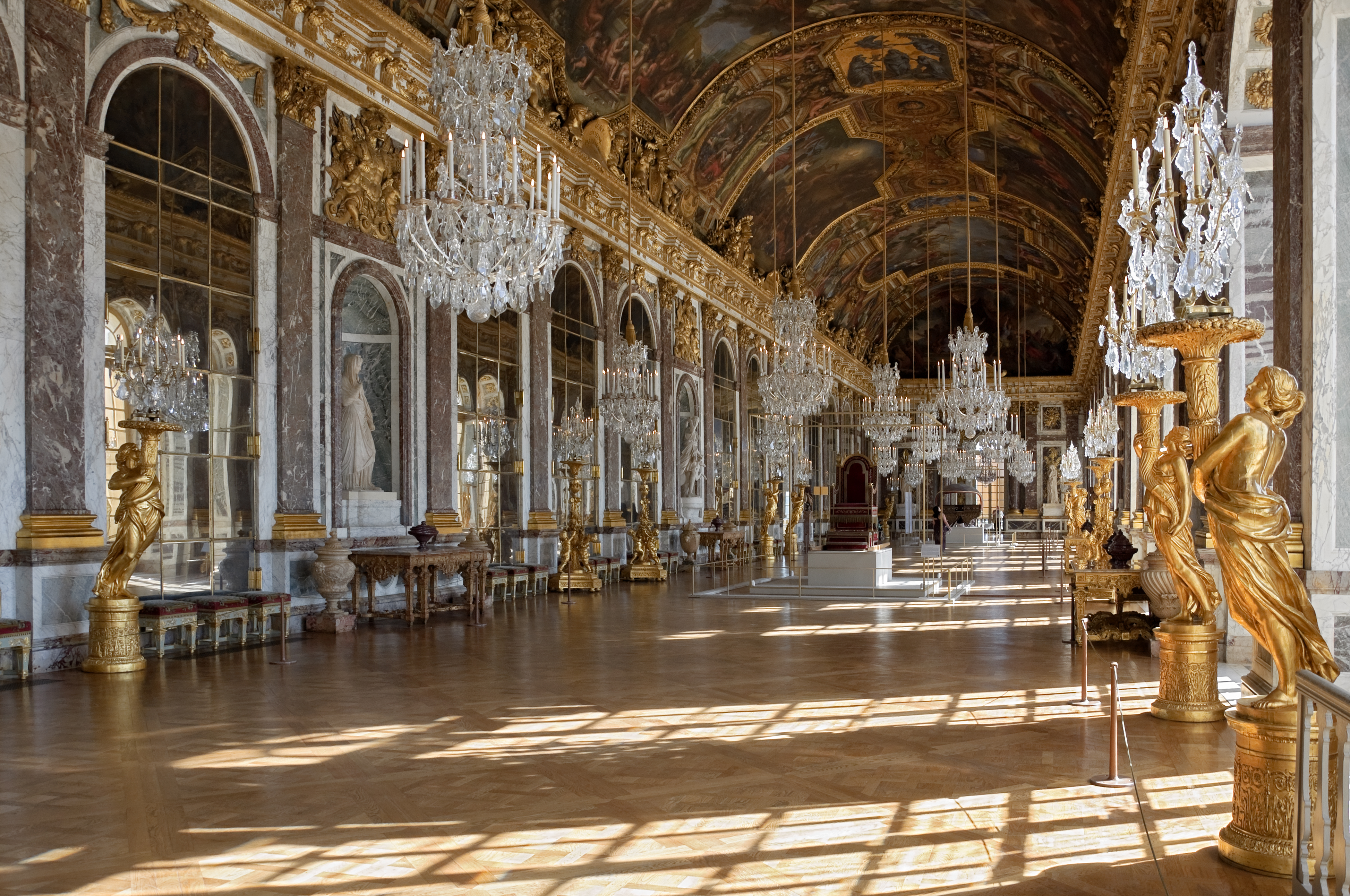
A Galeria dos Espelhos do Palácio de Versalhes

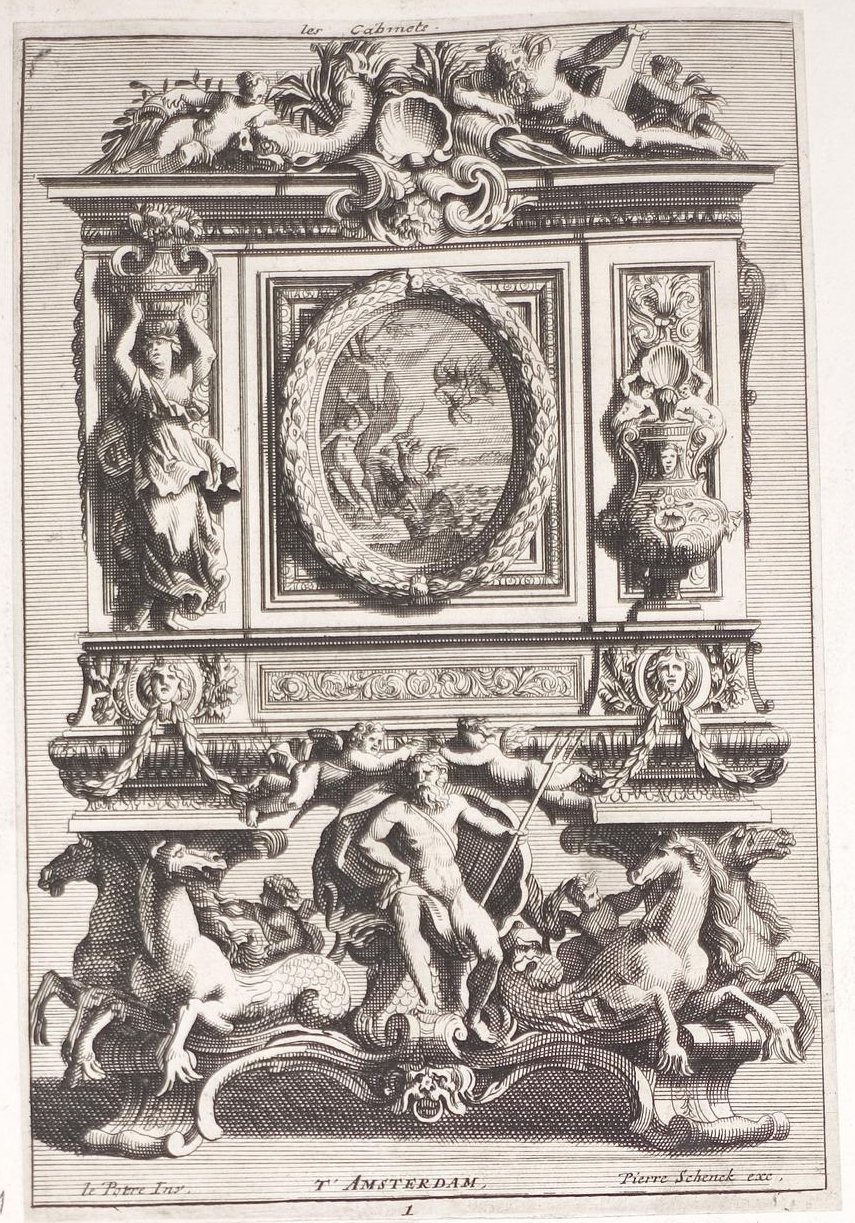
Projeto de Jean Le Pautre para um aparador

A decoração de interiores foi parte integral da concepção da arte barroca, contribuindo de modo importante para a consumação do desejo de criar obras de arte "totais" e envolventes, que tiveram seus pontos máximos nos interiores dos grandes palácios, teatros e igrejas. Neste aspecto as regiões protestantes também adotaram princípios barrocos, pois a ornamentação não estava necessariamente ligada à propaganda da fé, embora nos países católicos ela fosse consistentemente usada para auxiliar no efeito didático final do programa iconográfico estabelecido através das pinturas e esculturas. Nessas outras regiões, especialmente onde o sistema político tendia para o absolutismo, cujos objetivos totalizantes encontravam um fértil campo de representação numa decoração luxuosa e ostentatória, indicativa do poder do monarca e de sua glória, o Barroco floriu expressivamente.[carece de fontes?]
Da mesma forma que nas artes visuais, a decoração prima pelas formas curvas, pela abundância ornamental, pelo uso de materiais preciosos, como o ouro e pedras decorativas tais como os mármores coloridos, as ágatas, o alabastro e outras. Tanto a pedra como a madeira e o metal foram submetidas ao capricho dos artistas e se dobraram e curvaram em uma cornucópia de motivos de infinita inventividade. Colunas se torceram em espirais, frontispícios se povoaram de volutas, portas se cobriram de almofadões em relevo, arcos foram quebrados, ondulados e multiplicados, as cornijas arquitetônicas e os beirais se tornaram assentos de anjos e deidades clássicas, mísulas foram substituídas por atlantes e cariátides, janelas assumiram feições variadas — ovoide, periforme, estrelada e outras — e virtualmente todas as superfícies recebiam tratamento ornamental. O Barroco foi um período de apogeu para a talha em madeira, tão típica das igrejas da época, especialmente na América, frequentemente coberta de ouro e esculpida com enorme densidade de elementos ornamentais, com motivos fitomórficos entremeados de figuras de anjos, santos, animais fabulosos e outros, em certos exemplares chegando a obscurecer as formas arquitetônicas e criando uma forma espacial nova. Também no mobiliário as formas se dinamizaram e curvaram, e a decoração magnificou-se a ponto de às vezes assumir dimensões arquitetônicas, como mostram certas camas ornadas com grandes baldaquinos e cabeceiras monumentais e as grandes bancadas e armários encontrados em palácios e sacristias de igrejas, que fundem suas formas à arquitetura do entorno. Interiores como o da Galeria dos Espelhos do Palácio de Versalhes, da Igreja de São Francisco em Salvador, do Teatro Argentina em Roma, e as movimentadas fachadas da Igreja de Santa Maria Madalena em Braga . e da Catedral de Múrcia, na Espanha, são apenas alguns dos numerosíssimos exemplos de decoração tipicamente barroca.[carece de fontes?]